# 芙蓉部隊

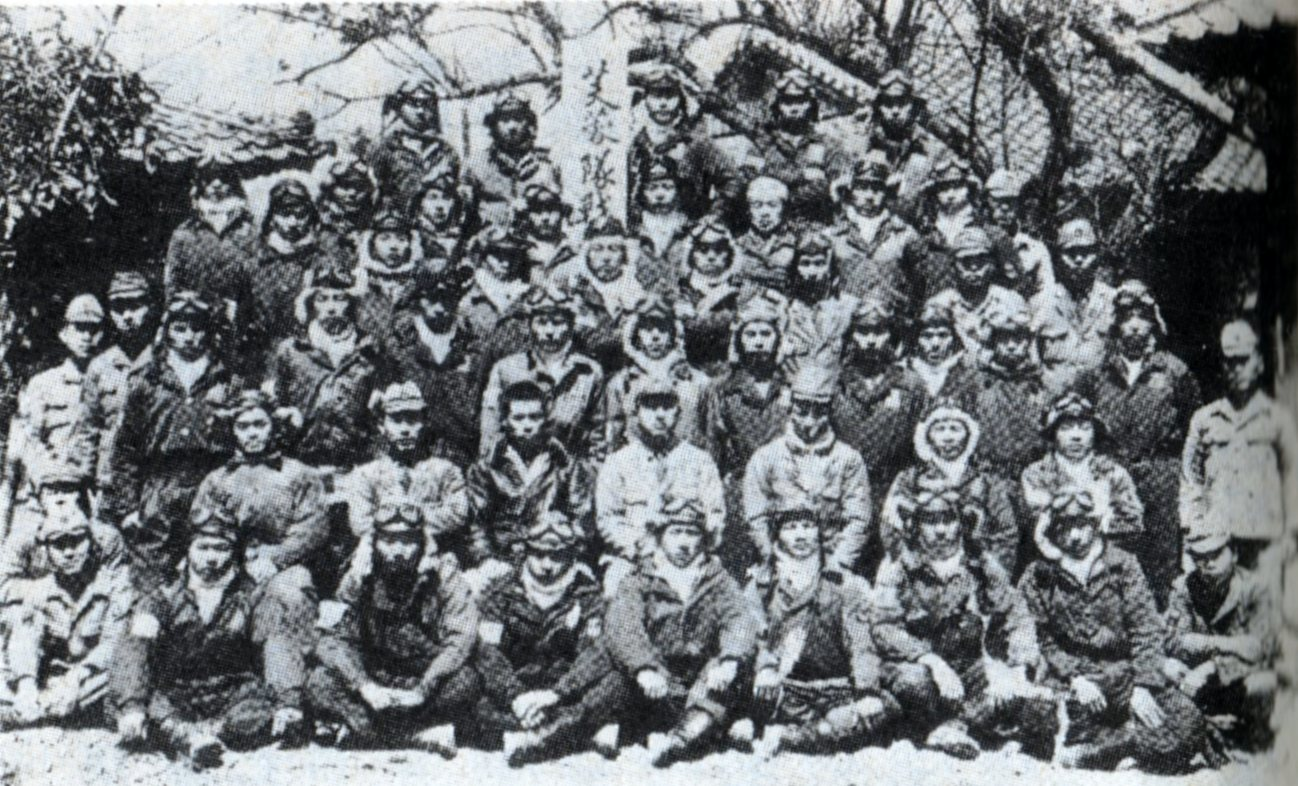
沖縄戦に従軍するため鹿屋基地に集結した芙蓉部隊第一陣、前2列目中央無帽でアメリカ軍のフライトジャケットを着ている人物が美濃部、撮影日は1945年4月1日から4日のいずれかの日

芙蓉部隊（ふようぶたい）とは、大東亜戦争（太平洋戦争）末期の日本海軍において、三個飛行隊（戦闘八〇四飛行隊、戦闘八一二飛行隊、戦闘九〇一飛行隊）により編成された進攻夜間戦闘機隊。
「関東空部隊」として発足した当初、自らで「芙蓉部隊」（もしくは「芙蓉隊」）と称し、沖縄戦における菊水作戦中に正式な部隊名として呼称されるようになった。美濃部正少佐が指揮を執り、敵飛行場・艦船に対する夜襲を主戦法とした。指揮官美濃部の方針により特攻を拒否した部隊として紹介されることが多いが、実際には部隊編成当初から特攻を戦術として採用し、美濃部の命令で特攻出撃をしたことがあり、4人が特攻による戦死で連合艦隊司令長官から感状を授与されており、芙蓉部隊隊員の多くも、自分達が特攻隊の編成から外されたという認識は無く、実態については異聞がある。

## 特徴

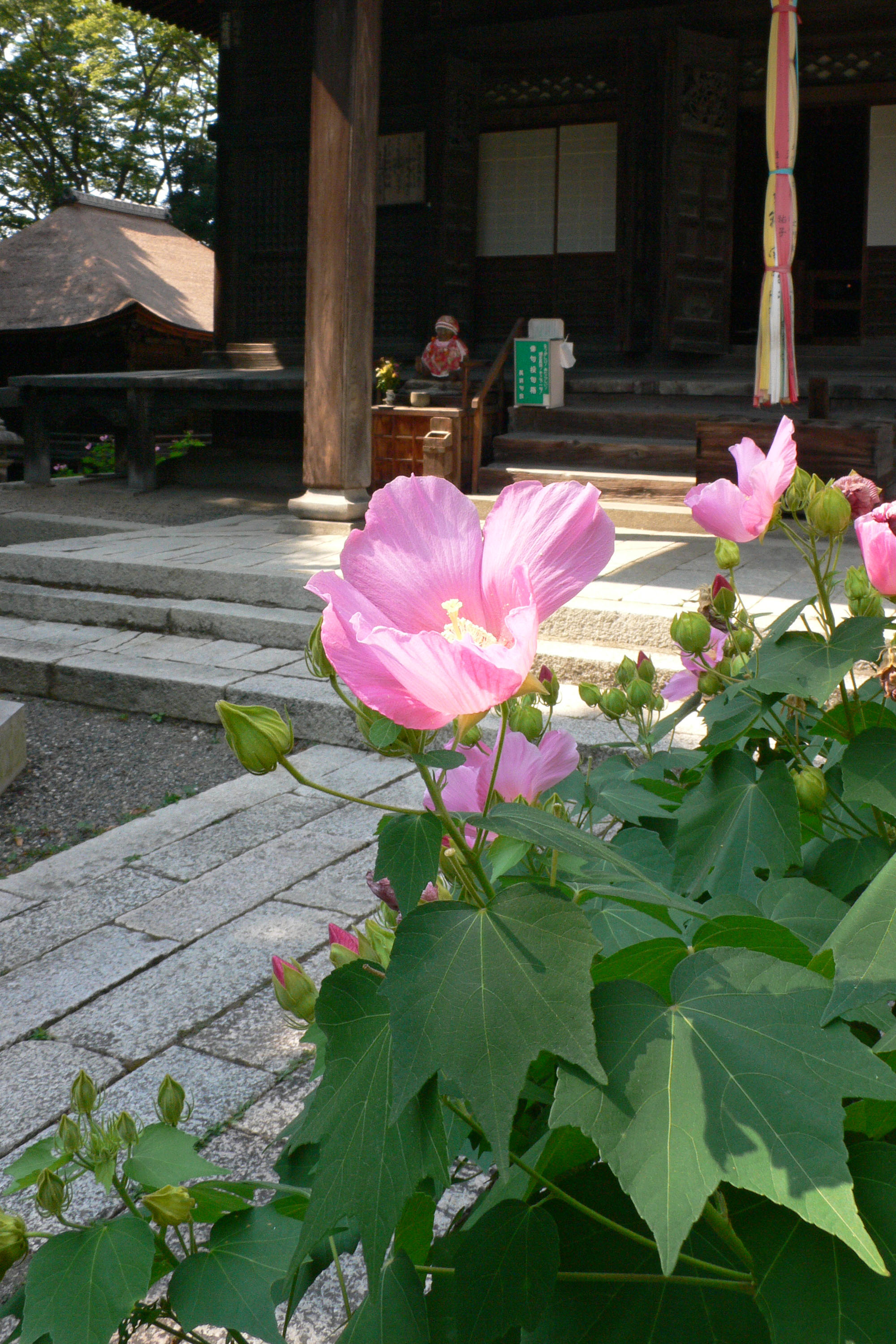
芙蓉部隊員のマフラーの色の元となったフヨウの花、1日の間に白から次第に赤くなっていくが、マフラーはこの写真のような赤くなりきる前の薄紅色で染められていた

部隊の名称は、富士山の別名“芙蓉峰”からとった芙蓉隊、後に芙蓉部隊が用いられた。これは部隊の根拠地となった静岡県志太郡静浜村（現・焼津市）の藤枝基地（現・航空自衛隊静浜基地）から富士山がよく見えたことにちなんで美濃部少佐が命名したものである。第三航空艦隊長官寺岡謹平中将の揮毫による隊旗も作られた。芙蓉部隊所属の搭乗員は、フヨウの花の色である薄紅色のマフラーを着用していた。
編制上の芙蓉部隊（関東空部隊）は第三航空艦隊に所属し、1945年2月1日から4月19日まで「関東空部隊」の名前で指揮官は関東海軍航空隊司令、4月20日以降は
「芙蓉部隊」の名前で第一三一海軍航空隊に所属し、指揮官は一三一空司令であった。発足時は戦闘九〇一飛行隊、戦闘八一二飛行隊は131空所属、戦闘八〇四飛行隊は北東海軍航空隊所属で、3月15日に戦闘804も131空に編入された。3月31日より美濃部を指揮官とする鹿屋部隊（戦闘901、戦闘804、戦闘812の一部）と戦闘812飛行隊長を指揮官とする藤枝部隊（戦闘812、戦闘901・戦闘804の錬成員）に分けられた。4月20日以降、美濃部を指揮官とする「鹿屋（岩川）芙蓉部隊」と戦闘812飛行隊長（後に座光寺一好少佐）を指揮官とする「藤枝芙蓉部隊」に分けられた。実質的な指揮は戦闘901飛行隊長（3月5日から131空飛行長）の美濃部正少佐が行っていた。
副官の徳倉正志大尉は芙蓉部隊の部隊名が決まると『芙蓉部隊の歌』という歌を作っている。

### 夜襲
美濃部は1944年（昭和19年）、九三八空の飛行隊長としてオーストラリア領ニューギニア（現・パプアニューギニア）のラバウルにいたとき、マラリア治療のため入院していた野戦病院で、精神障害で入院していた美濃部の教官時代の教え子の操縦員が「水上機に250 kg爆弾と20 mm機銃4門付けて銃爆撃に行きたい」と言い張っていたのを聞いて、夜襲部隊構想を発想したという。美濃部は低速の水上機での夜襲は困難だろうと考えたが、激戦による酷使で消耗しきっている陸上機の搭乗員と比較して、偵察任務が主体であってまだ消耗程度が軽く、操縦技術も高い水上機搭乗員を、格段に速度や航続距離に優れる零戦に搭乗させて、夜間出撃させれば活躍できると考えた。
当初、夜襲部隊を構想したときの美濃部は、主要目標として敵の空母を想定しており、後年、芙蓉部隊が主要目標とした敵飛行場への夜襲は想定していなかった。芙蓉部隊を編成する前の1944年2月に軍令部航空参謀源田実大佐に夜襲部隊の編制を直談判し、第三〇一海軍航空隊戦闘316飛行隊の飛行隊長に任じられたときには、サイパン島に戦闘316飛行隊の零式艦上戦闘機55機で進出し、「連日18機で未明600キロの哨戒・探索を行う」「9機4群の夜襲隊で、発艦前の敵空母を攻撃する」という作戦を考えていたが、作戦実現前に戦闘316飛行隊の飛行隊長を更迭されている。その後、第一航空艦隊第一五三海軍航空隊戦闘901飛行隊の飛行隊長として戦ったレイテ島の戦いにおいても、指揮下の零戦や夜間戦闘機月光を、通常任務である重爆撃機B-24の迎撃任務に加えて、アメリカ軍機動部隊への索敵攻撃に投入しており、海軍省功績調査部に「今次数度の戦闘において丙戦（主に夜間戦闘機のこと）訓練と用法により新しき戦闘方策を樹立せるを実証せり。即ち、敵空母に対し未明発艦前の敵飛行機を甲板上に破壊し、爾後わが昼間戦闘を有利にす」と報告するなど、敵空母への夜襲に強い拘りを見せていた。
レイテ島の戦いにおいては、陸軍の富永恭次中将率いる第4航空軍が、レイテ島に進出してきたアメリカ第5空軍が占領したばかりのタクロバン飛行場の整備に手間取っているのを確認すると、連日、同飛行場に夜襲をかけて、一夜で作戦機100機以上を地上で撃破したり、航空支援が不十分であった橋頭保も夜襲し、揚陸したばかりの約4,000トンの燃料・弾薬を爆砕し、上陸したアメリカ軍の補給線を脅かしたりと大戦果を挙げ、飛行場近隣にあった総司令官ダグラス・マッカーサー元帥の司令部兼住居も何度も夜間爆撃して、マッカーサーを命の危機にさらすなど善戦しており、富永の夜襲に苦しめられたトーマス・C・キンケイド中将が、「上陸拠点に対する航空攻撃は事実上歯止めがきかず、陸軍の命運を握る補給線を締め上げる危険がある。アメリカ陸軍航空隊の強力な影響力を確立するのが遅れれば、レイテ作戦全体が危機に瀕する」と考えて、この後に予定されていたルソン島上陸作戦については、「戦史上めったに類を見ない大惨事を招きかねません」と作戦の中止をマッカーサーに求めたほどであった。
海軍においても、第4航空軍の善戦に倣い、猪口智中尉（戦艦武蔵の艦長猪口敏平中将の子息）が率いる戦闘第165飛行隊の零式艦上戦闘機12機などで、タクロバン飛行場への夜襲を決行したこともあったが、同じ基地にいた美濃部の戦闘901飛行隊が飛行場の夜襲に参加することはなく、敵基地の夜襲に不慣れな海軍は出撃した12機の零戦のうち、猪口を含む11機を失っている。美濃部は芙蓉部隊を編成したのちにも、ジャンボリー作戦や沖縄戦でアメリカ軍機動部隊を目指して出撃させたが、アメリカ軍空母に接触することすらできなかったため、菊水2号作戦の開始にあたって、第五航空艦隊司令部から沖縄のアメリカ軍航空基地攻撃を命じられ、これ以降、美濃部は芙蓉部隊の主要任務を敵航空基地への夜襲に変更している。
敵航空基地攻撃が主要任務となった芙蓉部隊は、「夜間戦闘機といえども対大型機局地邀撃に非ずして専ら侵攻企図を有せるものなり」との方針で、夜間戦闘機（丙戦）の戦闘目的を「夜間特に黎明期銃爆撃に依り敵制空隊の漸減」と定めた。美濃部は日本軍の制空戦闘機（甲戦）では制空権の確保は困難になったと考えており、それを補うために地上で敵戦闘機を撃破すべきと考えた、これは、アメリカ軍の爆撃機B-24やB-29により、日本軍が大量の航空機を地上で撃破され戦力を消耗したことが最適例だと指摘しているが、美濃部自身もフィリピンの戦いで多数の指揮下の戦闘機を爆撃で撃破された痛い経験に基づくものであった。敵飛行場を攻撃するのは夜間戦闘機（丙戦）であり、日の出前1-2時間前に丙戦で敵飛行場に攻撃をかければ、当日昼間に作戦従事予定の敵作戦機が「飛行準備不如意」の状態で滑走路上に並んでいるはずであり、そこを銃爆撃すれば敵は十分な迎撃ができず、一方的に敵航空戦力の漸減が図れるはずと美濃部は想定している。これが劣勢な日本軍航空部隊がアメリカ軍航空部隊を斃せる「唯一の手段」であり、芙蓉部隊の丙戦が黎明攻撃で敵飛行場を制圧したのち、昼間に航空部隊主力が作戦行動すれば「極めて有効なる作戦主動性」を把握できるとも美濃部は考えた。ときに、美濃部が少数機によるゲリラ的な攻撃を想定していたと指摘されることもあるが、美濃部の理想は敵夜間戦闘機対策として、できうる限りの大兵力を同時使用して敵の応援の暇を無くそうというものであった。
美濃部は夜襲部隊を構想した当初は「水上機パイロット出身者は零戦で訓練すれば、空中戦もすぐに上達する」などと楽観的に考えていたが、実際に訓練させてみると殆ど上達が見られなかったので「そんなに短期間で空戦訓練ができるわけがない」と当初の楽観的な見通しを改めており、「戦闘機の任務は空中戦だけではない」として、本来は空戦の訓練を行っていた甲戦の零戦の搭乗員に対しても、空戦の訓練を行わないこととし、「専ら侵攻企図を有せる」夜襲に特化した訓練を行っていた。そのため、芙蓉部隊の戦闘機搭乗員は敵戦闘機に対する空戦技術を殆ど持たなかった。芙蓉部隊と同様に美濃部に特訓を受けた第三〇一海軍航空隊戦闘316飛行隊は、最新型の零戦52型で編成されていたのにも拘わらず、テニアン島のアメリカ軍艦載機に対する迎撃戦で一方的に撃墜されて全滅しており、戦闘316飛行隊と同様に芙蓉部隊の搭乗員の空戦技術が乏しいと自覚していた美濃部は、戦艦大和による海上特攻の際、第五航空艦隊司令部からの戦艦大和の護衛任務の要請を拒否したこともあった。
芙蓉部隊は指揮官の美濃部に夜襲特化部隊として育成され、当時の日本軍としては唯一、日本人離れした「ねばり腰の強さ」で地道に正攻法を取り続けたとの指摘もあるが、芙蓉部隊以外の日本陸海軍航空隊も終戦まで、芙蓉部隊と同様の飛行場や艦船への正攻法である夜間通常攻撃に多数の作戦機を出撃させて相応の戦果を上げており、芙蓉部隊が唯一の存在ということはない。（#戦果を参照）
芙蓉部隊の訓練は美濃部が考案したものであり、作戦の主体である夜間に身体をならすため「猫日課」と称して昼夜を逆転させた生活を送らせていた。午前0時に起床、1時に朝食、6時に昼食、11時に夕食、午後4時に夜食として、電灯使用を制限して夜目の強化を促した。夜間洋上航法訓練では、黎明－薄暮－夜間の順で定点着陸訓練から、太平洋へ出ての洋上航法通信訓練を行った。時間と燃料が十分にないため、指揮所に基地の立体模型を作って夜間の進入経路を覚えさせ、図上演習を繰り返し実施した。薄暮・夜間飛行訓練を行うときは可能な限り見学させ、「飛ばない飛行訓練」に努めて練度向上をはかった。座学も重視して、飛行作業の合間に講義が頻繁に行われた。特に雨天時は搭乗員を集めて集中的な講義を実施した。講義の内容は航法、通信、夜間の艦艇の見え方、攻撃方法などの戦術、飛行機の構造、機材等についてであった。訓練の中には、搭乗員に暗闇を凝視させて夜間視力を強化するといった効果が不明なものもあった。搭乗員の訓練は効率を第一にして実用的なことのみ徹底して教えたため、訓練時間を通常の約1/3にまで短縮することに成功したという。しかし、訓練中の事故も多く多数の殉職者を出している。また、芙蓉部隊が多大な犠牲を伴いながらも攻撃を継続できたのは、藤枝基地という後方基地に置いて新人を訓練して、随時要員を交代させるというシステムを確立していたからであった。
この昼夜逆転の「猫日課」なる訓練法が芙蓉部隊独自のもので、ときに「特攻隊の3倍」の猛訓練であったと評されることがあるが、同様な訓練は、当時、夜間攻撃を主としていた特攻隊を含むほかの日本陸海軍の航空隊でも行われており、例として練習機白菊での特攻を行った高知空（菊水白菊隊）、徳島空（徳島白菊隊）でも、教育課程を終えたばかりの搭乗員を、夜間出撃できるように促成で育成する必要に迫られ、起床を夕刻の午後5時として、暗くなるのを待って離着陸訓練を行うといった昼夜逆転日課による訓練を連夜行った。日本海軍は、夜間飛行を支障なくこなす操縦技術を有する搭乗員をA級と認定しており、夜間飛行の操縦技術については、芙蓉部隊が美濃部の特殊訓練により技術練度が非常に高かったとする指摘もあるが、1945年4月20日頃から集中的に訓練を開始した白菊の搭乗員の多くは、わずか1か月後の5月23日には、夜間に海面すれすれの高度で沖縄まで単機で到達できる飛行技術を身に着けることができて、その搭乗員が操縦した白菊特攻隊は、アメリカ軍のレーダーを掻い潜るための夜間低空飛行での出撃を繰り返して戦果も挙げている。低速の白菊で、500 ㎏爆弾に見立てた模擬爆弾を搭載しての訓練は、離陸するだけでも困難であったが、訓練中の事故は少なく、高知空においては、1機が操縦ミスで墜落し牛舎に激突したことがあったが、搭乗員は負傷にとどまり殉職者は出なかった。
飛行高度については、美濃部はレイテ島の戦いで、他の航空隊所属の特攻出撃直前の教官時代の教え子に「海上1 mぐらいの超低空でレイテまで行き、山脈を超える時はプロペラが木の葉を叩く程度で近づけ」とのレーダー対策を指導したこともあったが、自分が率いる芙蓉部隊においては、航法の負担の軽減と燃料節約のため、高度3,000 m - 4,000 m前後での飛行を原則とし、所属機の零式艦上戦闘機の最新型である五二型と急降下爆撃機彗星の高速性能を頼りに、レーダー対策としての低空飛行の訓練は重視していなかった。この高度はアメリカ軍の夜間戦闘機にとっては絶好の迎撃高度となったため、アメリカ軍の夜間戦闘機に撃墜される芙蓉部隊機も多かった。一方で、上記の白菊や同じ劣速の練習機の九三式中間練習機で編成された神風特別攻撃隊龍虎隊の特攻出撃は夜間の低空飛行が必須で、レーダーに捉えられない海面すれすれの高度5ｍで飛行しなければならなかったので、厳しい訓練が繰り返され、全ての搭乗員が完全に夜間の超低空飛行ができるようになっていた。
芙蓉部隊の搭乗員は特色のあるフヨウの花の色で染められたマフラーをしていた。これは、のちに芙蓉部隊が進出した岩川基地近郊の、芙蓉部隊士官らが将校クラブとして利用することになった開業医院の川崎邸で、芙蓉部隊の黒川上等兵曹が川崎の妻女に対して「搭乗員のマフラーをフヨウの花の色に染めてほしい」と依頼している。妻女は歌人で花の色にも詳しかったことから、フヨウの花は白と薄紅色があるので薄紅色に染色しようと提案するなど、黒川の依頼を快諾しボランティアでマフラーの染色を請け負っている。数が大量であったため妻女ひとりではさばききれず、東京から疎開してきていた長女（夫は大本営参謀）や医院の看護婦までが手伝った。芙蓉部隊搭乗員の首で風にたなびくフヨウの花の色のマフラーは、夜目にも美しく見えたという。

### 特攻

#### 計画
芙蓉部隊は対敵機動部隊の戦術として美濃部考案の特攻戦術を採用している。この戦術は「敵の戦闘機隊が十分な行動ができない未明に、まず芙蓉部隊機が敵空母甲板上の敵機を銃撃ロケット弾で攻撃し、発艦前に打撃を与え雷爆特攻機をもって撃滅戦を行い、最後に黎明銃爆特攻隊で搭乗員諸共敵空母甲板上に特攻し、敵空母甲板上の艦載機を一掃する」というものであった。ただし、美濃部によれば、芙蓉部隊は特攻を常用するのではなく、「戦機に乗じ臨機必死隊を出すものである」とのことで、美濃部が戦機到来と判断したときのみに特攻隊を編制するものと考えていたという。
美濃部考案の対機動部隊特攻戦術は、1945年2月17日にジャンボリー作戦で関東近海に来襲した第58任務部隊を攻撃するために実行されたが、この日に特攻出撃を命じられた河原政則少尉によれば、指揮所に行くと志願をしてもないのに自分の名前が出撃者名簿の中にあり、特攻機出撃前と同様に並べられた別れの盃（別杯）を前にして美濃部から「機動部隊を見つけたら、そのままぶち当たれ」と命じられたという。鞭杲則少尉によれば「空母を見つけたら飛行甲板に滑り込め」と命じられたのちに別盃を交わしている。しかも、出撃は散々訓練したはずの夜間ではなく、早朝の出撃であり、敵機動部隊への到達は陽が高く上り切った頃と予想された。沖縄戦のさいにも、別杯をかわした特攻出撃が行われたが、芙蓉部隊による機動部隊への攻撃は全て空振りに終わっており、美濃部が考案した機動部隊への特攻戦術は一度も実現することはなかった。
沖縄戦での日本軍の敗北が明らかとなり、連合軍による日本本土上陸（ダウンフォール作戦）の可能性が高まると、美濃部は「芙蓉部隊決号作戦計画」という最後の特攻・自爆作戦を考案している。その作戦計画によれば、美濃部が直卒する24機の特攻機が「敵は上陸前に、必ず機動部隊の猛攻を加えてくる。まず、爆装の索敵攻撃隊を出して敵艦隊を捕捉する。その通報を受けてやはり爆装の攻撃隊が発進し、爆弾を海面でスキップさせて敵艦の舷側にぶつける肉薄の反跳爆撃を敢行したのち、全弾を撃ちつくして艦艇に突入。空母がいて甲板上に飛行機がならんでいれば、滑りこんで誘爆で破壊する」と特攻攻撃を敢行するというものであった。24機の特攻機の搭乗割は、美濃部が主立った士官、准士官、夜襲に熟練した下士官・兵搭乗員を、本人には知らせることなく指名していた。候補者のひとりの池田上飛曹の場合は、美濃部から「池田君、大丈夫かねー」などと声をかけられることが増えて、ずいぶんと大事にしてもらっていると喜んでいたが、実際は美濃部が最後の特攻出撃の編成に組み入れることができるのか探っていたものであった。特攻出撃する機体については通常の爆装のほか、主翼の燃料タンクまでに火薬を詰め込んで、特攻したときの破壊力を増大させることまで美濃部は構想していた。そして残された整備兵などの地上要員については、第五航空艦隊から出されていた日向市富高への撤退命令を美濃部は「笑止」と一笑に付し、「基地に地雷や空雷（航空機用の爆弾やロケット弾を樹上にぶら下げたもの）を敷設し、敵が上陸すれば一兵たりとも後退戦法はとらず、最後は付近住民を道連れにして、全員が敷設した地雷、空雷で自爆し敵上陸軍と刺し違える」という自爆作戦を敢行させる計画であったが、終戦により実行されることはなかった。

#### 拒否

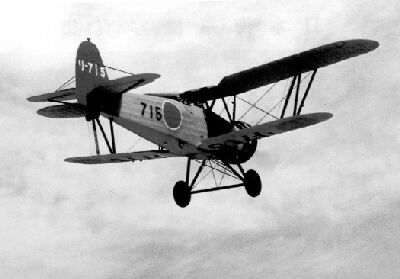
美濃部から2,000機投入しても無駄と酷評された93式中間練習機（通称赤とんぼ）。しかし操縦性の高さから対潜哨戒など実戦任務にも投入され、1945年7月28日には特攻で駆逐艦1隻撃沈、1隻大破、2隻撃破の戦果も挙げている。

美濃部は遺稿で「特攻は本人の意思で行うことがあっても他から命令するのは冷酷、非情な軍隊指揮で死刑宣告に等しい人格否定で自分には出来ない」と戦時中に考えていたと記述し、戦後、芙蓉部隊は特攻を採用しなかった部隊として紹介されることも多いが、芙蓉部隊から戦後の航空自衛隊まで美濃部の下で働いた海兵第73期卒で航空自衛隊幹部学校の校長となった藤澤保雄は「自分たちが特攻隊ではないと線引きされた記憶はないし、そんなこと当時公言したら大変なことでしたよ」と芙蓉部隊が特攻を除外されたとする事実はないと回想し、他にも元隊員の小田正彰、平松光雄らは口々に「自分たちは特攻隊だと思って毎日過ごしていた」と当時を振り返っている。実際に、芙蓉部隊では連合艦隊司令長官名で全軍に布告する感状が6名の戦死者に授与されているが、そのうち4名までが特攻で戦死したとして賞されたものであった。また、美濃部は訓練中に「貴様ら、うまくやれないと、特攻隊に入れるぞ」と隊員に檄を飛ばしたり、頻繁に開催していた座学や討論会の場で「この戦法が成功しなければ特攻に切り替えるぞ」と脅していた。
沖縄戦で芙蓉部隊が異例の判断で特攻から除外されたという主張や、沖縄戦に関する会議後に連合艦隊や第三航空艦隊司令部などが藤枝の芙蓉部隊の夜間訓練の様子を視察し、その視察結果や寺岡の支援もあって、芙蓉部隊は美濃部の希望通り、特攻編成からは除外されたとする意見もあり、美濃部自身も芙蓉部隊が特攻編成から「奇跡的に」外されたと主張している。しかし、沖縄戦での総出撃機数は、特攻機より通常作戦機のほうが遥かに多く、沖縄戦における海軍航空隊出撃機の延べ機数は、特攻機1,868機に対し、制空戦闘機3,118機、偵察機1,013機、通常攻撃機3,747機、通常作戦機合計7,878機（含芙蓉部隊）である。実例として、芙蓉部隊も出撃した4月27日（零戦8機　彗星20機　合計28機出撃)には、芙蓉部隊以外の通常航空作戦機として、芙蓉部隊と同じ飛行場攻撃に天山艦上攻撃機4機、陸軍重爆撃機5機、艦船攻撃に26機、偵察・哨戒3機、合計38機（除偵察機35機）が出撃しており、芙蓉部隊が例外であったという事実はない。
芙蓉部隊の指揮官である美濃部が特攻を拒否したとして、次のようなエピソードが紹介されることが多い。
1945年（昭和20年）2月下旬、千葉県木更津市の木更津基地（現・陸上自衛隊木更津駐屯地）において連合艦隊が主催の会議、もしくは三航艦司令部が擁する9個航空隊の幹部を招集しての沖縄戦の研究会が開催された。その会議の冒頭に、連合艦隊もしくは第三航空艦隊の参謀より、教育部隊を廃し、白菊や赤とんぼなどの練習機も含めた全員を特攻に投入するという説明があった。研究会に参加していた美濃部は、会議参加者のなかでは一番の若輩にもかかわらず「全力特攻と言いますが、特に速力の遅い練習機まで駆り出しても十重二十重のグラマンの防御網を突破することは不可能です。特攻のかけ声ばかりでは勝てません。敵の弾幕を突破するような手段を考えなければなりません。フィリピン戦では敵は300機の直援戦闘機を準備していました。今度も同じでしょう。」と説明した参謀に反論した。意外な反論を受けたある参謀は「必死尽忠の士が空を覆って進撃するとき、何者がこれをさえぎるか！ 第一線の少壮士官が何を言うか！」と怒鳴りつけた。特攻以外に何の策も持たない司令部に激高した美濃部は、抗命罪も覚悟のうえで「今の若い搭乗員のなかに、死を恐れる者は誰もおりません。ただ、一命を賭して国に殉ずるためには、それだけの目的と意義がいります。しかも、死にがいのある戦功をたてたいのは当然です。精神力一点ばかりの空念仏では、心から勇んで発つことはできません。同じ死ぬなら、確算のある手段を講じて頂きたい」、「私のところ（芙蓉部隊）では総飛行時間200時間の零戦パイロットでも皆夜間洋上進撃可能です。劣速の練習機が何千機進撃しようと、昼間ではバッタの如く落とされます」「2,000機の練習機を、（特攻に）狩り出す前に此処にいる古参パイロットが西から帝都に進入されたい、私が箱根上空で零戦で待ち受けます。一機でも進入出来ますか。艦隊司令部は、芙蓉部隊の若者達の必死の訓練を見て戴きたい」と反駁したという。他に、「2,000機の練習機を特攻に狩り出す前に赤とんぼまで出して成算があるというなら、ここにいらっしゃる方々が、それに乗って攻撃してみるといいでしょう。私が零戦一機で全部、撃ち落として見せます」と反論したとする資料もある。

ただしこの会議もしくは研究会については、資料によって開催日が異なっており、同様に美濃部が反論した人物についても資料によって異なっている。美濃部の遺稿によれば連合艦隊主席参謀黒岩少将という名前の人物で、美濃部は黒岩が主張する「戦場も知らぬ狂人参謀の殺人戦法」に怒りを覚えたと強く批判しているが、当時の連合艦隊参謀や日本海軍将官に黒岩なる人物は実在しない。美濃部の遺稿では黒岩は終戦時に航空事故で死亡したとされているので、当時連合艦隊首席参謀で終戦時に事故死した神重徳大佐（事故死で少将に特進）の偽名とする意見もある。しかし、美濃部の遺稿では殺人凶器発案者として大田正一少尉（桜花の発案者）を挙げ、推進者が羅列される中に軍令部第一部長黒岩少将とあるが、桜花が軍令部に提案された際の第一部長は中沢佑少将である。しかし、中沢は1945年2月には台湾海軍航空隊司令官として台湾におり、終戦時に事故死したということもない。美濃部の遺稿では、ほかの海軍将官や高級士官が実名で批判されており、黒岩のみ偽名を使った理由は不明とする意見もある。また、美濃部が反論したのは連合艦隊参謀長草鹿龍之介とする戦後の出版物や、第五航空艦隊司令長官宇垣纏中将が会議後に美濃部の肩を叩いて、「お前のやり方でやれ」と美濃部を支持したという資料もあるが、宇垣の戦時日誌には2月下旬に木更津の会議に出席したという記述はない。
美濃部の主張についても資料によって異なっている。美濃部が終戦直後にまとめた芙蓉部隊の公式報告書『芙蓉部隊天号作戦々史　自昭和20年2月1日至昭和20年8月末日』によれば、研究会の席で居並ぶ三航艦司令部の司令や飛行長に対して、美濃部が行ったのは特攻に対する主張ではなく、「この（作戦機の）秘匿に対して不眠不休の熱意と責任感があるのか？ 如何なる妙戦法も机上だけでは成立しない」という敵攻撃により地上で撃破される作戦機が多かったことから、作戦機の秘匿についての主張であったが、司令や飛行長は悠然と煙草をくわえて特に反応もなかったので、美濃部は三航艦幕僚や各指揮官らに対して「我は航空の権威者なりと自負せし不忠者ばかりなり」と怒りを覚えたが、口に出しての反論はしていない。美濃部に取材経験のある戦史作家豊田穣が、美濃部の生前に出版した著書の記述によると、会議に出席していた第一航空艦隊司令長官大西中将が美濃部の意見を聞いて「美濃部少佐、君はここにいる指揮官のなかでは一番若いように思われるが、その若い指揮官が特攻を忌避する態度を示すようでは、皇国の前途は案じられるがどうかね？」と訊ねたのに対し、美濃部が「いや、長官。私は特攻を拒否すると言っているのではありません。特攻の命令が下ればいつでも部下を出します、しかし、現在わが芙蓉部隊の現況をみるに、古い搭乗員は着艦訓練もとっくに終わり、夜間航法、夜間攻撃も可能です。しかし、若い搭乗員は、鹿児島から沖縄へゆく航法もろくに出来ない程度です。指揮官としては、ベテラン搭乗員は予定通り、夜間の進攻制圧と特攻の直援に使用し、若い搭乗員は今しばらく腕を磨かせたいと思うのです。」と要望し、その要望に対し連合艦隊参謀長の草鹿は納得したが、すでに部下を特攻に出していた航空隊指揮官らの反感のあるなかで、直属の上司となる三航艦司令長官寺岡も美濃部を支持したという。芙蓉部隊員河原正則少尉の戦後の手記でも美濃部は豊田の著書と同様に「わたしは特攻の命令が下ればいつでも部下をだします、しかし、現在の芙蓉部隊の搭乗員は、夜間攻撃において十分戦果をあげうる技量を持っています。計画通り夜間の進攻制圧と特攻直掩に使用させていただきたいと思うのです」と特攻を強く拒否する主張をしたわけではないとしている。美濃部と口論となった参謀が主張したとされる、“空を覆って進撃する「必死尽忠の士」”についても、美濃部自身の回想も同じ遺稿のなかで、機数が2,000機であったり、4,000機であったりと記述が一定していない。

また、美濃部が自分の意見具申の結果、九三式中間練習機の沖縄への特攻出撃は見送られ、本土決戦のため拘置されたとも主張しているが、1945年5月20日には、九三式中間練習機のみで編成された神風特別攻撃隊「第1龍虎隊」8機、6月9日にも「第2龍虎隊」8機が台湾から沖縄に向けて出撃し、いずれも天候等の問題もあって宮古島、石垣島、与那国島に不時着して攻撃に失敗している。7月28日には、宮古島から沖縄に「第三龍虎隊」7機が出撃し、駆逐艦キャラハン を撃沈、カッシン・ヤングを大破、他駆逐艦2隻を撃破する戦果を挙げている。なお、美濃部は遺稿の記述について「戦時のメモは残っておらず、記憶だけを頼りに書いてる。間違いがあれば修正願いたい」と記述している。

### 装備

#### 機体

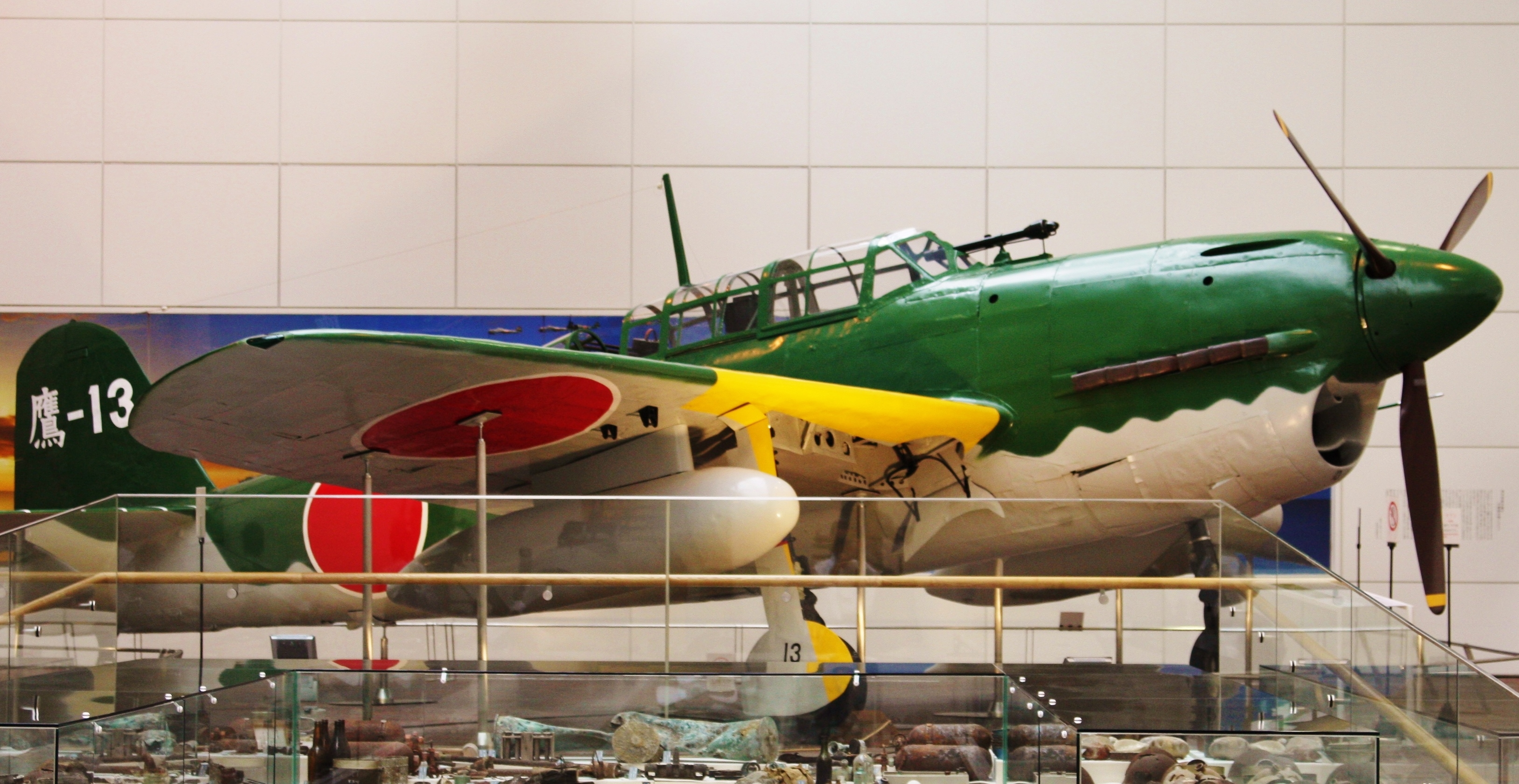
艦上爆撃機彗星11型

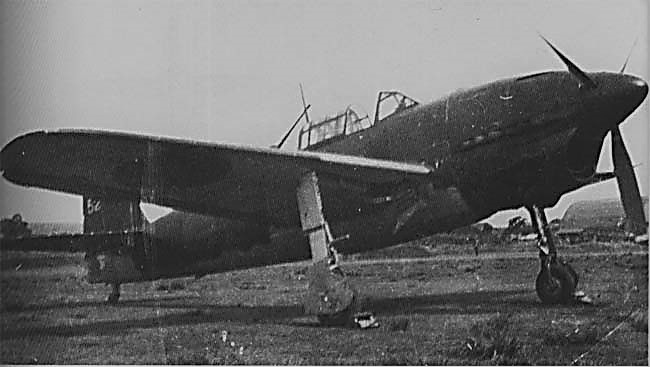
斜銃を装備した夜間戦闘機型彗星12型戊、第302海軍航空隊などでB-29迎撃で活躍、芙蓉部隊でも使用されている

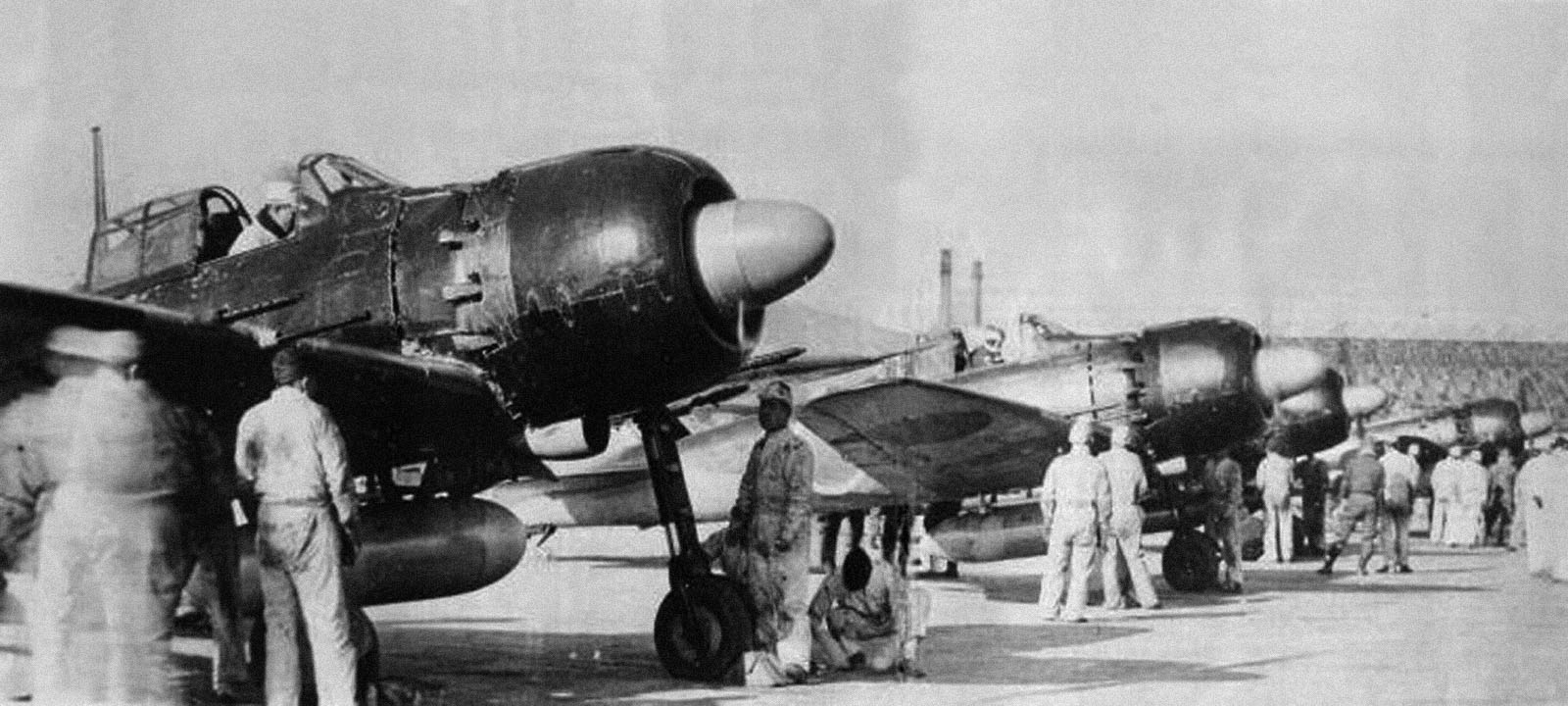
芙蓉部隊に配備された零戦52型丙（写真は元山海軍航空隊所属機）、空戦能力向上のため、重武装・重装甲化が図られたが、芙蓉部隊機は美濃部の方針により原則的に敵戦闘機との空戦を行うことはなかった

芙蓉部隊は、零式艦上戦闘機の最新型である五二型と急降下爆撃機彗星一一型、一二型の水冷エンジン搭載型を使用した。一二型はダイムラー・ベンツ（現・ダイムラー）社製水冷エンジンDB601Aをライセンス生産した当時最新鋭のエンジンであったアツタ三二型を搭載していたが、ニッケルなどの材料となるレアメタルの不足や、工員の技量低下、工具の不足などが重なって、アツタ三二型の生産は滞っており、機体とエンジンの生産数のバランスが崩れて、機体が完成してもエンジンの装着ができない機体が続出していた。打開策として、生産が安定していた空冷の金星六二型エンジンを装着した彗星三三型が急遽生産されることになった。同じDB 601を国産化したハ140を搭載していた陸軍の三式戦闘機も同様な状況に陥っており、その打開策として、空冷エンジンを三式戦闘機の機体に装着した五式戦闘機が生産されるようになったことと同様な流れであった。しかし、アツタ三二型を搭載する彗星一二型はその高性能ぶりから生産中止とはならず、空冷型の彗星三三型と並行して継続生産されることとなり、空冷型彗星製造に移行した愛知航空機（現・愛知機械工業）に代わって、広島県呉市の第11海軍航空廠で終戦まで生産されていた。（第11海軍航空廠生産分だけで430機）

水冷型彗星の性能は高く、空冷型エンジンに換装することによっての性能低下が懸念されており、実際に空冷型彗星は、機体と金星エンジンの思わぬ相性の良さから最高速度の減少は些少であったが、上昇能力が低下するなど飛行性能が低下している（ただし航続距離は空冷型エンジンの燃費の良さから延伸している）。海軍航空本部があ号作戦直前に、空母で運用する艦上爆撃機や夜間戦闘機といった優先度の高い部隊には引き続き性能に優れる水冷型彗星を配備、多少の性能低下は目をつぶっても数が必要な基地航空隊に空冷型彗星を配備することに決めている。水冷型彗星は整備性の困難さから各航空隊で敬遠されていたとされ、根拠は不明であるが航空本部が各基地に放置されていた水冷型彗星をかき集めて芙蓉部隊に配備したとも言われ、当時、第二一〇海軍航空隊では、水冷型彗星の20機の所属機中稼働機2～3機であったという実情を聞いた美濃部が、「殺人機」と呼ぶほどの“難物”を押し付けられたなどと主張しているが、1944年後半以降は水冷エンジンの整備に熟練した整備員も増えており、空冷エンジンの零式艦上戦闘機の稼働率も50％を切るような状況の中で、水冷型彗星の稼働率60％以上を維持していた航空隊もいくつかあった。
従って“難物”水冷型エンジンを押し付けられたとするのはまったくの美濃部のネガティブな誤認であり、初期配備は他航空隊からの流用であっても、戦闘により激しく消耗していく芙蓉部隊で、補充された水冷彗星の製造番号は第11海軍航空廠で生産された後期生産型であった。夜間戦闘機として彗星を運用していた帝都防空を任務とする第三〇二海軍航空隊にも水冷型彗星が配備されており、司令の小園安名大佐は爆撃機らしからぬ高速性能を買って、彗星の操縦席の後部に斜銃を装備させてB-29の迎撃に投入している。のちに、斜銃を搭載した夜間戦闘機型彗星は彗星一二型戊として製造されることとなったが、横須賀海軍航空隊にも配備され、小園と協力して彗星の斜銃搭載に尽力した山田正治大尉が自ら夜間戦闘機型彗星で出撃し、斜銃でB-29を1機撃墜1機撃破する戦果を上げたのち戦死している。芙蓉部隊は形式上は夜間戦闘機部隊であったので、優先的に彗星一二型戊が配備されたが、美濃部は戦闘機としての運用は考えていなかったので、わざわざ斜銃を外して爆撃機として運用していた。しかし、沖縄上空でアメリカ軍の夜間戦闘機に一方的に撃墜される機が増加したので、やむなく302空や横須賀空に倣って斜銃を再装備した夜間戦闘機型彗星を作戦に投入している。第三三二海軍航空隊の水木泰少尉も彗星一二型戊に搭乗し、阪神地区でB-29の邀撃任務に就き、1945年5月からの2か月間でB-29を2機撃破する戦果を上げていたが、その間332空の7機の彗星は全く故障もせずに作戦に従事していたという。しかし、7月のある日、機体も快調で活躍していた332空の彗星は、芙蓉部隊に配置するとして全部取り上げられ、代わりに零戦が配備されている。このように“余りもの”の難物の水冷型彗星を寄せ集めて芙蓉部隊に押し付けたという事実はまったくなく、海軍航空本部から、美濃部自身も遺稿で感謝するほど厚遇されていた芙蓉部隊は、水冷型の夜間戦闘機型彗星を優先して配備されていた。
零戦については、最新型の52型の中でも、空戦能力向上のために防弾装備を強化し、武装面では両主翼に従来の九九式二〇ミリ機銃1挺に加えて、三式十三粍固定機銃を1挺ずつ追加した重武装、重装甲型の零戦52型丙型を配備されていた。しかし、芙蓉部隊の戦闘機搭乗員は、前述の通り美濃部の方針によって空戦の訓練を行っておらず、敵戦闘機に対する空戦技術を殆ど持たなかったので、折角の零戦52型丙型ではあったが、もっぱら敵艦船や敵飛行場への銃撃を行うこととなった。美濃部の構想通り、沖縄戦当初、零戦はアメリカ軍航空基地へ低空侵入しての機銃掃射を行っていたが、効果があまりなかったのにも拘わらず損害が続出したため5月には任務継続不可能となり、1945年5月5日以降は機銃弾を満載しての艦船や潜水艦への索敵攻撃任務に回されている。美濃部が夜襲部隊を編成しようと考えたきっかけは、前線のラバウルで「夜間飛行に慣れている水上機の搭乗員を零戦に乗せて夜襲をかければ効果が大きい」と思い付いたことであったが、その発想は沖縄戦中盤前に挫折することとなった。
水冷型彗星の運用はアツタ三二型エンジンの整備能力が重要ながら、空冷エンジンを主に扱う日本軍整備兵が水冷エンジンの整備技術に乏しいことが、水冷型彗星の稼働率低下の大きな原因となっていた。しかし、水冷エンジンの整備に習熟した整備兵がいれば水冷型彗星の稼働率は決して低いということはなく、美濃部も整備兵の技術向上のため製造元の愛知航空機に自ら出向き、整備員に直接指導してもらうため、熟練技術者を藤枝に派遣してもらうよう工場長に直談判し、愛知航空機側も美濃部の依頼に対して熟練技術者の派遣を快諾している。異例の工場技術者による整備の直接指導により芙蓉部隊の整備員の技術は向上し、稼動率を彗星70%近く、零戦80%にまで上昇させたと言われる。アメリカ軍は戦後の調査で、太平洋戦争末期の日本軍に対し「適切な整備・修理システムの開発に、日本空軍が失敗した」と評し、当時の前線での日本軍の航空機稼働率について、実際は50％以下であったと分析していたが、このように、満足に一定の機体を揃える事が出来ない当時の日本軍の中で、整備力に優れていた芙蓉部隊は驚異的な存在になっていたという指摘もある。美濃部も稼働率について「当時他の部隊は50％-60％に対し70-80％の高率」と当時を回想している。
美濃部は指揮官自ら、部隊の機体の調子に常に気を配っており、芙蓉部隊隊員に「ちょっとでも身体の具合が悪いか、機材不調なら帰ってこい。なんど引き返してもいい」と常々言っており、決して無理はさせなかった一方で、ある日にエンジン不調という理由で帰ってきた機のエンジン音を聞き、美濃部は正常と判断すると、一度帰還した搭乗員を夜明け前の空に再び送り込んでいる。その搭乗員は任務を終えて無事に帰還することができたが、後に「あのときほど指揮官（美濃部）がうらめしく、怖かったことはない」と述べているなど厳しさも見せている。厳しさは整備士にも向けられて、ある整備少尉が機体の電池の点検を怠ったのに、機体に異常なしと報告したことに美濃部は激怒し、三日三晩絶食のうえに、全機約70機の電池整備を一人でするように命じている。美濃部はその命令によって整備少尉が芙蓉部隊の隊風を思い知ったはずだ、と胸をはっている。しかし、部隊の所属機数と稼働機数が明らかとなっている日で稼働率を計算すると、1945年2月17日時点では所属機数彗星8機、零戦12機の合計20機に対して、稼働機は零戦6機、彗星3機の合計9機で稼働率は45％、5月1日時点では彗星20機、零戦8機の合計28機に対して、稼働機は彗星7機、零戦7機の合計14機で稼働率は50％と日本軍全体の稼働率推定平均以下となっている
。また、稼働と認定されて出撃した機でも故障により引き返す機も多く、4月中の大規模出撃では、4月16日の出撃で、彗星9機中、4機が故障で引き返すか不時着、2機が未帰還で、作戦に従事して帰還した機はわずか2機、零戦は8機中、5機が故障で引き返し、3機が未帰還、作戦に従事して帰還した機はなし、4月28日から29日未明は、彗星14機中、6機が故障で墜落もしくは引き返し、1機が爆撃装置の故障で投弾できず、7機が作戦に従事して帰還、零戦は4機中、1機が故障で墜落、1機が未帰還、作戦に従事して帰還したのは2機、4月29日から30日未明は、彗星12機中、4機が故障で引き返し、1機が未帰還、7機が作戦に従事し帰還、零戦は2機中2機が作戦に従事して帰還という状況で、稼働機とは名ばかりで戦力とはなっていない出撃機も多数に上った。4月12日に出撃した戦闘804の飛行隊長川畑栄一大尉機は、主脚が故障しており離陸後に機体に格納できなかった。川畑の判断で片方の主脚を出したまま飛行を継続したが、僚機に後れを取って孤立し、迎撃してきたアメリカ軍戦闘機に撃墜されて川畑は戦死している。5月初めには、故障機の続出で十分な稼働機数を確保できなくなり、5月1日時点では稼働率50%まで落ち込んでしまい、5月6日には天候が回復して出撃日和となったのにも拘わらず、終日機体整備に費やさざるを得なくなっている。

#### 爆弾

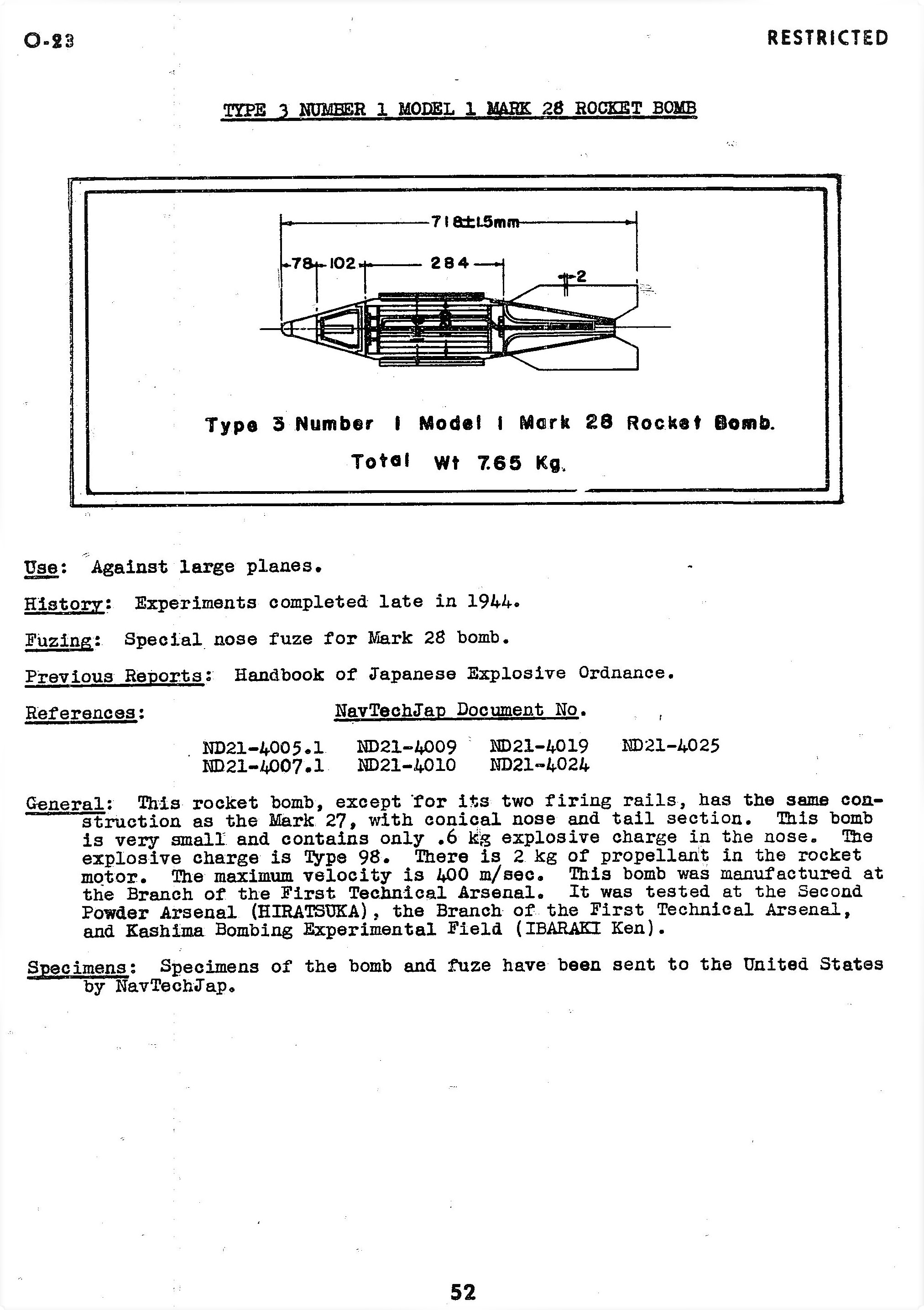
芙蓉部隊が使用した三式一番二八号爆弾（ロケット弾）のアメリカ軍調査資料、彗星の両翼下面に設置された専用のレールに懸架して発射した

使用した爆弾でも、ロケット噴射により推進するロケット弾の仮称三式一番二八号爆弾、爆発し傘上に破片を降らせるクラスター爆弾の三号爆弾、内蔵されている光電管が地上20mまで落下すると、光電管から発射された電光が地上に反射し、それを信管が受信し空中で爆発して爆風や破片で周囲に被害を与える三一号光電管爆弾など、特殊爆弾を積極的に採用した。これらの新兵器はまだ信頼性が低く、美濃部から部隊配備の申し出を受けた海軍航空技術廠は「実験段階で安全管理方式に未解決点がある」と正式配備を渋ったが、美濃部は「特攻まで出しているときに何が安全管理だ。多少の危険は覚悟のうえだ。」と強引に部隊配備を認めさせている。なかでも新兵器三式一番二八号ロケット爆弾を、艦船攻撃、潜水艦攻撃、敵夜間戦闘機攻撃など多様な任務で使用している。本来空戦用に作られたものだが、芙蓉部隊の熟練搭乗員であった河原政則中尉によれば「爆弾は当てにくいが、これはよく当たった」という。芙蓉部隊は二八号ロケット爆弾のなかでも、対潜水艦用に外殻を厚くし炸薬量を増量している改良型を使用したが、それでも炸薬量はわずか850グラムに過ぎず、命中箇所次第では小型艇に致命傷を与えることが期待できる程度の威力しかなかった。ロケット爆弾は芙蓉部隊の特色として特筆されることも多いが、途中から使用頻度が減少し、終戦時点では全く在庫はなかった。
ロケット爆弾は対艦船、対夜間戦闘機での任務に使用され、芙蓉部隊の主任務となった飛行場攻撃では、従来の60㎏や250㎏陸用瞬発爆弾もしくは新兵器の光電管爆弾を使用しての急降下爆撃を行った。当初美濃部は彗星搭乗員に、日本海軍の基準通りの 高度600ｍないし800ｍでの投弾を指示していたが、敵対空砲火で甚大な損害を被ると、美濃部は敵対空砲火が濃密な高度2,000m以下での攻撃を諦めて、高度4,000mで敵基地周辺に侵入後急降下し、高度3,000ｍで投弾するという、急降下爆撃の投弾高度としては高い高度での不正確な爆撃戦術に切り替えざるを得ず、日本海軍の研究により定められた急降下爆撃の基準投弾高度 からの正確な攻撃は早々に困難となっている。

### 岩川基地

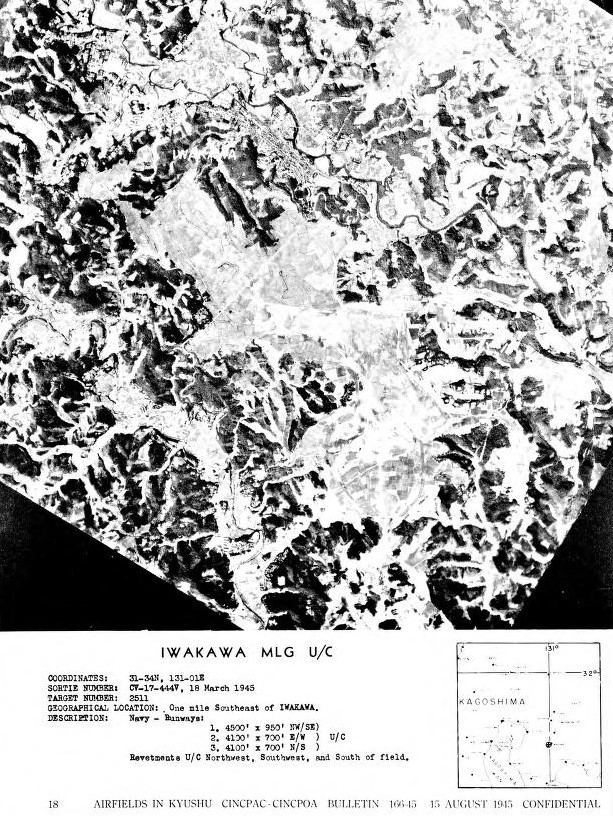
建設中の岩川基地のアメリカ軍偵察写真（1945年3月18日）

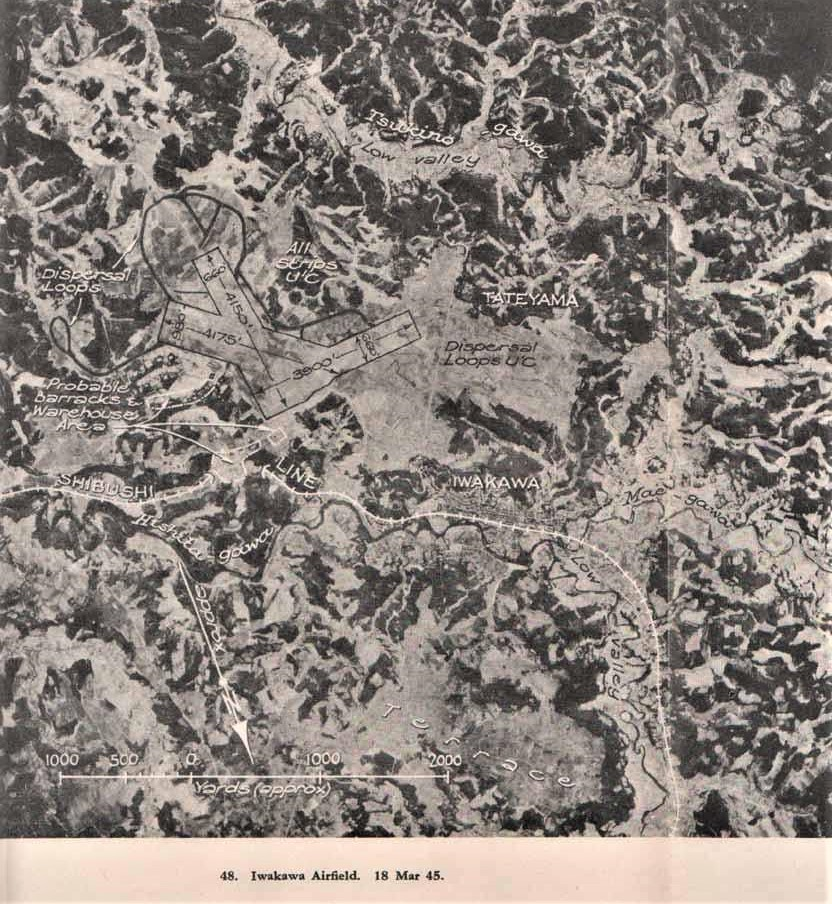
岩川基地アメリカ軍偵察写真の説明入り版、滑走路の位置や、隠匿されていた倉庫や航空機の分散場所などが記されている

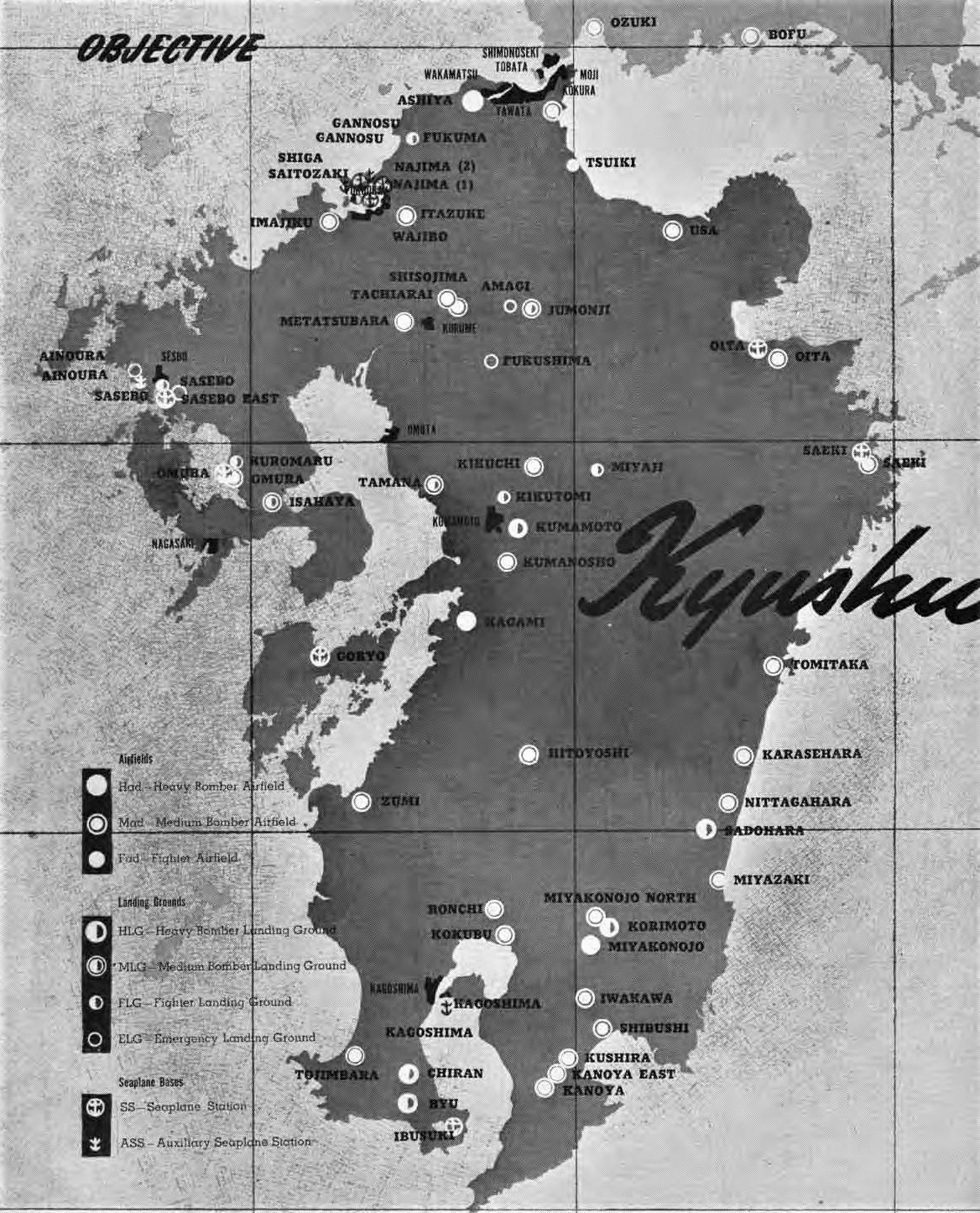
アメリカ海軍公式広報誌「Naval Aviation News」1945年8月15日号に掲載された九州の日本軍飛行場の配置図、岩川基地は鹿屋基地などと同様に「Medium bomber airfield（中型爆撃機飛行場）」と記されている

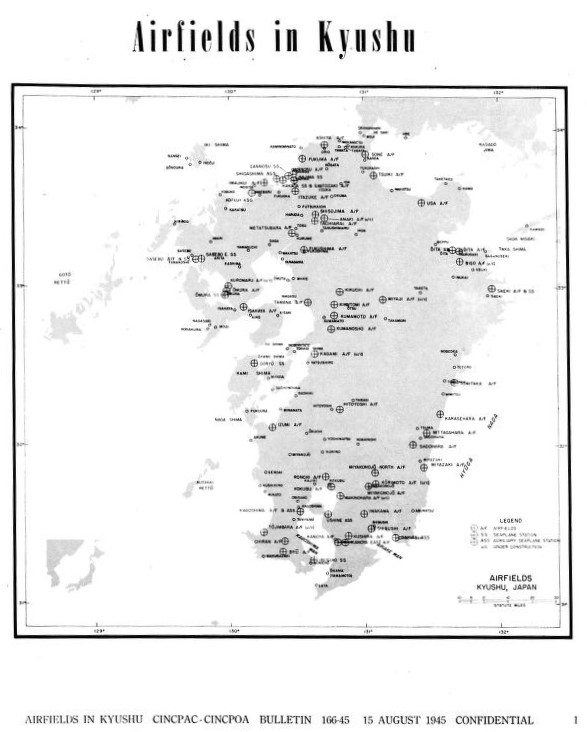
アメリカ陸軍航空軍が1945年8月15日時点で作成した九州の日本軍飛行場配置図、大隅半島に付け根のところに「IWAKAWA a/f」(airfieldの略)と記されており、岩川基地がアメリカ軍に認識されていたことが確認できる

芙蓉部隊は鹿児島県囎唹郡月野村と岩川町（現・曽於市）にあり施設の一部は隣接する松山村（現・志布志市）にもあった「秘密基地」岩川基地を本拠地としたのも特徴とされる。名称こそ岩川基地であるが基地の大部分は通称八合原(はちごうばる)と呼ばれる月野村にあり滑走路の一部が岩川町にもかかっていた。大隅町誌によれば岩川基地は地元住民の間では「岩川飛行場」、「八合原基地」とも呼ばれていた。ちなみに岩川という地名は「いわがわ」であり「いわかわ」ではない。
岩川基地は、日本海軍が1944年5月に飛行場建設を計画、その発表がなされた5月7日に、対象の約40戸の地権者に対して 40日あまりで立ち退きしなければ住居を焼き払うといった海軍の恫喝により、総面積530町歩（約526ヘクタール）の土地が強制収用され、海軍の技術士官の指揮で、大林組が元受けとなり、地元や関西の土木業者の協力のもと構築が進められた。全国から集まった数百名の土工の他、近隣の福山小学校の生徒による軍事教練としての勤労奉仕や、老若男女約500人が常時工事に動員されるなどの地元の住民の献身的な協力もあり、1944年9月には付近を流れる菱田川からすくってきた砂利を押し固めて舗装した（一部金網）滑走路や、指令室や分厚い竹筋コンクリートで覆われた地下発電所などが完成して、航空機の発着が始まった。岩川基地は軟弱地盤で30cm厚のコンクリートを敷く必要があったが、その後もコンクリートは十分に確保できず、1,300ｍの滑走路のうち、ごく一部の140ｍしかコンクリート舗装できなかった。滑走路の砂利の部分には芝生が張られることとなったが、近くの陣ノ丘の芝を剥いだので、陣ノ丘はすっかり禿山になってしまったという。その剥いできた芝生を、動員された住民に近隣の国民学校、女学校の児童・生徒も加わって滑走路の砂利の上に張っていった。
12月には近隣を流れる菱田川から取水し浄化して水道水を供給する上水道施設や炊事場や地下弾薬倉庫なども完成して、年明けには常時航空機が飛来し、付近の森影や横穴式の地下壕に構築された航空機格納庫に収められている。岩川基地は、未完成で放置されていたなどといわれることもあるが、既に1945年年初の時点で岩川基地は各種設備の整った本格的な飛行場としての体を整えていた。
元々岩川基地周辺は、太平洋戦争の開戦後に食料増産の目的から原野を開墾してできた農地であり、海軍に収用された526ヘクタールのうち、飛行場用地として使用されたのは130ヘクタールに過ぎず、残り約400ヘクタールについては、引き続き食料増産の目的のために農耕地として使用された。これは飛行場を偽装する目的もあったとされている。
日本軍は本土決戦も見据えて、全国各地に特攻機出撃用基地として、アメリカ軍から発見されないような｢秘匿飛行場｣を造成する計画を立てた。1945年4月から整備に着手し全国約40カ所に造成する計画であったが、岩川基地もそのうちのひとつに選ばれて、佐世保鎮守府の第3214設営隊に対して、鎮守府長官より4月25日付発令第187号命令「岩川海軍基地特攻用秘匿基地造成二協力セシムベシ」が命じられ、第3214設営隊は岩川に進出している。難工事であった岩川堤谷の地下トンネルも1945年5月上旬には完成したが、兵舎の建築は後回しとされていた。
岩川基地は、不時着飛行場として放置されていたのを美濃部が発見し、美濃部の指導によって芙蓉部隊用秘密基地として整備されたなどと言われることもあるが、時系列的には特攻用｢秘匿飛行場｣として整備工事が開始されたのが先であり、その後に、美濃部が小川次雄大尉と岩川基地を初めて視察したのが1945年5月9日、第五航空艦隊から芙蓉部隊の岩川基地への移動が命じられたのが5月13日であり、岩川基地の｢秘匿飛行場｣としての整備工事は、芙蓉部隊とは全く無関係に進行していた。しかし、この佐世保鎮守府の特攻用｢秘匿飛行場｣整備命令も、芙蓉部隊戦時日誌に「岩川視察」と記録された5月9日より前から、極秘裏に美濃部が岩川に目を付けており、正式に視察する前に、美濃部が第五航空艦隊に手を回して、芙蓉部隊専用「秘匿飛行場」として整備工事を命じさせたという主張もあるが、岩川基地には、のちに西条海軍航空隊から、練習機白菊で編成された分遣隊（指揮官：今井隆久大尉）が特攻隊として進出してきており、日本軍が岩川基地を芙蓉部隊専用基地としてではなく、特攻用の「秘匿飛行場」としても使用する意図は明らかであった。
芙蓉部隊は、第五航空艦隊による5月13日付の命令で岩川基地を使用することとなったが、美濃部は、ダバオや藤枝基地で地上で多数の航空機（確実なもののみで、戦闘第901飛行隊長のときにダバオで5機、芙蓉部隊編成後に藤枝で8機 の合計13機）を敵の空襲で撃破された反省により、岩川基地を敵に発見されないような秘密基地とするつもりであった。ただし、飛行場主要設備はすでに完成していたので、美濃部が手配した飛行場整備作業は以下とされる。
1. 広大な山林中に三角兵舎の建築[180]。兵舎は当初は大迫の谷間に建築される予定でありながら[170]、完成が遅れていたが[181]、芙蓉部隊の進出に伴って、秘匿のために建築地を山林の中に変更した。完成するまでは、既に完成していた露出地域の兵舎か[182]、近隣の民家を間借りして寝起きすることとなったが[183]、終戦までには兵舎の完全秘匿化は間に合わなかった。兵舎の他にも、倉庫や事務所や便所や烹炊所といった地上に露出していた多くの建物を、爆撃目標除去のために取り壊し中に終戦となった[184]。
2. 炊事、事務所、会議室、武器倉庫用の横穴防空壕用地等周辺住民との交渉[180]。地下発電室、横穴式の航空機格納庫、岩川堤谷の地下トンネルなどの主要地下設備は事前に完成しており、司令部は5月最初に完成していた地下トンネルのなかに設けられたが、地下発電所により電気には事欠かなかったものの、空調装置までは整備できず、トンネル内で執務していた美濃部たちは2時間おきに全員がトンネルから出ての深呼吸が欠かせなかったという[169]。
3. 滑走路、飛行機秘匿の為の膨大な樹木・芝草の買い入れ[180]。飛行場主要設備は事前に完成しており、美濃部は主に滑走路を牧場に見せかけるカモフラージュを行うこととした。周辺の農家では農作業の役用に1戸あたり2-3頭の役牛を飼育していたので[164]、その牛を滑走路上に放牧し、日中は常に作業員10名ほどを配置して、移動式の小屋4棟と移動式の樹木10数本を設置したり、草を刈って滑走路に散布するなどのカモフラージュを行っている。機体は着陸後にガソリンを抜き、林の中に引き込んだ上、樹枝で偽装を施した[185]。偽装用の樹枝や葉は日にちが経つと枯れて変色し、常に青々とした新鮮なものを準備するため、付近の農民に2万円（当時）を支払って収集を依頼するほどの拘りようであった[186]。
4. 警備、保安管理[180]。

これらは5月15日から22日までの8日間の突貫作業で行われた。主に第3214設営隊が作業を行ったが、ほかにも松山海軍航空隊から応援に駆けつけた海軍飛行予科練習生や、地元の住民も勤労奉仕として手伝っている。この滑走路秘匿のカモフラージュについても、美濃部の独創などと言われることもあるが、陸軍は、1944年10月から開始されたフィリピンの戦いで、第4航空軍指揮下のマリキナ飛行場において、飛行場の守備兵が雑草を刈り集めて滑走路一面に敷きつめるという擬装を岩川基地に先駆けて行っていた。マリキナ飛行場の場合は岩川基地よりも手が込んでいて、雑草が4～5時間で変色してしまうため、毎日新しい雑草を刈り集めていた。そのおかげでマリキナ飛行場は、いつも青々とした野原のように見えていたという。また、日本本土の他の｢秘匿飛行場｣でも同様な滑走路秘匿のカモフラージュは行われており、岩手県奥州市水沢に造成された陸軍の｢秘匿飛行場｣である小山飛行場においても、滑走路を秘匿するため、移動式の家屋や鉢植えなどが滑走路に置かれるなど、岩川と同じようなカモフラージュが行われている。
美濃部は作業に際して隊長の中森技術大尉とはよく会話を交わしたが、隊長以外の下士官以下の設営隊員と会話を交わすことは全くなく、のちに、設営隊員は内地人ではなかったのではないか、などと回想し、設営隊員は朝鮮半島から徴用された土工であり、酷使されていたという推測もあるが、第3214設営隊組織図では、小隊長まで日本人で構成されており、同隊戦時日誌によれば、軽症の病気は数名あったが、重病やケガで受療を要した隊員は1名もおらず、衛生状態は良好であったとされており酷使されていたとは言い難い。
昼間の飛行場秘匿に加えて、夜間の灯火管制にも細心の注意を払い、離着陸を誘導する係員には指向性カンテラを持たせて離着陸機を誘導したが、味方を識別するため、あらかじめ飛行高度と進入方向を定めておき、それ以外の高度や方向からはカンテラの光が見えないように工夫した。そのため、少しでも進路がずれると着陸灯を見失い、被弾してどうにか帰投してきた作戦機が飛行場周辺の地面に激突して少なくはない数の機体と搭乗員を失っている。
付近の住民も協力的で、滑走路のカモフラージュ作業を積極的に手伝っている。付近住民とのふれあいで芙蓉部隊隊員を一番喜ばせたのが末吉高等女学校の女学生との交流であり、手作りの日の丸の鉢巻きのプレゼントを受けたりしている。ただし、芙蓉部隊が広く近隣住民と接触していたということはなく、飛行場に隣接する農耕地で引き続き農業を営んでいた地元農民のなかには芙蓉部隊のことを知らず、戦後しばらく経ってからも、岩川基地から深夜に出撃していた芙蓉部隊機を特攻機と誤認していたものもあった。
芙蓉部隊が岩川に移ったころには、アメリカ軍の爆撃機や戦闘機は我が物顔で南九州の日本軍飛行場、市街地、住宅などを攻撃していたが、岩川基地の秘匿に腐心していた美濃部は、多数の戦闘機を擁しながら敵機の迎撃を禁じていた。それまでの苦い経験により、美濃部は基地隠匿に関しては一切の妥協を排しており、1945年8月6日にアメリカ軍戦闘機が岩川の市街地を襲撃し、岩川駅や覚照寺を機銃掃射し市民に多数の死傷者が生じたが、その時も美濃部は戦闘機搭乗員の迎撃出撃の懇願を却下し、1か所あたり12門の九六式二十五粍高角機銃が設置された防空陣地2か所合計24門 には、超低空で飛行してくる敵機にすら絶対に発砲するなと命令していた。爆撃や機銃掃射の被害を被った岩川周辺の住民らは、美濃部の作戦方針など知る由もないので「戦闘機隊なのになぜ上がらないのか」「逃げ隠れしているのか」と不満を抱かせることになったが、岩川が秘密基地であったからこそ、大規模な空襲を受けず、結果的に岩川を守った。という意見もある。
これらのカモフラージュにより、岩川基地は畜産農家の牧草地に見せかけて、完全にアメリカ軍の目を欺いていたという主張もある。しかし、海軍第3214設営隊が爆撃目標除去の為に、地上に露出していた兵舎や倉庫や事務所といった多数の建造物の取り壊しに着手していたが、芙蓉部隊の863人 をはじめ、海軍第3214設営隊隊員など海軍要員が3,100人も居住している中で、一部の基地露出建造物を民間に譲渡したこともあり、軍民交差居住の状態で取り壊しは進まず、終戦までには間に合わなかったなど、完全に秘匿できていたとは言えないような状況で、また、後に進出してきた西条海軍航空隊の白菊は、芙蓉部隊の零戦や彗星と比較すると大型で、初めから隠すことを諦めており、地上に露出して駐機していた。
アメリカ軍はすでに建設中から岩川基地の正確な位置や概要を把握し、1945年3月には建設中（符号u/c under constructionの略）の岩川基地を空撮して目標番号2511番とナンバリングもしていた。1945年8月時点では、アメリカ陸軍航空軍の資料で完成し稼働している飛行場（符号a/f airfieldの略）として記録され、アメリカ海軍の資料では、鹿屋基地など他の海軍航空基地などと同様に「Medium bomber airfield（中型爆撃機飛行場）」と記録されるなど、完全に位置や概要は暴露されていた。これは、他の｢秘匿飛行場｣も同じような状況で、苦心して造成し、カモフラージュした｢秘匿飛行場｣の多くは、岩川基地と同様にアメリカ軍からは丸見えであったことが、戦後の研究で判明している。
しかし、結果的に岩川基地は終戦まで1回の空襲も受けなかった。これを以て岩川基地が九州の基地で唯一地上での損害がなかったと言われることもあるが、戸次川の河川敷の竹林を利用して構築された大分の「秘密基地」である戸次基地も、偵察機彩雲で編成された偵察第11飛行隊が使用していたが、終戦まで空襲を受けていないなど、岩川基地が唯一攻撃を受けなかったということはない。
岩川基地に西条海軍航空隊の分遣隊が進出してくると、美濃部は芙蓉部隊と西条海軍航空隊に支給されている食事の質に差があることに気が付いた。美濃部は、岩川基地の庶務を管轄する九州海軍航空隊が、芙蓉部隊は「特攻隊ではないから」という理由で食事の差をつけていると思い込んで、「全海軍が心を合わせ、火の玉になって沖縄戦に臨んでいるのではないのか」と海軍の一員としての誇りが揺らいで激高し、管轄の九州海軍航空隊を飛び越えて、第五航空艦隊司令部に食事内容改善の要求を行っている。第五航空艦隊は美濃部の要求を受けると佐世保鎮守府に調査を依頼、鎮守府の調査団が岩川で調査を行うと、ほどなく潜水艦乗組員用の最高級の食材を満載した貨物列車が岩川駅に到着した。その貨物目録のなかには牛肉の大和煮、紅鮭、サンマ、イカ、ニンジン、ゴボウなどの罐詰やコーヒーや紅茶といった嗜好品の他に、当時の日本では贅沢品であったコンビーフも大量に入っていた。
しかし、西条海軍航空隊との食事の差に不平を抱いた美濃部であったが、西条海軍航空隊進出前においても、農地のなかにあった岩川基地には、周囲の農家から大量の農産品の差し入れがあり、芙蓉部隊の食生活は非常に豊かなものであった。差し入れ品のなかには、当時貴重であった鶏卵の他に、牛一頭という豪快な差し入れもあり、ステーキにしてみんなで舌鼓を打つなど、陸軍の特攻隊振武隊では、一汁一菜の粗食の兵食に耐えている特攻隊員もいるなかで、芙蓉部隊は、戦時中とは思えない様な豊かな食生活を送っていた。同じ芙蓉部隊員でも、藤枝で訓練していた隊員の食事はこれほどは豪勢ではなかったようで、4月5日に事故で火傷を負って藤枝で療養していた坪井晴隆飛曹長は、岩川に復帰すると食事の差に驚き「えらいごちそうが出るな」と同僚に話したと回想している。唯一、藤枝が岩川に勝っていたのはアルコール類であり、藤枝ではビールなども飲めたが、岩川には匂いのきつい芋焼酎しかなく、閉口する隊員もいた。飲酒については比較的自由で、出撃前に大宴会を開いて深酒して二日酔いの状態で出撃することもあったという。また、義烈空挺隊を含む日本陸海軍航空隊が沖縄のアメリカ軍飛行場を総攻撃していたときも、美濃部の提案で蛍狩りをしながら酒宴を楽しんでいたこともあった。
食事の貧相さで海軍に不信感を抱いていた芙蓉部隊隊員であったが、食事の充実により不信感は氷解して、活気も盛り上がった。のちに美濃部が食事の格差がついた理由について調査したところ、「特攻隊でないから」という理由ではなく、岩川基地を整備した第3214設営隊へ支給されていた食糧基準と同じであったことが判明し、結果的に美濃部の尽力もあって、同じ岩川基地の所属部隊の中では芙蓉部隊の食事の質が突出して良くなった。

## 歴史

### 編成まで

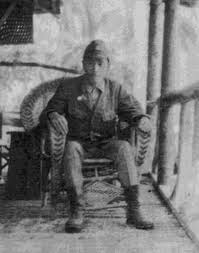
ショートランド諸島ブカ島での美濃部、戦闘機による夜襲部隊を発想した頃

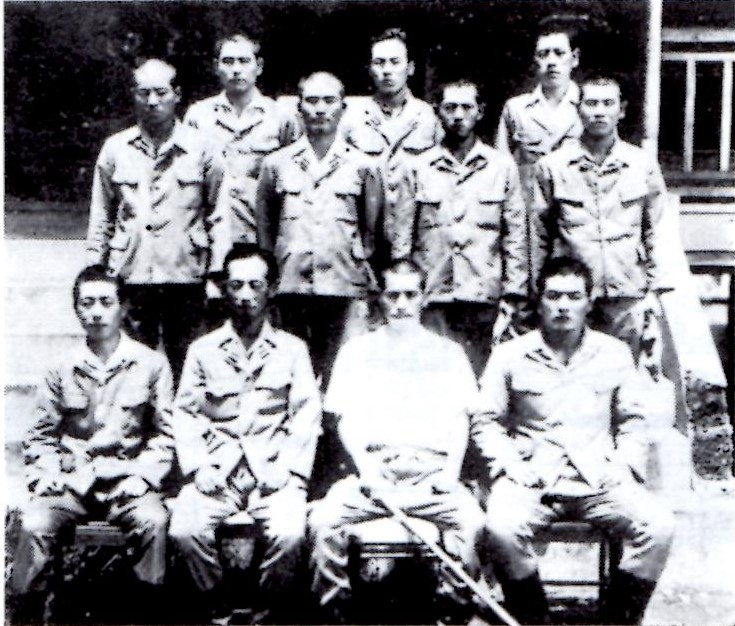
1944年10月下旬、マニラ・ニコラスフィールド基地での戦闘901飛行隊集合写真、前列でステッキを持っているのが美濃部

1944年（昭和19年）1月9日、九三八空の飛行隊長としてラバウルにいた美濃部は、野戦病院に精神障害で入院していた操縦員が、水上機を爆装して敵に夜襲をかけたいと主張しているのを聞いて、のちの芙蓉部隊に繋がる、水上機操縦員による零戦での夜襲戦法を発想した。退院した美濃部は早速、南東方面艦隊司令部に「水上機パイロット100余名あり。夜間飛行、空戦、爆撃、洋上航法も可能。うち飛行経歴1,000時間以上の50名が飛行機もなく涙をのんでいる。零戦への転換は10日もあれば十分。夜襲により敵進攻兵力を叩くべきである」と上申したが、この上申は却下されている。この発想を諦めきれなかった美濃部は1944年1月29日に零式水上偵察機1機に60㎏爆弾4発を搭載させ、ニュージョージア島にある連合軍の航空基地「ニヤイ飛行場」の夜間爆撃を命じたところ、連合軍は単機で夜間侵入してきた零式水上偵察機を敵機とは気が付かず、夜間爆撃は成功して美濃部は自分が発想した夜襲戦法に自信を深めた。

1944年2月に美濃部は再度、南東方面艦隊司令部に「零式水上偵察機による夜襲ができるのだから、ぜひ零戦で、戦闘機隊がやれないというのなら、われわれが零戦で実施してみせる」と打電したが、今回は作戦成功に基づく上申であったので、南東方面艦隊は装備機材の決定は軍令部が行うという規則を無視し、九三八空の零戦使用を認めるとする異例の決定を司令長官草鹿任一名で返信を行った。この決定に基づき、美濃部はトラック基地で零戦5機を受領し部隊訓練を始めたが、2月17日のトラック島空襲により機材が失われて計画は頓挫した。
所属機を失った美濃部は、窮状を上官の第二六航空戦隊司令長官酒巻宗孝中将に訴えたところ、酒巻は美濃部に理解を示し、航空機補充のため日本本土に帰国する手配をしてくれた。美濃部は戦後に記述した自伝などで、日本海軍上層部を痛罵しているが、酒巻を始め、この後も多くの上官が美濃部の主張を聞き入れ、美濃部は海軍からさまざまな支援を受けている。1944年（昭和19年）2月末に、日本に帰国した美濃部が軍令部に零戦の補給を要望しに行った際、水上機部隊に零戦を補給することは認められなかったが、軍令部航空部員源田実中佐は美濃部の考えを支持し、代わりに零戦の新しい飛行隊を編成して、美濃部がその飛行隊長になれと言って取り計らってくれた。美濃部によれば、その時源田中佐に「航空機の生産が低下し、しかも陸上機パイロットの激減により、もっぱら迎撃に終始し、進攻兵力がすくなくなった。しかし、水上パイロットは、なおも人材豊富である。その夜間技量と零戦を併用すれば、敵中深く侵入して攻撃が可能である」と進言、夜襲飛行隊として艦隊所属の夜間戦闘機隊が編成されたのは、それ以降の事であるという。

源田の指示で、美濃部の希望通り、分隊長をはじめ水上機搭乗員を主体にした戦闘三一六飛行隊（零戦装備）が編成された。配属機は最新鋭機の零戦五二型甲を優先的に55機を配分されることとなった。美濃部は「黎明に銃爆撃特攻隊を準備し、最後は人機諸共に（空母の飛行）甲板上に滑り込み発進準備中の甲板上の飛行機を掃き落とす」という特攻戦術を考案し、戦闘三一六飛行隊で敵機動部隊に対して実践するつもりで、5月のサイパン島進出に備えて、美濃部自ら陣頭指揮をとって猛訓練を実施した。しかし、美濃部は「水上機パイロット出身者は零戦で訓練すれば、空中戦もすぐに上達する」などと楽観的に考えていたが、実際は戦闘三一六飛行隊の搭乗員に空中戦技術の上達が殆ど見られなかったため、所属先である第三〇一海軍航空隊の八木勝利司令は、サイパン島進出前に美濃部を戦闘三一六飛行隊長を更迭している。
その後、美濃部は1944年5月25日付で第三〇二海軍航空隊に異動となったが、司令の小園安名大佐は美濃部のアイデアに理解を示し、斜銃を搭載した夜間戦闘機月光で編成された第2飛行隊長に任命された。月光隊にはラバウルで小園の下で活躍した遠藤幸男大尉が分隊長として所属しており、美濃部は小園の理解と支援のもとで、月光隊を遠藤に任せると、自分は零戦による夜襲部隊の編制に着手した。しかしマリアナ沖海戦で日本軍が惨敗し、1944年7月9日にサイパン島の戦いで日本軍守備隊が全滅しサイパン島がアメリカ軍に占領されると、翌10日には在任わずか1か月半で、第一五三海軍航空隊の戦闘九〇一飛行隊飛行隊長に異動となり、1944年9月にはフィリピンに派遣され、零戦と月光を擁してフィリピンの戦いで戦った。三〇二空の月光は斜銃を操縦席後部に装備し、敵爆撃機を迎撃する運用をされていたが、アメリカ軍の艦載戦闘機多数が徘徊していたフィリピンの戦場ではこの月光の運用法は通用しなかったので、美濃部は今まで温め続けてきた夜襲戦術で月光を運用しようと考えて、戦闘九〇一の月光は斜銃を機体下部に装備し、地上や艦船を攻撃させることとしている。しかし、戦果が上がらないまま、損害が続出して、戦闘九〇一は消耗で内地での再建を余儀なくされた。戦闘九〇一は戦力再建のため第七五二航空隊に編入され、1944年11月15日内地に帰還したが、七五二空は陸上攻撃機主体の航空隊ですでに4つの飛行隊を抱え、夜間戦闘機隊である九〇一は専門外となるため編入はあくまでも形式的なもので、司令の菊岡徳次郎大佐は戦闘九〇一に関心を持たず、部隊の再建は先任の飛行隊長である美濃部に一任された。

### 硫黄島戦まで

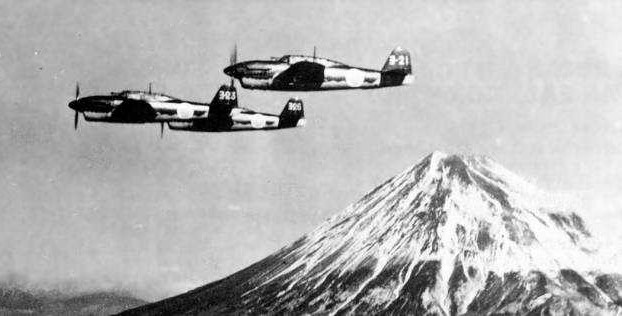
芙蓉部隊の主要機「彗星」と部隊名の由来となった富士山

木更津基地は七五二空の他の飛行隊で満杯であったため、戦闘九〇一は飛行場探しから始めなければならなかったが、美濃部は自ら零戦に乗り飛行場を探して回った結果、整備途中の藤枝基地を訓練根拠地に決め、所属する第三航空艦隊司令部の許可もとった。部隊再建のため、編成や機材などは軍令部作戦課と美濃部が直接交渉することとなった。機材は零戦20機がすんなりと配備されたが、他の機体については、美濃部が希望したフィリピンで使い慣れた夜間戦闘機月光は生産中止、新鋭爆撃機銀河は少数しか配備できないが、艦上爆撃機彗星の水冷型なら100機は準備できるとのことであった。当時の彗星は水冷エンジンの複雑な構造で故障も多く、手に余る難物を押し付けられたと美濃部は誤認していたが、実際は空冷エンジンへの換装で性能低下が懸念されていた彗星三三型ではなく、速度や加速・上昇性能に優れる水冷型エンジン搭載の彗星を、夜間戦闘機隊として編成されていた芙蓉部隊に優先的に配備されたものであり、この水冷型彗星が芙蓉部隊の主力機となった。
美濃部は人事局のリストから優秀な水上機搭乗員を指名し、その他の整備員などの地上人員も人事局から厚遇された。1945年1月に、フィリピンより撤退してきた戦闘八〇四（北東空）、八一二（第一三一航空隊）が藤枝に合流し、美濃部率いる戦闘九〇一を含めた3個飛行隊と整備隊を統合した独立飛行隊が編成され、関東海軍航空隊の指揮下に入った。芙蓉部隊の士官の主力となったのは海兵第73期卒の航空士官らであった。1944年4月卒の73期生は実戦経験こそ少ないが既に300時間の飛行時間を有している者も多かった。先輩の71期生は581名中329名戦死し戦没率56.6%、72期生は625名中の337名戦死し戦没率53.9%と消耗が激しく、芙蓉部隊に配置されることはなかったので（飛行長格で着任した66期生座光寺一好少佐は除く）73期生は隊内だけでなく、夜の街でもハバを利かせて気勢を上げることになった。
所属の第三航空艦隊司令部が木更津基地と遠く離れているため、空地分離方式により、藤枝基地を管理する関東空司令市川重大佐の代行指揮を受けることになった。市川は唯一の指揮下の航空隊となる芙蓉部隊がいる藤枝に司令部を移したが、市川は航空部門の出身ではなく夜間戦闘機部隊運用の知識はなかったので、3個飛行隊の飛行隊長の中で最先任であった美濃部が実質的な指揮官となった。市川は芙蓉部隊の錬成や運用に口出しすることはなく、美濃部は時折、一緒に食事をとりながら状況を報告する程度で、芙蓉部隊の指揮を一任されており、実質的な指揮官となった。戦闘八一二の飛行隊長徳倉正志大尉が美濃部の副官的な役割を担い、戦闘八〇四の飛行隊長川畑栄一大尉が空中指揮を執ることとした。部隊名は美濃部が藤枝を見つけた日に、搭乗する零戦から見た富士山を思い出し、海軍兵学校の歌『江田島健児の歌』の2番の歌詞にもある富士山の別名芙蓉峰に因んで芙蓉部隊と名づけることとした。この部隊名は初めは通称のようなものであったが、後に正式な部隊名として使用されることとなっている。美濃部は第三航空艦隊司令寺岡謹平中将に、芙蓉部隊という部隊名使用の許可と隊旗の揮毫を願い出るため、司令部のある木更津基地に、物資不足の折であったが静岡蜜柑2箱を手土産に自ら零戦を操縦して訪れた。第三航空艦隊司令は「ダバオ誤報事件」の失態で第一航空艦隊司令を更迭されていた元上官の寺岡であったが、第一航空艦隊司令時代から美濃部を高く評価していた寺岡は「美濃部君が胡麻すりをする筈がない。副官、希望通りにするよう」と、異例の美濃部の申し出を快く了承している。寺岡筆の隊旗は以後藤枝の指揮所に掲げられた。
芙蓉部隊編成当初の装備は、彗星一二型40機、零戦五二型30機。1945年1月の段階では、戦闘九〇一飛行隊で夜間作戦を支障なくこなす操縦技術を有するA級操縦員は28名中3名に過ぎなかったが、3月の段階では戦闘九〇一飛行隊のA級操縦員は52名中15名（28.8％）、芙蓉部隊は126名中34名（26.9％）、第一、三、五航空艦隊のA級操縦員比率は15.8%、同時期に編成された第三四三海軍航空隊のA級操縦員は227名中54名（23.7％）、343空の比率は日本海軍戦闘機航空隊の構成基準に沿ったものだった。美濃部は藤枝基地で、芙蓉部隊隊員に徹底した夜間飛行訓練を行い、やっと離着陸ができるようになった経験の浅い搭乗員でも、往復約1,700 km、約5時間にも及ぶ夜間飛行が可能となるまで鍛え上げた。

### 硫黄島戦

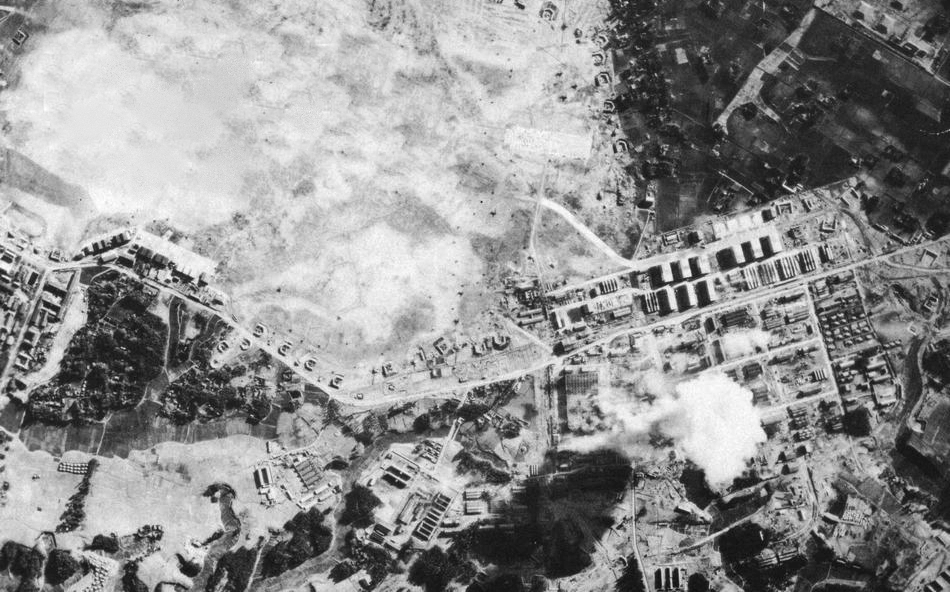
アメリカ軍のジャンボリー作戦で艦載機の空襲を受ける立川飛行機の工場

芙蓉部隊が藤枝で再編成と訓練に明け暮れていたころ、レイモンド・スプルーアンス中将が率いる硫黄島攻略部隊の艦船900隻、艦載機1,200機、兵士10万人が、ウルシーやサイパン島から硫黄島に向けて進撃を開始した。スプルーアンスの指揮下にある高速空母部隊の第58任務部隊司令マーク・ミッチャー中将は、硫黄島上陸に先立ち奇襲により日本軍の航空戦力を叩こうと計画して（ジャンボリー作戦）、日本軍に発見されないよう、艦載機を先行させて日本軍の哨戒艇や偵察機を排除しながら25ノットの高速航行し、日本軍に気づかれることなく東京から125マイル（約200km）、房総半島から60マイル（約100km）まで接近に成功した。1945年2月16日の夜明けに悪天候下で艦載機の発艦を強行したおかげもあり、完全に奇襲に成功したアメリカ軍の艦載機は、1日中東京上空を乱舞し航空基地や工場施設を存分に叩いて、ほとんど日本軍からの反撃を受けず、32機の損失に対して350機の日本軍機の撃墜破を報告している（日本側の記録では陸海軍で150機の損失）。2月10日に第五航空艦隊の司令長官に就任したばかりの宇垣纏中将は、敵大艦隊が出撃したという情報を掴んでいながら、第三航空艦隊の索敵の不首尾で、ドーリットル空襲以来の敵機動部隊の日本本土への接近と、奇襲を許して大損害を被ったことを激怒し「遺憾千万と云うべし」と陣中日誌『戦藻録』に記述している。藤枝基地からも第三航空艦隊司令部からの命令で、一式陸上攻撃機1機と芙蓉部隊から川副正夫少尉の零戦が索敵に出撃しているが、どちらも未帰還となっており、川副は芙蓉部隊初の戦死者となった。同日には硫黄島に対する艦砲射撃も開始された。
空襲の後、第三航空艦隊は索敵により第58任務部隊を房総半島沖で発見、指揮下の航空隊に攻撃を命じた。錬成途中であった芙蓉部隊にも出撃命令があったが、美濃部はかねてより温めてきた対機動部隊戦術「敵空母を発見したら、飛行甲板に体当たりして搭載機の破壊と発艦の阻止、そして火炎で味方機に敵空母の位置を知らせる」という特攻戦術を実践する好機と考えて、整備兵に徹夜での出撃準備を命じ、特別夜食として汁粉を支給させた。芙蓉部隊の出撃は翌17日となったが、この日出撃した内の1人鞭杲則少尉に「空母を見つけたら飛行甲板に滑り込め」と命じて、別れの盃（別盃）を交わしている。河原政則少尉の記憶では、指揮所に行くと、特攻は本人の志願という建前であったのにもかかわらず、志願をしてもないのに自分の名前が出撃者名簿の中にあり、美濃部は別盃が並んだテーブルを前に、河原ら特攻出撃者に「機動部隊を見たらそのままぶち当たれ」と命じている。これまで散々夜間出撃の訓練を行ってきたのにも拘わらず、美濃部はなぜか早朝の出撃を命じ、敵機動部隊に達するころにはすっかりと日が昇っていることが懸念されるなかで、河原らは美濃部と基地司令市川とひとりひとり握手を交わして決死の出撃をしたが、敵機動部隊を発見できずに全機引き返し、各機、午前9時ごろには藤枝基地の上空に帰ってきた。

引き返した芙蓉部隊機はアメリカ軍のF6F戦闘機とSB2C艦上爆撃機合計約20機に追尾されており、最後の零戦が着陸した直後に激しいロケット弾攻撃と機銃掃射を加えてきた。美濃部と市川は敵機の機影を見ると近くの防空壕に逃げ込んだが、帰還したばかりの隊員たちは防空壕に逃げ込む暇もなく、近くの畑や小川に架かる橋の下に逃げ込んで銃爆撃をかわすのがやっとであった。芙蓉部隊は迎撃することもできず、爆弾や燃料を搭載したままであった彗星や零戦は次々と爆発炎上し、一方的に彗星7機と零戦1機を破壊された。防空壕に逃げ込んでいた美濃部は無事であったが、逃げ遅れた搭乗員1名整備兵2名が戦死し、藤枝基地も指揮所、兵舎、格納庫が破壊される大損害を被った。帝都まで敵艦載機の侵入を許しながら、アメリカ軍機動部隊を攻撃すらできなかった芙蓉部隊を含む日本軍航空部隊について、美濃部は「特攻攻撃の戦術しか使えず、大本営は想像発表で誤魔化しているが、敵軍の実害はなし」と総括しているが、アメリカ軍の司令官スプルーアンスも、2月19日に迫った硫黄島上陸に備えて2月17日にジャンボリー作戦を中止するまで、第58任務部隊を攻撃してきた日本軍機はおらず、また迎撃も消極的であったと感じて、激烈な抵抗を予想していた分、拍子抜けしている。

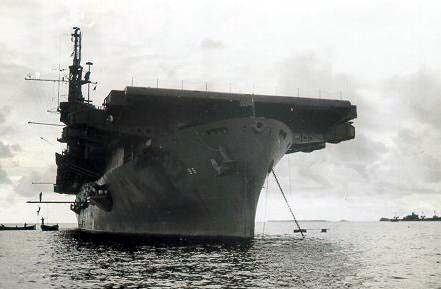
硫黄島の戦いで、神風特攻隊「第二御盾隊」の特攻で撃沈された護衛空母ビスマーク・シー

ジャンボリー作戦で航空戦力を消耗した日本軍であったが、2月19日に硫黄島にアメリカ軍が上陸を開始すると、ようやくアメリカ軍艦隊への反撃を開始した。2月17日の敵空襲の後始末に追われる芙蓉部隊内で、芙蓉部隊が反撃の第一陣として、第二御盾特別攻撃隊の名称で特攻配置になるという噂が流れた。これは同じ彗星と零戦装備の第601海軍航空隊で第二御盾特別攻撃隊が編成されるという話を、隊員の誰かが勘違いして流布させたものと思われたが、2月17日に美濃部が実際に特攻出撃を命じたこともあって、噂はまことしやかに広まって、芙蓉部隊隊員らは激情と不安を抑えきれず酒を飲みながら大騒ぎしたため、歓声が夜通し基地内に響き渡り、当直士官も制止できない有様となった。美濃部は騒ぐ隊員らに「うちの隊から特攻は出さない。夜間作戦が出来る人間が少ないので、あとがなくなってしまう」と言明したので、騒ぎは一旦沈静化した。
予定通り第601海軍航空隊で編成された第二御盾隊は、2月21日に、彗星12機、天山8機、零戦12機の合計32機（内未帰還29機）が硫黄島を支援するため、硫黄島に出撃し、護衛空母ビスマーク・シーを撃沈、正規空母サラトガに5発の命中弾を与えて大破させた他、キーオカック(防潜網輸送船) も大破させ、護衛空母ルンガ・ポイントとLST-477 を損傷させるなど大戦果を挙げた。第二御盾隊による戦果は硫黄島の栗林忠道中将率いる小笠原兵団からも確認できたため、第27航空戦隊司令官市丸利之助少将が「敵艦船に対する勇敢な特別攻撃により硫黄島守備隊員の士気は鼓舞された」「必勝を確信敢闘を誓あり」と打電するなど、栗林らを大いに鼓舞し、ジャンボリー作戦で好き放題に暴れた第58任務部隊に対する報復ともなった。梅津美治郎陸軍参謀総長と及川古志郎軍令部総長はこの大戦果を昭和天皇に上奏し、昭和天皇は硫黄島に対する特攻による再攻撃を軍に求めたが、二撃目を加えるほどの航空戦力は残っておらず、硫黄島への特攻出撃は一度きりで終わった。芙蓉部隊も2月17日までの戦闘で、特攻まで命じながら敵艦と接触することもできずに航空機9機を損失し、残存機は零戦12機と彗星8機となっていたが、その中でも稼動機はわずか零戦6機、彗星3機という、高い整備能力を誇る芙蓉部隊とは思えないような惨状で、再出撃どころか翌月になるまで満足に訓練することもできず、芙蓉部隊の初陣は惨敗に終わったが、このときの地上で多数の航空機を撃破された痛い経験が、後の芙蓉部隊最大の特徴となった基地のカモフラージュ方法や航空機の隠蔽方法の改善に活かされることとなった。

### 沖縄戦

#### 準備
1945年2月下旬、連合艦隊 もしくは三航艦司令部が擁する9個航空隊の幹部を招集しての沖縄戦の研究会を実施し、第三航空艦隊の参謀より、教育部隊を廃し、白菊や赤とんぼなどの練習機も含めた全員を特攻に投入するという説明があり、会議に参加していた美濃部は、練習機の特攻に対する反論 あるいは地上撃破を避けるための作戦機秘匿の提案を行った。(詳細は「特攻」の節を参照)
3月5日、美濃部は一三一空の飛行長に命じられた。今までは、藤枝基地所属3個飛行隊の最先任飛行隊長という曖昧な立場で指揮をとっているに過ぎなかったが、航空隊飛行長の肩書がつくと、航空隊の飛行機と整備科の地上指揮をとれるので、これまでと比較すると格段に権限が強化されたことになり、実質的に芙蓉部隊の3個飛行隊の指揮官となった。

硫黄島の戦いが一段落すると、アメリカ軍の機動部隊は沖縄戦に先立って日本軍の抵抗力を弱体化させるため、九州地方の航空基地に攻撃をかけてきた。それを第五航空艦隊が迎撃し、激しい海空戦が繰り広げられた。3月18日に開始されたこの九州沖航空戦で特攻機を含む日本軍の猛攻でアメリカ軍は空母フランクリンとワスプが大破、エセックスが中破するなど多大な損害を被ったが、日本軍も初陣の特攻兵器桜花が全滅するなど航空兵力を激しく消耗した。第五航空艦隊の稼働機数は作戦開始時の1/3以下の110機に激減しており、三航艦の支援なしには航空戦を戦えなくなっていた。第三航空艦隊指揮下の芙蓉部隊にも索敵の任務が命じられ、3月18日から20日かけて彗星を索敵に出撃させたが、1機の彗星が未帰還で1機の彗星が離陸直後に墜落し4名の搭乗員を失っており、芙蓉部隊は開隊してから特に成果を上げることもなく、11機の航空機を損失し7名の戦死者を出すという厳しい船出となった。

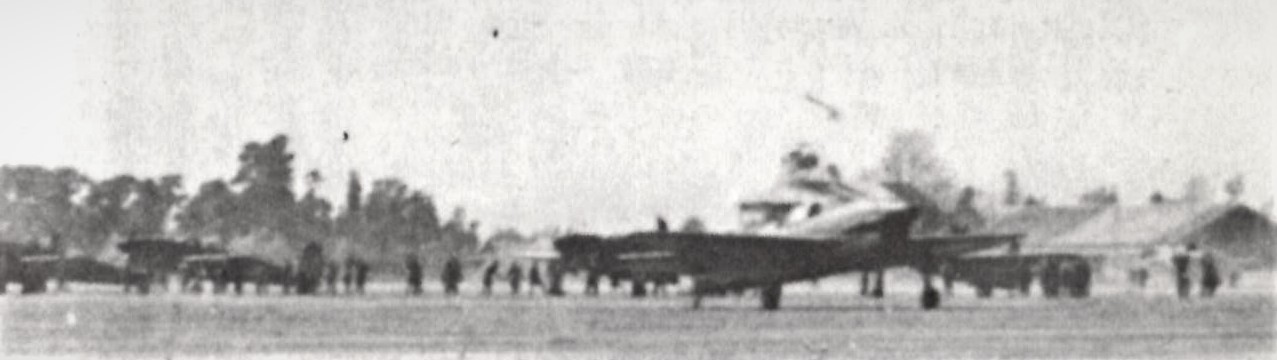
1945年3月30日、藤枝基地から鹿屋基地に向けて出発する芙蓉部隊の彗星

1945年3月25日、アメリカ軍が慶良間諸島に上陸を開始したとの情報が連合艦隊に入ると、3月20日に大本営により下令された天号作戦に基づき、連合艦隊は1945年3月25日「天一号作戦警戒」、南西諸島への砲爆撃が激化した翌26日に「天一号作戦発動」を発令した。連合軍を沖縄で迎え撃つ第五航空艦隊の稼動戦力は、九州沖航空戦での消耗で航空機50機足らずとなっていたが、「天一号作戦警戒」発令により鈴鹿以西の作戦可能航空戦力は、第五航空艦隊司令官宇垣の指揮下に入り、芙蓉部隊が所属する第三航空艦隊にも、第五航空艦隊の指揮下で連合軍を迎え撃つため南九州各基地への進出命令が下った。芙蓉部隊は、3月30日と31日の2日にわたり熟練した隊員らが、零戦15機と彗星25機に搭乗し、鹿児島県鹿屋基地へ進出した。引き続き訓練が必要な搭乗員らや予備戦力は藤枝基地に残り引き続き訓練を続けた。訓練拠点を維持することにより、藤枝で鍛え上げられた搭乗員と前線で消耗した搭乗員とを随時交代させるという、当時の日本軍としては他に例を見ないシステムを確立することができた。海軍省人事局や海軍航空本部も美濃部を支持し、若い優秀な搭乗員を優先的に芙蓉部隊に異動させている。そのため芙蓉部隊は補充人員が定員を大幅に上回ることとなり、指揮官の美濃部が新入隊員を把握できないほどであった。
美濃部は芙蓉部隊が到着した当時の状況を、第五航空艦隊は戦力が底をついており40機の芙蓉部隊の到着は大歓迎されたと記憶しているが、司令官宇垣の陣中日誌戦藻録には、この日、芙蓉部隊に関する記述はなく、実際は天一号作戦発令で、九州への航空戦力の増強が進められており、海軍だけで4月1日時点で300機、この後も順次戦力増強が進み4月19日までに合計2,895機もの大量の作戦機が九州の各基地に進出していた。さらに3月1日の大海指第510号「航空作戦ニ関スル陸海軍中央協定」により、陸軍飛行隊第6航空軍などが連合艦隊の指揮下に入っており、陸軍作戦機1,835機も順次知覧などの九州各基地に集結中で、日本軍は陸海軍協同でかつてない航空戦力で連合軍を迎え撃つこととなった。3月31日には、第五航空艦隊の宇垣、第三航空艦隊の寺岡両司令官以下の幕僚が集まり作戦会議を実施した後、宴会ですき焼きを食して気炎を上げている。

3月26日、慶良間諸島にアメリカ軍が上陸した直後に第五航空艦隊は特攻出撃を開始、4月1日にアメリカ軍が沖縄本島に上陸すると、4月1日35機、2日44機、3日74機と出撃機数は増えていき、空母1隻大破、巡洋艦2隻撃沈などの華々しい大戦果を挙げたと報じられた。この戦果報告は過大であったが、実際にも輸送駆逐艦（高速輸送艦）ディカーソン撃沈、スプルーアンスが座乗していた第5艦隊の旗艦重巡インディアナポリス、 イギリス軍正規空母インディファティガブル、護衛空母ウェーク・アイランド が甚大な被害を受けて戦線離脱、戦艦ネバダとウェストバージニアを含む28隻が損傷し、合計約1,000名の死傷者を被るなど連合軍の損害は大きかった。美濃部はこの沖縄戦序盤における特攻の戦果を「見るべき成果なし」と嘯いたが、大きな損害を被ったアメリカ軍は「やがてきたる恐るべき戦術……特攻の不吉な前触れ」であったと評している。

#### 4月

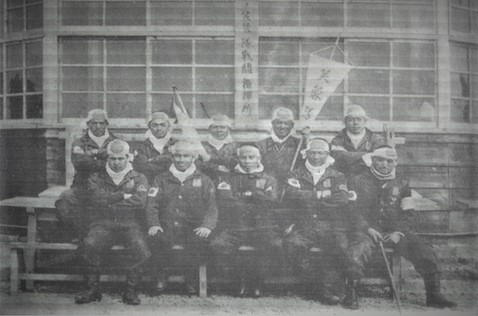
鹿屋基地に進出直前の芙蓉部隊幹部、前列中央が美濃部、美濃部の左が戦闘812の飛行隊長徳倉正志大尉、右が戦闘804の飛行隊長川畑栄一大尉、1945年3月30日藤枝基地での撮影

芙蓉部隊は鹿屋に進出して以降、連日敵艦を求めて索敵攻撃に出撃しながら敵艦と接触することすらできていなかった。戦果を挙げることができずに焦る芙蓉部隊の隊員らの面には、やはり特攻を志願すべきではなかったのかとの憂色が濃くなりつつあった。自らの主張により特攻を拒否したため、芙蓉部隊の動向が各部隊から注目されていると考えていた美濃部も、芙蓉部隊は実効果が特攻を凌いでこそ、その存在が許されると戦果を焦っており、4月4日に彗星で偵察攻撃に出撃した海軍兵学校卒の鈴木昌康中尉と坪井晴隆飛長が、佐多岬沖で敵味方不明の潜水艦を発見し急降下して接近したが、反撃も回避運動もしなかったので味方潜水艦と判断し、攻撃せずに帰投したとの報告を聞いた美濃部は「馬鹿もの!! この時期に味方の艦艇がうろうろしているはずがない。」と決めつけると、「なぜ接近して爆撃でなくとも銃撃しなかったか」とかつてないほどの剣幕で2人を叱責、罵倒した。鈴木はこの日が初陣であったのにも拘わらず洋上航法は狂いもなく正確で、操縦していた坪井は鈴木の優れた素質に感心するとともに、何の落ち度もなく無事に帰投できたのに、美濃部に罵倒されて「えっ、何で!?」と戸惑っている。
美濃部はのちにこの叱責は、江田島兵学校出の士官に対する躾けであったと著書に書いているが、鈴木は4月12日の出撃で、この時の叱責を気にして深入りし未帰還となっている。4月5日には三式一番二八号ロケット爆弾が、彗星への搭載作業中に暴発して兵器整備員が負傷している。同日に同じ三式一番二八号ロケット爆弾を搭載して出撃した坪井と原敏夫中尉搭乗の彗星が、敵と接触できず鹿屋に帰還した際、ロケット弾を搭載したまま着陸を試みたところ、滑走路に不時着していた零戦に接触、ロケット弾が暴発して彗星と零戦が爆発炎上し、坪井と原は大火傷を負ってしまった。（原はその後死亡）三式一番二八号ロケット爆弾は、海軍航空技術廠が安全性に欠けると正式配備を躊躇しながらも、美濃部の決断で芙蓉部隊に配備することになったが、海軍航空技術廠の懸念通り事故が続発し、美濃部は慌てて、この後、帰還する機には事故防止のため着陸前にロケット弾を投棄するように命じている。

大本営は4月6日に、航空戦力を集中した大規模な特攻作戦菊水一号作戦を発令、大量の特攻機を出撃させると同時に戦艦大和による海上特攻を敢行した。芙蓉部隊に第五航空艦隊司令部から、海上特攻する戦艦大和の護衛の打診があったが、美濃部は「夜間戦闘機隊を昼間の護衛に使うなんて無意味ですし、不可能です。」と拒否している。芙蓉部隊から護衛を拒否された大和は、同じ海軍から見捨てられた形となり十分な航空支援を受けることができなかったが、大和の出撃を知った陸軍の第6航空軍司令官菅原道大中将は、大和の窮状を見かねて「（大和特攻の際に）南九州の第100飛行団が四式戦闘機疾風48機を投入して、奄美大島付近の制空権を一時的に掌握、協力する」と航空支援を約束し、第100飛行団を主力とする戦闘機疾風41機を出撃させて、12：00から14：00にかけて制空戦闘をおこない10機が未帰還となっている。
大和の護衛を拒否した芙蓉部隊は、特攻機と共同で敵艦船攻撃のため、4月6日午前3時鹿屋を出撃し、出撃した15機中で彗星6機と零戦4機が沖縄本島に到達した。全行程が2,000km弱にも達する、レーダー装備も電波誘導もない中での困難な長距離夜間飛行であり、ここにきてようやく芙蓉部隊は今までの訓練成果を遺憾なく発揮することができた。沖縄に到達した芙蓉部隊機は、大和の海上特攻を支援のため空母攻撃を目標としていたが発見できなかったので、伊江島付近に遊弋中の十数隻の艦隊に突入し、巡洋艦に仮称三式一番二八号爆弾（ロケット弾）を発射し3発命中、零戦が大型輸送艦に九九式二〇ミリ機銃を数百発撃ちこみ大火災を起こさせたと報告しており（該当するアメリカ軍側被害報告はなし）、ようやく戦果を挙げることができた芙蓉部隊隊員らは胸をなでおろしたが、護衛の零戦2機が迎撃してきた敵戦闘機と空戦になり撃墜された。菊水一号作戦で日本軍は355機の特攻機をつぎ込んで、戦艦2隻轟沈を含む69隻撃沈破という驚異的な戦果を挙げたと報じたが、実際は駆逐艦3隻、重砲の大口径砲弾7,600トンを満載したビクトリー型弾薬輸送船 2隻、戦車揚陸艦1隻撃沈、正規空母ハンコック、戦艦メリーランド大破などの34隻撃沈破であった。日本軍の戦果報告は過大ではあったが、実際にも連合軍に多大な損害を与えたことには変わりなく、この成功に気をよくした日本軍は、引き続き敵機動部隊への特攻攻撃にのめり込んでいくことになった。

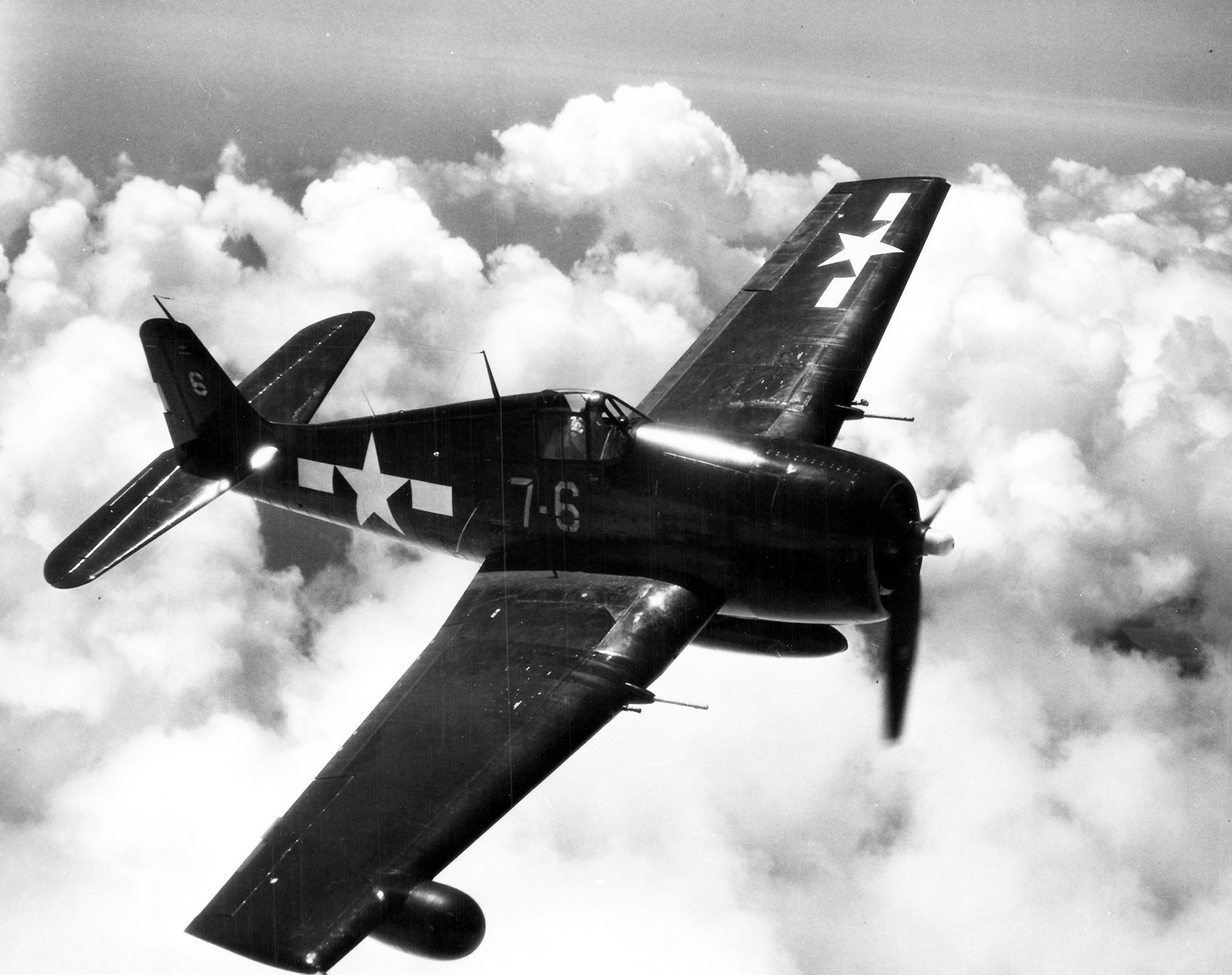
芙蓉部隊の夜間攻撃に立ちはだかったF6Fの夜間戦闘機型F6F-3N。

アメリカ軍は沖縄本島上陸直後に、日本軍が設営した北飛行場（読谷飛行場）と中飛行場（嘉手納飛行場）を確保すると、ただちに航空隊を展開した。菊水一号作戦中の4月8日には、アメリカ海兵隊の航空隊がF4Uコルセア3個航空隊とレーダー搭載の夜間戦闘機F6F-5N“夜間戦闘機型ヘルキャット”1個航空隊の合計109機の戦闘機を展開させて早速上空哨戒にあたらせてる。その後も順次航空戦力と対空火器の強化が進んでおり、芙蓉部隊を含む日本軍航空隊の最大の障害となりつつあった。そのため大本営は沖縄に侵攻してきた艦船に加えて、アメリカ軍の航空基地も攻撃目標とし、第三二軍重砲隊の八九式十五糎加農砲により航空基地に制圧砲撃を加えるとともに、4月12日に発令した菊水二号作戦では、芙蓉部隊は陸軍第6航空軍の重爆撃機と協力してアメリカ軍航空基地攻撃を命じられた。これ以降、芙蓉部隊の主要目標は海上の艦船から一転して地上の飛行場となっていく。
4月12日、第32軍独立重砲兵第百大隊第二中隊の八九式十五糎加農砲2門が、中飛行場を砲撃し大火柱を生じさせ、その後、陸軍飛行隊は、サイパン基地爆撃で武功賞を受賞した涌谷良治中尉や木村大八少尉の所属する飛行第110戦隊と飛行第60戦隊の四式重爆撃機8機を中飛行場と北飛行場の爆撃に出撃させた。歴戦の両戦隊は、太陽も上がった早朝に大型の重爆で果敢にも低空爆撃を行って、地上機4機炎上、1機爆砕、直径100m高さ300mの大爆発を含む爆発3か所、火災3か所の戦果を挙げた。芙蓉部隊も陸軍の一連の攻撃のあとの夜間に航空基地攻撃に出撃したが、歴戦の陸軍重爆隊に比べて散々な目にあっており、夜間にもかかわらず、芙蓉部隊の接近は察知されていて、待ち構えていたF4UコルセアとF6F-5Nに、芙蓉部隊機は飛行場を近づくことすらできず次々と撃墜された。飯田上飛曹の彗星が唯一、北飛行場への投弾に成功したが、美濃部が信頼していた名飛行隊長川畑栄一大尉の彗星もF4Uコルセアに撃墜されて、川畑が戦死するなど、6機が未帰還となり8名が戦死・行方不明となった。他にも、帰還した1機が基地に辿りつけず海没、電波欺瞞紙散布任務に出撃した彗星2機も未帰還となったが、そのうちの1機は4月4日に美濃部に叱責された鈴木の搭乗機であった。この日、出撃した11機中（故障等で引き返した機は除く）生還した機はたった2機で、戦闘八〇四の飛行隊長川畑を含む熟練搭乗員13名と、彗星6機零戦3機を一度に失ったが、これは芙蓉部隊の全作戦中で最大の損害となり、芙蓉部隊は戦力が回復するまで、激しい損失を被る夜襲から、一時的に敵機動部隊の索敵を主任務とせざるを得なくなった。
川畑機を操縦していた陶三郎飛曹長は、夜間戦闘機月光で重爆撃機の撃墜記録があったり、フィリピンでは美濃部の指揮下でアメリカ軍機動部隊に夜襲をかけて撃墜されながら無事に生還するなど歴戦の搭乗員であったが、このときもアメリカ軍夜間戦闘機の銃撃を浴びながらもパラシュート降下して無事であった。降下した場所は北飛行場周辺の恩納岳付近のアメリカ軍占領地域であったが、山中に日本軍残存部隊が取り残されており、陶は陸軍軍医から火傷の治療を受けると、陸軍部隊と一緒にゲリラ戦を展開した。しかしアメリカ軍の掃討作戦で部隊は四散、陶も貫通銃創を受けて山中を彷徨っていると、アメリカ軍に保護された住民が大量に沖縄南部から恩納岳周辺に移動してきたので、陶はこの住民に交じって終戦まで生き延びた。その後に終戦の報が届いたが、陶は捕虜となることを拒否し、一人で山中に籠ったり、住民の厚意もあって身分を偽り仕事に就くなどして1946年2月まで沖縄で生活している。しかし、アメリカ軍の敗残兵探しが厳しくなってきたので、アメリカ軍基地から盗み出した増槽を改造して作った小舟で沖縄を脱出、沖永良部島からは黒糖の密輸船で日本本土に戻り、1946年7月にかつての指揮官であった美濃部宅を訪れて美濃部を驚かせている。
4月15日の白昼に、沖縄を出撃したアメリカ軍戦闘機80機が鹿屋に来襲し、迎撃のため離陸しようとした紫電2機が撃墜され、地上で10機が撃破されたが、笠ノ原航空基地から出撃した零戦36機が迎撃し、アメリカ軍戦闘機1機を撃墜した。菊水3号作戦はこの来襲したアメリカ軍戦闘機の追撃という形で開始され、九州から零戦10機と陸軍戦闘機11機、台湾からは5機の海軍の陸攻が出撃、嘉手納の中飛行場、読谷村の北飛行場を陸海軍協同で襲撃したが、薄暮の中で全機が完全奇襲に成功して、銃爆撃で両飛行場を制圧している。夜間には九州から海軍の陸攻8機と陸軍の重爆4機、台湾から海軍の月光3機と天山4機が出撃し、夜間爆撃に成功している。芙蓉部隊は12日に受けた大損害により、この陸海軍協同の大規模なアメリカ軍航空基地への夜襲には参加できなかったが、同日に、戦死した川畑に代わる戦闘八〇四の新飛行隊長の石田貞彦大尉らが搭乗する彗星12機と零戦4機が藤枝から進出し、戦力が回復している。芙蓉部隊は海軍省人事局に厚遇され、若い優秀な搭乗員を優先的に異動させてもらっていたが、機体についても補充は順調であり、この後も消耗のたびに戦力の補充が優先的に行われた。戦局が悪化し日本軍全体の航空戦力が枯渇していくなかでも、芙蓉部隊は岩川と藤枝で、編制定数彗星72機、零戦20機を超える数の機数を維持しており、終戦時には120機を超える機数の補充が発令されていたほどであった。美濃部は芙蓉部隊を厚遇してくれた海軍省本省人事局、航空本部、補給廠そして宇垣らを「芙蓉部隊作戦の理解と応援者」と称して感謝している。
4月16日には、陸軍が第60戦隊の四式重爆撃機4機が北飛行場を爆撃、またも地上で5機撃破、10カ所火災発生の戦果を挙げて全機無事に帰投した。戦力が整った芙蓉部隊も、彗星7機と零戦3機が中飛行場、北飛行場の夜間攻撃に出撃した。4月12日の大損害を教訓として、アメリカ軍の夜間戦闘機が待機していると推定される空域を大きく迂回する計画であったが、彗星が故障で次々と脱落し、沖縄に到達したのは彗星3機と零戦3機となった。それでも残った彗星3機はいずれも飛行場に250kg爆弾を投下することに成功した。彗星による爆撃の戦果は不明であったのに対して、到達した零戦のうち照沼光二中尉機は、機関砲弾が尽きるまで飛行場を銃撃したのちに、沖合のアメリカ軍艦艇に体当たりをはかり未帰還となったが、その様子は地上の第32軍から「爆発火炎7本揚り火災を生ず」との報告が送られている。指揮官の美濃部が「特攻に参加せず」と宣言しても、戦局がひっ迫するなかで、若い搭乗員が特攻によって国に殉じようという気持ちを遮ることはできなかった。
4月下旬になると、美濃部はソロモンで罹患したマラリアがぶり返して、寝たきりになることも多くなっていた。指揮官が体調不良の中で、芙蓉部隊は4月20日から26日にかけて、計5回延べ38機を敵艦隊への索敵に出撃しているが、敵艦隊を発見することはできなかった。敵機との交戦もなかったが、索敵に出撃したうち故障で引き返した機体はわずか2機のみで、芙蓉部隊の高い整備能力を実証することとなった。目立った成果を上げることができない芙蓉部隊に対し、陸軍の重爆撃機は順調に戦果を重ね、4月20日～22日に延べ8機の陸軍重爆の夜間爆撃で、北・中飛行場に大火災3か所、炎上27か所、誘爆6か所、地上機3機撃破を報告しているが、未帰還機は0であった。（被弾機1機が着陸時に大破）

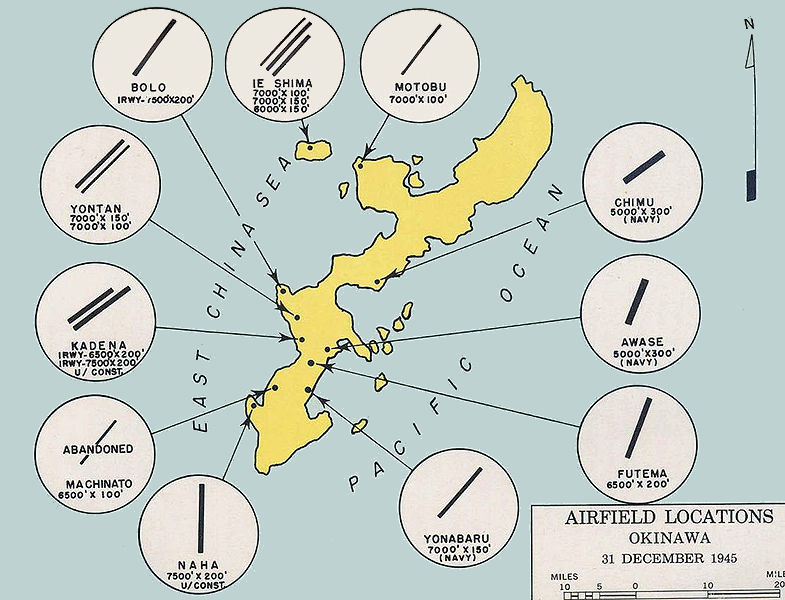
1945年中に沖縄でアメリカ軍が整備した飛行場

海軍が敵空母部隊を撃滅に固執してきた結果、沖縄の敵航空基地は本格的な活動を開始し、敵航空基地の制圧が天号作戦の遂行を左右する真に重大な問題となっていた。陸軍は引き続き、第6航空軍隷下の飛行第110戦隊と飛行60戦隊の重爆撃機をもって、敵航空基地攻撃に全力を尽くすこととしたが、海軍に対しての陸軍の不満は高まっていた。そのため、4月27日から開始された菊水四号作戦では、海軍も空母部隊に固執せず、輸送船団とアメリカ軍航空基地を主要攻撃目標とすることとした。作戦開始に先立つ4月24日に第五航空艦隊司令部で開催された陸海軍合同会議で、美濃部は「沖縄では地上軍が玉砕反撃に出ようとしています。勝負は別として最後の力をいま一度出すべきです。兵力がないのなら、芙蓉部隊だけでも全力攻撃をかけます」と発言すると、第6航空軍の副参謀長青木喬少将も「君の所が出るなら、第6航空軍もいま一度攻撃をかけよう」と同調し、海軍航空隊では芙蓉部隊が主力となって、陸軍と協同で敵航空基地攻撃を行うこととなった。芙蓉部隊は27日夜から28日早朝にかけ、第一次から第六次までの波状攻撃を行った。これは逐次戦力をくり出して、一晩中、敵を休ませないという美濃部考案の戦法で、川中島の戦いで上杉軍がおこなった「車懸りの陣」を彷彿とさせるという意見もある。
午後7時34分出撃した第一次攻撃隊彗星3機中2機が北飛行場に250kg爆弾を投下し全機生還。第二次攻撃隊零戦2機は艦船を銃撃、1機未帰還。第三次攻撃隊は4機中3機が引き返した。単機攻撃を続行した彗星は中飛行場を爆撃するが、被弾して鹿児島湾に不時着し乗員は生還した。第四次攻撃隊は午後10時から8機出撃、敵夜戦の警戒を突破した5機が中飛行場、北飛行場、伊江島飛行場を爆撃、1機未帰還。第五次攻撃隊零戦6機は午前0時25分出撃。1機は引き返したものの慶良間列島で舟艇を銃撃し、飛行艇を撃破し、未帰還が1機。第六次攻撃隊彗星12機中10機が攻撃目標の飛行場に光電管爆弾と250kg爆弾を投下、未帰還は2機。4月27日は合計35機が出撃し、彗星3機と零戦2機が未帰還となり黒川中尉ら9名が戦死した。この損害は4月12日に次ぐ大きなものではあったが、殆ど目的の敵航空基地に攻撃すらできなかった4月12日と比べると、17機が爆撃・銃撃に成功したと報告しており、美濃部が考案した戦法が奏功した形となった。芙蓉部隊と協力し敵航空基地を夜間攻撃した陸軍重爆撃機も、合計7機全機が攻撃に成功し、1か所大火災、他5か所炎上の戦果を報告し、敵夜間戦闘機に追撃されながら全機無事に帰還した。
4月28日夜にも三次にわたり17機が出撃している。うち彗星4機は不調により引き返した。一次攻撃隊は爆撃に成功し全機生還、第二次攻撃隊零戦4機中2機が未帰還。第三次攻撃隊の彗星は1機が被弾し不時着した。4月29日から30日の夜襲は美濃部が考案した、敵夜間戦闘機を電波欺瞞紙と偽通信でおびき出し、おびき出された敵夜間戦闘機が燃料切れになり、降着すると思われる3時間後を狙って飛行場を攻撃する作戦を実施した。電波欺瞞紙は錫箔のロールから偵察員自らが切り出して作製したもので、各機10本ずつを風防の取っ手にぶら下げて出撃した。この日出撃した14機のうち電波欺瞞紙投下機を除く9機が突入した。沖縄上空は煙霧が漂い視界不良だったものの、彗星1機が北飛行場に投弾成功したほか、飛行艇泊地を襲撃し銃撃で飛行艇1機とテント1を炎上せしめた。出撃機のなかで本多一飛曹の零戦が不意に空母と遭遇、本多はそのまま特攻しようとも思ったが考え直して、飛行甲板にロケット弾を発射、他の大型艦を機銃で銃撃しながら脱出し、激しい対空砲火で多数の被弾あったが無事に生還している。これが芙蓉部隊機による唯一の空母攻撃報告となった。（該当の芙蓉部隊公式記録 及びアメリカ側空母の被害記録なし）。菊水四号作戦は芙蓉部隊の正念場の戦いとなった。4月27日～4月30日の出撃で芙蓉部隊は延べ66機が出撃し、43機が攻撃を実施、7機が未帰還、4機が大破・海没するなど航空機損失11機、搭乗員戦死・未帰還13名にも上ったが、 美濃部はこの成功で、敵航空基地制圧に相当の自信を持つに至り、第五航空艦隊司令部に詳細な戦訓を報告しており、芙蓉部隊の海軍航空隊内での存在感は高まっていった。
その戦訓で美濃部は以下の分析と提言を行っている。
- 夜間戦闘機の使命は夜間の制空であり、零戦夜間戦闘機の必要性は敵基地への奇襲兵力として絶対必要である
- 零戦夜間戦闘機の搭乗員の育成は、彗星夜間戦闘機搭乗員の育成より遥かに困難であるが、夜間戦闘機の準備を今から行っておかなければ、2～3か月後に敵基地制圧で必ずや悲鳴を挙げる時期が来る
- 芙蓉部隊は沖縄往復のみを目的とする特殊航法を採用したので、4月中は彗星延べ93機、零戦延べ60機出撃したにもかかわらず、機位を失って未帰還となったのは零戦1機のみであり、それも燃料不足の不時着であった
- 彗星夜間戦闘機の兵術的価値は絶大である、速力は列国戦闘機と遜色なく、爆装しても沖縄までの航続距離は十分で夜間飛行の操縦性も良好であった
- 零戦夜間戦闘機隊は夜間単機攻撃を敢行したので彗星に比べて損害が多かった、超低空銃撃のため対空砲火による損害や、航続距離が彗星と比べ短かったことが原因として考えられる
- 従来は2～3年かかる夜間航法を、芙蓉部隊においては、錬成2か月、飛行時間わずか180時間で可能としており、従来の教育制度を再検討すべきである、特に徹底した地上教育を重視すべきである
- 菊水作戦の特徴としては、小型機により敵基地の夜間制圧が計画的に実施可能となったことで、これは従来の戦場と極めて大きな差異を生じている、芙蓉部隊が夜間戦闘機と接触したのは菊水2号作戦のわずか1日で、菊水3号作戦のように夜間戦闘機30機あれば敵夜間戦闘機を完全に封殺できる

しかし、この後の戦況は美濃部の分析より遥かに急な展開で、2～3か月後どころか翌5月には順次増強された大量の敵夜間戦闘機により 芙蓉部隊は苦しめられることになっていく。

#### 5月

芙蓉部隊を苦しめたアメリカ軍対空火器の内のひとつ、嘉手納飛行場のM1 90mm高射砲

5月3日、沖縄本島の第32軍は八原博通高級参謀の反対にもかかわらず、牛島満司令官の決断により総攻撃を開始した。第五航空艦隊司令官宇垣纏中将はその援護のため、九州及び台湾の陸海軍全航空戦力を投入することを決定し、同日菊水五号作戦を発令した。芙蓉部隊は三次に分けて18機出撃したものの連日の作戦による酷使、被弾損傷がたたり、発進中止と引き返しが多発した。沖縄本島にようやく到達した8機も激しい対空砲火による被弾もあり、飛行場に投弾できたのはわずか1機で、大沢少尉、宮本上飛曹の二式艦上偵察機が鹿屋近郊まで帰還しながら墜落し両名とも戦死した。陸軍爆撃隊は重爆撃機9機と双発軽爆撃機10機で飛行場夜間爆撃を敢行し、火災5か所、爆発5か所の戦果を挙げ、飛行場制圧の目的を達したと報告し、その後の出撃した陸海軍の特攻隊の援護の役割を果たしている。
5月5日0時の出撃は悪天候のため14機中10機が引き返したが、彗星4機が北飛行場と伊江島飛行場を爆撃、未帰還は1機。宇垣より全力出撃の命令ありながら、機体の不調で引き返す機が続出し効果が上がらない芙蓉部隊は、翌6日は天候が回復したのにもかかわらず、機体整備に終日費やすこととなり、搭乗員らはバレーボールなどを楽しみ気分転換をおこなった。中途からの帰還機が多いのは陸軍飛行隊も同様で、5月4日に制空隊と通常攻撃隊62機が出撃したが、そのうち1/3がエンジン不調などで引き返しており、第6航空軍司令官菅原道大中将は頭を痛めている。
菊水六号作戦で、大本営は敵航空基地制圧のため、特攻機桜花を滑走路に突入させ大穴をあけて使用不能に追い込むといった奇策を講じることとし、5月10日夜間から翌日黎明にかけて、芙蓉部隊彗星10機、海軍一式陸上攻撃機14機、瑞雲6機、陸軍重爆撃機6機、が数段の構えで中・北飛行場を爆撃、最後に桜花が滑走路に突入後、陸軍四式戦闘機疾風15機が銃撃して敵飛行場制圧を図る計画であった。この作戦で、芙蓉部隊は出撃した全機が生還したが、滑走路に命中弾を与えたのはわずか1機に終わった。芙蓉部隊の攻撃は失敗に終わったが、陸軍の重爆撃機と海軍の陸上攻撃機は爆撃に成功し（未帰還陸軍重爆撃機1機）、北飛行場に9か所の火災を発生させ、中飛行場滑走路全部に有効な命中弾を与えたという戦果報告を行っている。しかし、肝心の桜花は敵戦闘機の妨害のため射出できず、疾風による飛行場銃撃も十分な効果を挙げることなく作戦は失敗した。
昨日の攻撃で十分な成果を挙げることができなかった美濃部は、爆撃の効果をあげるため、10機の彗星を時間差で異方向から突入させて敵航空基地の防御網を混乱させ、使用爆弾も接地後直ちに爆発する瞬発信管と、一定時間経過後爆発する時限信管を混合し飛行場制圧の効果を上げるという新戦法を考案した。5月11日に新戦法を実践するため10機の彗星を出撃させたが、天候不良と故障機続出で失敗に終わり、彗星1機が不調で墜落し白井中尉、松木一飛曹が戦死したのに対して、成果はたった1機が中飛行場に投弾できたに過ぎなかった。5月12日の黎明に第5航空艦隊司令部より「1KFGB天信電令作第169号」が打電されたが、この命令書に軍の公式命令では初めて「芙蓉部隊」という部隊名が登場した。これまで自らは「芙蓉隊」ないし「芙蓉部隊」と呼称しながら、対外的には「関東空部隊」と呼称されてきたが、この日以降は、海軍の通達などの各公式書面や海軍功績調査部に送付される戦闘詳報にも「芙蓉部隊」と記載されるようになり、名実ともに「芙蓉部隊」が正式な部隊名となった。芙蓉部隊はこの命令に基づき。種子島、屋久島の南に配置されたレーダーピケット艦の索敵攻撃を実施したが、敵ピケット艦隊とは接触できなかった代わりに彗星1機が敵潜水艦を発見して爆撃した。搭乗員は多量の油が浮くのを確認、おおむね撃沈確実と報告している。（該当のアメリカ側潜水艦の被害記録なし）
芙蓉部隊による爆撃が十分な効果を上げられなくなった原因としては、故障や損傷により引き返す機が増加したのに加えて、菊水作戦当初は美濃部考案の作戦計画の通り、芙蓉部隊の零戦と彗星は、夜間、黎明に超低空で敵基地に接近、零戦は機銃で敵地上機を掃射し、彗星は低空での急降下爆撃投弾による必中攻撃を目指していたが、実戦は美濃部の目論見通りとはならず、零戦による敵航空基地への夜襲は、想定外の激しい対空砲火により、損害に対して効果が乏しいと判断、美濃部が夜襲部隊編成を構想して以来もっとも拘りを持っていた零戦による夜襲は、早々に断念せざるを得なくなり。彗星による急降下爆撃も、敵対空砲火が濃密な高度2,000m以下での爆撃を諦めて、一部の決死隊が低空進入して敵対空砲火を引き付けているうちに、主力は高度4,000mで敵基地周辺に侵入後急降下し、高度3,000mで投弾するという戦術に切り替えざるを得ず、投弾高度が高すぎることにより、爆撃精度が低下したことが考えられた。日本海軍航空隊の急降下爆撃の投弾高度については、海軍航空隊搭乗員の教育、訓練を担当していた横須賀海軍航空隊による「800m以上（の投弾）にては命中率著しく低下する」という急降下爆撃の投弾高度の分析をもとに、海軍航空本部は「（急降下爆撃）基準投下高度を700mとし、本高度をもって訓練するを適当と認む」と、急降下爆撃基準投弾高度を700mと定め、さらに太平洋戦争に突入すると、それまでの戦訓により「高度2,000mから角度45度以上の急降下で突入、高度400mで投弾」と理想的な投弾高度を引き下げたのに対し、敵の対空砲火を避けるためとはいえ、芙蓉部隊の投弾高度は明らかに高すぎた。アメリカ海軍においても急降下爆撃の投弾高度は1,000 ft（304m）から2,000 ft（609m）とされていた。超低空からの必中攻撃で多くの未帰還機を出した4月中と比べると、3,000mからの爆撃が主となった5月以降は、芙蓉部隊機の出撃機数に対する損失率は減少しており、美濃部の対策が奏功することとなったが、3,000mからの投弾では、海軍航空本部や横須賀海軍航空隊の分析通り正確な爆撃は困難で、命中率が高い三式一番二八号ロケット爆弾は射程500mに過ぎず、3,000ｍからの爆撃には使用できなかった。また、アメリカ軍飛行場作業員に対する心理戦と称して、高高度からの搭載機銃による銃撃も試みているが、有効射程外からの銃撃の効果は不明であった。

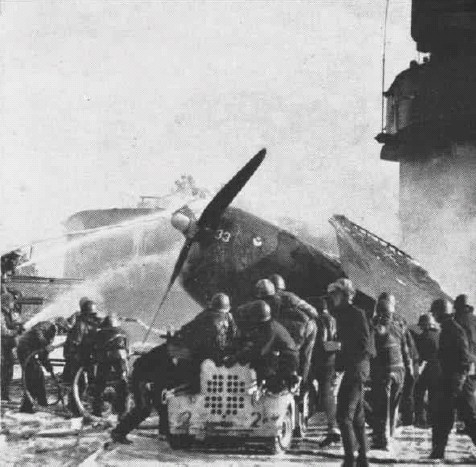
特攻機が命中した直後の空母エンタープライズ

5月13日、旗艦の空母バンカーヒルが菊水六号作戦で出撃した特攻機により沈没寸前の深刻な損傷で脱落し、旗艦を空母エンタープライズへ移した第58任務部隊司令マーク・ミッチャー中将は、これ以上の特攻機による艦艇の損失を防ぐため、高速空母部隊を北上させて艦載機による九州の特攻機基地攻撃を行った。エンタープライズには夜間戦闘機で編成されたVF(N)-90飛行隊が配備されており、エンタープライズから出撃した夜間戦闘機隊は夜通し日本軍航空基地周囲を哨戒飛行し、日本軍機を発見すると追い回したため、夜間戦闘専門部隊を標榜しながら芙蓉部隊は出撃することができなかった。しかし、美濃部は、硫黄島の戦いのときと同様に、かねてから考案していた対敵機動部隊戦術を実践する好機と考え、上空に張り付いているエンタープライズの夜間戦闘機の目を盗んで、どうにか偵察任務の彗星を6機を発進させることに成功した。偵察任務の彗星のなかで甘利洋司少尉機が敵空母を発見したが、位置を打電した直後にF6Fに撃墜された。甘利はミッドウェー海戦で重巡洋艦利根の零式水上偵察機4号機で「敵らしきもの10隻見ゆ」と敵機動部隊発見の打電をした偵察員であったが、戦争中に2度も「空母発見」の再重要電を送信し海中に没することとなった。しかし、芙蓉部隊はこの貴重な情報を活かすことができず、爆装した彗星2機零戦3機を攻撃隊として再び夜間戦闘機の目を盗んで出撃させたが、彗星2機は発進後にエンタープライズのF6F-5Nに発見され、うち1機は佐世保まで敵夜間戦闘機に追い回され、福岡まで退避して雁の巣の福岡第一飛行場に燃料不足で不時着して大破し、残り1機も搭載しているロケット弾を投棄して退避を余儀なくされた。零戦3機は無事に出撃できたが、敵空母に接触することができずに帰還している。
宇垣は、第58任務部隊を攻撃するため、5月14日黎明に500kg爆弾を搭載した零戦の特攻機28機を出撃させたが、その中の6機が第58任務部隊を発見し突入した。その中の富安俊助中尉操縦の零戦が、エンタープライズに雲を利用しながら巧みに接近し雲中から様子をうかがっていたが、エンタープライズが左に変針したのを確認すると、雲底から突如として現れ、曲技飛行のスプリットSのマニューバで背面飛行のまま40～50度の急角度で急降下し飛行甲板上の前部エレベーターに突入した。500kg爆弾は5層の甲板を貫通し最下層で炸裂し、前部エレベーターの残骸は空中130mに吹き上げられた。火災も発生したが弾薬や燃料の誘爆はなかったので13分後に鎮火した。しかし、エレベーター部分に大穴があき、飛行甲板は歪み、もはや飛行機の発着は不可能な程の深刻なダメージを被った為、16日に修理のためにアメリカに回航されそのまま終戦まで復帰することはなかった。ミッチャーはバンカーヒルに続いて旗艦エンタープライズを特攻で破壊されることとなり、旗艦を空母ランドルフへ移さざるを得なくなった。
菊水六号作戦までの芙蓉部隊を含む日本陸海軍航空機によるアメリカ軍航空基地に対する夜間攻撃は、度々、大爆発や大火災などの戦果報告はあっているものの、飛行場機能に支障をきたす様な損害を与えることはできていなかった。この頃には、海兵隊は夜間戦闘機を含む戦闘航空隊15、爆撃航空隊2、アメリカ陸軍飛行隊は、P-61“ブラックウィドー”を装備した夜間戦闘機隊を含む戦闘航空隊10、爆撃航空隊16を沖縄本島や伊江島の航空基地に進出させており、戦力は充実する一方であった。海兵隊の夜間戦闘機を含む戦闘機部隊は、沖縄の航空基地から出撃すると、フランク(四式戦闘機)やジャック(雷電)などの日本軍新鋭機の護衛戦闘機を制しながら、多数の特攻機を撃墜していた。
この頃の芙蓉部隊機は洋上航法の負担軽減と燃料節約の意味合いから高度3,000ｍから4,000ｍで飛行していたが、この高度ではアメリカ軍のレーダーには確実に捉えられ、またアメリカ軍夜間戦闘機の絶好の迎撃高度にあたり、アメリカ軍夜間戦闘機との接触頻度が上昇し撃墜される機も出ていた。しかし芙蓉部隊の任務はあくまで“進攻爆撃”であり、夜間戦闘機部隊と言いながら空戦の訓練も十分には行ってなかったにも拘らず、跳梁する夜間戦闘機に苛立つ美濃部は、ある日、屋久島上空でP-61を目撃したという津村国雄上飛曹の報告を聞くや、「なぜ斜銃を撃たなかった!?」と叱責している。しかし、津村は相手が鈍重な重爆撃機ならともかく、夜間戦闘機とは名ばかりで、実際は攻撃機的な運用しかしていない芙蓉部隊の彗星であれば、アメリカ軍の強力な夜間戦闘機相手では返り討ちにあう確率が高いと考えてあえて攻撃しなかったという。
第58任務部隊は旗艦のエンタープライズが撃破されると沖縄方面に引き返したので、艦載夜間戦闘機の跳梁はなくなったが、特攻に苦しめられていたアメリカ軍がその対策として、B-29を日本の都市や工業地帯への絨毯爆撃から、九州の特攻基地攻撃の戦術爆撃に転用しており、引き続き、鹿屋もほかの九州の各基地と同様に連日B-29から激しい爆撃を加えられていた。B-29の戦力の75％、延べ2,000機がこの特攻機基地攻撃に振り向けられたため、一時的ではあったが、本土の大都市や工業地帯の爆撃による被害が軽減されている。B-29の他にも、沖縄から出撃したB-24などの爆撃機や、硫黄島から出撃したP-51などの戦闘機も連日来襲した。
海軍航空隊は第三三二海軍航空隊や第三五二海軍航空隊といった一部の戦闘機部隊が来襲するアメリカ軍爆撃機の迎撃を行なったが、海軍航空隊はB-29迎撃に不慣れであったので、B-29迎撃は陸軍航空が主力となり、陸軍戦闘機による対空特攻も行われた。4月18日に太刀洗飛行場に来襲した112機のB-29のうちの1機「ゴナ.メイカー」機に、飛行第4戦隊で編成された特別攻撃隊「回天制空隊」の指揮官山本三男三郎少尉搭乗の二式複座戦闘機屠龍が体当たりし撃墜した。5月7日にも同じ第4戦隊の村田勉曹長機が「エンパイアエクスプレス」機に特攻してこれを撃墜している。陸軍の戦闘機隊がB-29を相手に特攻も交えて防空戦を戦っているなかで、海軍の第五航空艦隊の航空機の多くは、地上での機体の損害を軽減させるため、大型機を後方に下げて、戦闘機などの小型機を分散配置しており、芙蓉部隊の戦闘機も迎撃には参加せず擬装され隠匿されていたため、戦力が分散していた芙蓉部隊を含む第五航空艦隊は、九州に接近してきた第58任務部隊に対して、強力な反撃を加えることができなかった。同様な経過を辿った3月17日からの九州沖航空戦では、第五航空艦隊の全力反撃により5隻の空母を撃破するという戦果を挙げていたが（日本軍は空母5戦艦2重巡1不詳1轟撃沈と判断）、今回は反撃力の不足から、戦果はエンタープライズ1隻撃破に終わり（日本軍は特空母1炎上と判断）、第五航空艦隊司令部は、このままでは九州の日本軍航空基地に反撃力がないとアメリカ軍に見透かされ、本土侵攻の時期が早まりかねないと危機感を抱くこととなった。

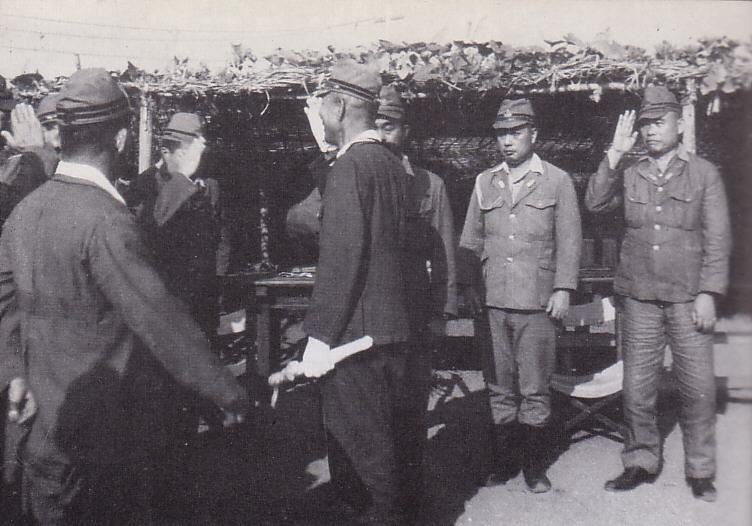
芙蓉部隊に岩川基地への移動を命じた第5航空艦隊司令部幕僚ら、中央の白い短刀を持っているのが司令官の宇垣

第五航空艦隊の宮崎隆先任参謀は、今回の戦闘経過を分析して以下の所見を述べている。
- 今回の敵機動部隊補足攻撃の成果があがらなかったのは、敵機動部隊の発見が遅れて、しかも九州方面に来襲する可能性は低いと判断したことと、我が航空兵力が分散後退配備されており、集中使用が困難であった
- 我が戦力が分散していたので、戦果も挙がらなかったが、損害も少なかった
- 兵力の分散配備を改め、第1戦法必成上2段配備の必要があると認めて、兵力の配備基準を定める

鹿屋への空襲激化やこの度の敵機動部隊の九州接近を鑑みて、第五航空艦隊は5月13日付で以下の兵力の配置換えを命じた。
1. 昼間索敵隊　彩雲は鹿屋と松山　紫電は鹿屋
2. 夜間哨戒機　飛行艇は詫間　陸攻は大部と美保と一部鹿屋
3. 夜間攻撃隊　銀河と四式重爆撃機飛龍（海軍指揮下で運用）は美保と大分又は大村[375]
4. 夜間戦闘機隊（芙蓉部隊を含む）　岩川または志布志
5. その他　従前通り

この兵力配置換え検討以前から、岩川基地は特攻機用の秘匿基地として整備工事が進んでおり、この配置換え命令によって、西条海軍航空隊分遣隊の、神風特別攻撃隊白菊隊と、芙蓉部隊が使用することとなった。美濃部は5月中旬に第五航空艦隊司令部の命令に従って、芙蓉部隊を鹿屋から約27kmに離れた岩川に移動させた。
岩川に移動した芙蓉部隊に、5月15日付けの辞令で、美濃部の海軍兵学校で2期後輩にあたる座光寺一好少佐が着任することとなったが、美濃部の待遇については発令がなかったので、この異動の意図を訝しんだ美濃部は、第五航空艦隊司令部に辞令の意図を確認した。第五航空艦隊司令部からは「君はマラリアで弱っているから、しばらく休め」という答えが返ってきたため、美濃部は病気を理由に自分を外し芙蓉部隊で特攻を推進させる気ではと疑った。しかしこの辞令は、美濃部がソロモンで罹患していたマラリアのぶり返しで、時折40度の高熱で人事不省になるなど、床に臥すことが多くなっていることを知り、指揮能力を懸念した第五航空艦隊司令部が交代要員を望み、人事局も美濃部がマラリアで疲労していることをかねてから気にかけており、座光寺に転勤命令を出したというのが真相であった。座光寺も美濃部に藤枝に下がって休養してもらうつもりで岩川に着任したが、その配慮を知らなかった美濃部は頑として聞き入れず、思い余って食事改善のときと同じように、第五航空艦隊司令官の宇垣に直談判し、引き続き岩川で指揮を執るのは美濃部であるということを認めてもらった。座光寺は美濃部の要請を受け入れ副官格として藤枝で訓練の指揮を執ることとなった。

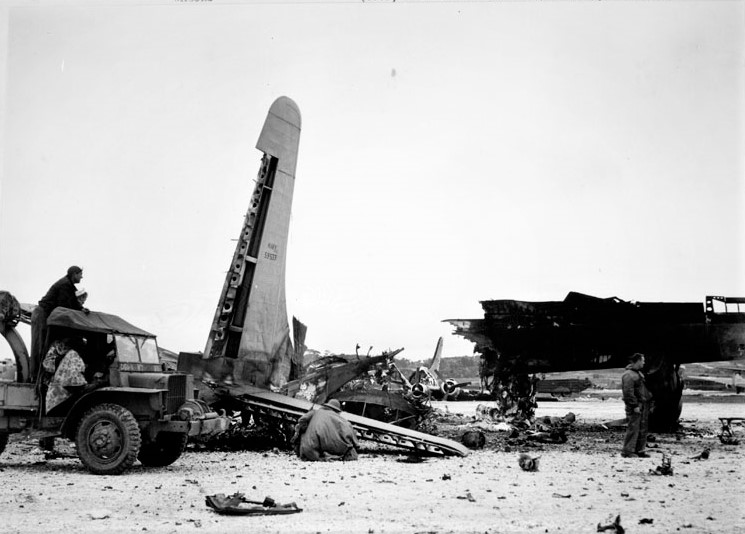
義烈空挺隊の突入で撃破されたアメリカ軍大型輸送機や爆撃機

大本営は、第32軍の沖縄南部への撤退と特攻作戦の援護のため、残された航空戦力を集中してアメリカ軍航空基地を攻撃することとし、5月24日に開始された菊水七号作戦では陸軍の義烈空挺隊による沖縄本島の飛行場への空挺特攻作戦（義号作戦）を決行した。参謀本部は、義烈空挺隊輸送機として九七式重爆撃機12機、飛行場夜間爆撃機として四式重爆撃機12機、九九式双発軽爆撃機10機の投入を命じ、海軍の宇垣は義号作戦を援護するため、一式陸上攻撃機17機、銀河13機、それに護衛として夜間戦闘機12機（芙蓉部隊以外の所属機）の投入を決定した。義号作戦とそれに伴う夜間爆撃は、過去最大規模での沖縄のアメリカ軍航空基地への夜間攻撃となった。
海軍も従来に増して航空基地攻撃に力を入れており、多数の陸上攻撃機の投入に加えて、より爆撃効果をあげるため、爆撃機に時限爆弾を搭載させて出撃させている。陸軍においても、事前に陸軍大臣の阿南惟幾大将や参謀本部第1部長宮崎周一中将が鹿児島に来訪するなど、沖縄戦最大規模のアメリカ軍航空基地への夜間攻撃となる本作戦に陸海軍ともに大きな期待を寄せ、可能な限りの航空戦力が投入されることとなったが、これまで航空基地攻撃を行ってきた芙蓉部隊には出撃の命令が出ることはなく、芙蓉部隊は5月15日～24日までたっぷりと時間をかけて岩川基地に移動し、攻撃当日の24日には竣工式や今後の作戦会議などを開催していた。さらに美濃部は、鹿屋からの移動で疲労した隊員を労って按摩の手配をし、夜には美濃部の提案で蛍狩りを酒の肴に酒宴を愉しむなど、沖縄のアメリカ軍航空基地を巡って最大の死闘が繰り広げられていたにもかかわらず、芙蓉部隊にとって実質的な休養日となった。
日本陸海軍は各アメリカ軍航空基地に対し、6回にも及ぶ重爆撃機と陸上攻撃機による夜間爆撃を加えたのち、義烈空挺隊員が搭乗する九七式重爆撃機6機が北飛行場、2機が中飛行場に強行着陸をはかったが、7機が対空砲火により撃墜され、残り1機が北飛行場滑走路上への胴体着陸に成功した。胴体着陸した機体の中から10名～11名の完全武装の空挺隊員が飛び出してくると、アメリカ軍と激しい銃撃戦をしながら、地上にあるアメリカ軍航空機に手榴弾と焼夷弾を投げつけ、燃料集積所を破壊した。激しい戦闘により、アメリカ軍機9機が破壊炎上、29機が損傷、70,000ガロンのガソリンが焼き払われ、アメリカ兵20名が死傷したが空挺隊員は翌朝までに全員戦死した。北飛行場は修理のため翌朝8時まで使用不可となった。帰還した陸軍の重爆撃機搭乗員は、読谷飛行場が大混乱に陥り、次から次にアメリカ軍航空機が炎上していたと報告しているが、重爆撃機搭乗員の報告を裏付けるように、アメリカ軍従軍記者もこの読谷飛行場の状況を「地獄さながらの混乱」と記述している。中飛行場も打撃を被っており、第五航空艦隊司令部は、嘉手納飛行場は使用できないので沖合の空母に着艦せよというアメリカ軍の無線を傍受している。また北飛行場で対空砲火を被弾した重爆撃機のうちの1機が高射砲に体当たりして、高射砲を操作していたアメリカ軍海兵隊員8名が戦死した。
沖縄の航空基地攻撃に投入された海軍の陸上攻撃機は、伊江島の飛行場も爆撃し60名のアメリカ兵を死傷させるなど大きな戦果を上げているが、この攻撃は、第八〇一海軍航空隊と第七〇六海軍航空隊で編成された出水部隊の一式陸上攻撃機6機によるもので、そのなかの竹野敦少尉が操縦する315号機と板倉保信上飛曹が操縦する133号機の緩降下爆撃による戦果であった。ようやく日本軍は、一時的な効果とは言え、今まで芙蓉部隊や陸軍の重爆撃機でできなかったアメリカ軍飛行場機能に支障が出る規模の打撃を与えることに成功した。アメリカ軍もこの予想外のコマンド攻撃に衝撃を受けており、米国戦略爆撃調査団報告書において「連合軍飛行場への自殺（特攻）攻撃」と紹介され「相当な成果をあげた」と評価されるなど、主要な軍の公式戦史、報告書、アメリカ軍機関紙星条旗新聞、従軍記者の報告、司令官レベルの将官の伝記などに詳細に記述されている。
沖縄のアメリカ軍飛行場を巡る最大の激戦ののち、休養十分の芙蓉部隊に第5航空艦隊から出撃命令が下されたが、攻撃目標は義烈空挺隊や同じ海軍の出水部隊が大損害を与えた飛行場ではなくアメリカ軍艦隊とされた。岩川基地からの初出撃となった5月25日未明は、曇天で夜間攻撃には絶好であり、敵機動部隊の索敵と攻撃のために彗星15機と零戦4機が屋久島南方200マイルに出撃した。出撃する隊員の前にはぼたもちの他に、硫黄島の戦いで美濃部が特攻を命じた時と同じように別杯が並んでいた。美濃部は別杯を前にした搭乗員らに「攻撃はすべて命令した通り、諸君らの健闘を祈る。」と発破をかけたが、美濃部が考案した対機動部隊の攻撃法とは、「黎明銃爆特攻隊を準備し、最後は人機諸共に（空母の）甲板上に滑り込んで、甲板上の敵艦載機を履き落とす」という特攻作戦であり、実質的な特攻出撃を命じられた初陣の搭乗員らは、出されたぼたもちに手を付ける気になれず出撃した。この日は敵艦を発見することができず全機帰還することとなり、義号作戦の敵飛行場制圧の効果を活かすことはできなかったが、夜明け前の着陸となったのにもかかわらず初陣の搭乗員も含めて全機無事に着陸することができ、新基地岩川が十分使用できると実証できたのが唯一の収穫となった。
翌5月27日未明には前夜に引き続き敵機動部隊への索敵攻撃と上空哨戒のほかに対潜掃討という多様な任務を帯びて彗星8機と零戦4機が出撃。機動部隊索敵攻撃の彗星は昨日に引き続き敵艦を発見できず帰還、その中で機位を失ったと思われる彗星1機が未帰還となった。潜水艦攻撃任務の零戦4機は、上田一飛曹の零戦が浮上中の敵潜水艦を発見、芙蓉部隊の零戦は爆装することはないため、上田は急速潜航する潜水艦に向けて20ミリ機銃を撃ちこんだが、海中の潜水艦に対して機銃で致命傷を与えることは無理であり、海中深く潜航する潜水艦に対して打つ手はなかった。

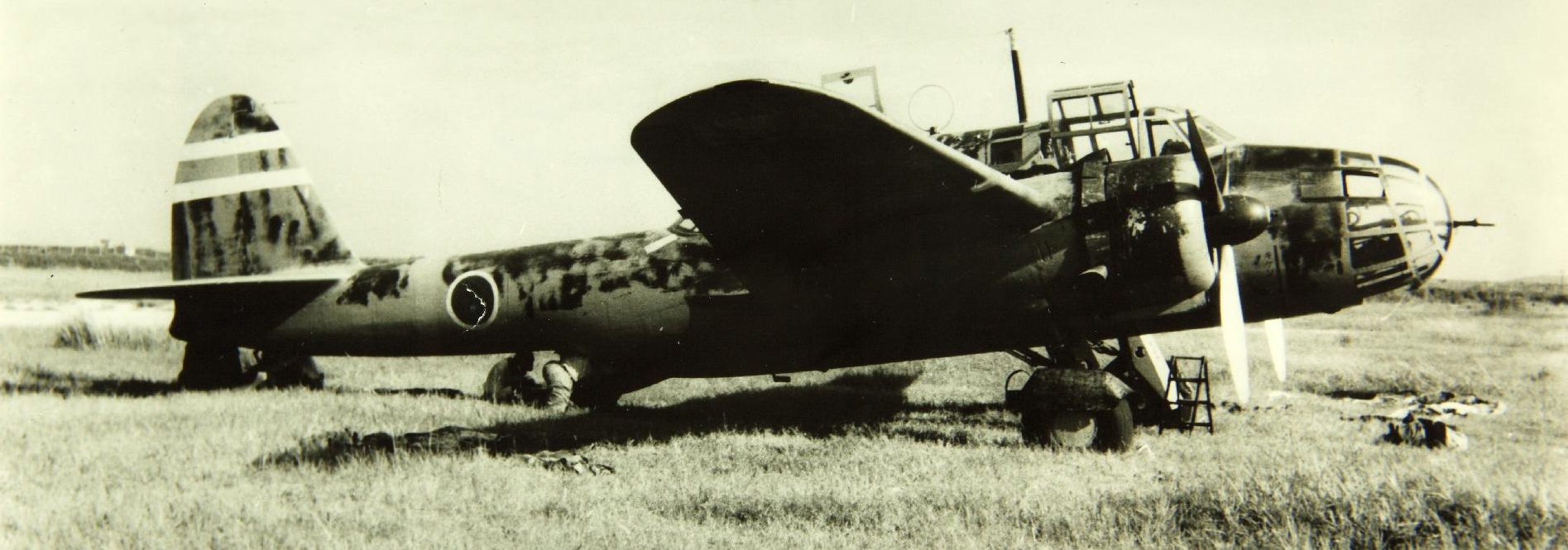
芙蓉部隊の彗星とともに沖縄のアメリカ軍飛行場を爆撃し続けた九九式双発軽爆撃機、陸軍飛行隊最後の沖縄のアメリカ軍飛行場爆撃をしたのも本機

菊水八号作戦は5月27日から開始された。28日、悪天候を押して芙蓉部隊の彗星2機が沖縄に到達、1機が三十一号光電管爆弾を北飛行場に投下、全機生還した。5月下旬には、すでに沖縄戦は末期的状況に入りつつあり、連合艦隊の指揮下で特攻や敵航空基地攻撃を行ってきた陸軍飛行隊第6航空軍が、すでに沖縄への航空作戦に予定以上の航空兵力を投入し、これ以上沖縄に航空兵力を投入しても、兵力を無駄に消耗するのみと判断して、連合艦隊司令長官が豊田副武大将から小沢治三郎中将に交代した際を見計らって連合艦隊の指揮下から脱して、決号作戦準備のため航空戦力の温存を図ることにした。5月28日に芙蓉部隊と時を同じくして、第6航空軍は伊江島飛行場を4機の双発軽爆撃機で攻撃したが、これが陸軍による沖縄の敵航空基地への最後の航空攻撃となり、この後は陸軍重爆撃機は効果の薄い敵航空基地攻撃を諦めて、沖縄の地上部隊へ補給物資の空中投下任務を命じられている。この空中投下により沖縄の地上部隊の手元に届いた補給物資は少なかったが、兵士らにわずかではあるが希望を与える効果はあったという。現実的判断で沖縄に見切りをつけた陸軍に対し、艦船のほとんどを失った海軍は、地上戦が中心となる本土決戦には消極的で、沖縄での航空決戦を継続していくこととしている。このころには、沖縄での航空決戦を主導してきた軍令部1部長兼大本営海軍部参謀富岡定俊少将も、「沖縄でアメリカ軍に大打撃を与えて和平交渉の場に引きずり出す」という沖縄航空決戦による「一撃講和」は困難になったとは認識していたが、敵の消耗を企図する出血作戦として、枯渇していた航空戦力では効果の薄い特攻、通常攻撃による艦船攻撃、敵航空基地攻撃に航空戦力を投入し続けることとした。芙蓉部隊も未帰還機が増える一方でありながら、この後も海軍の方針に従って沖縄への出撃を継続している。

#### 6月

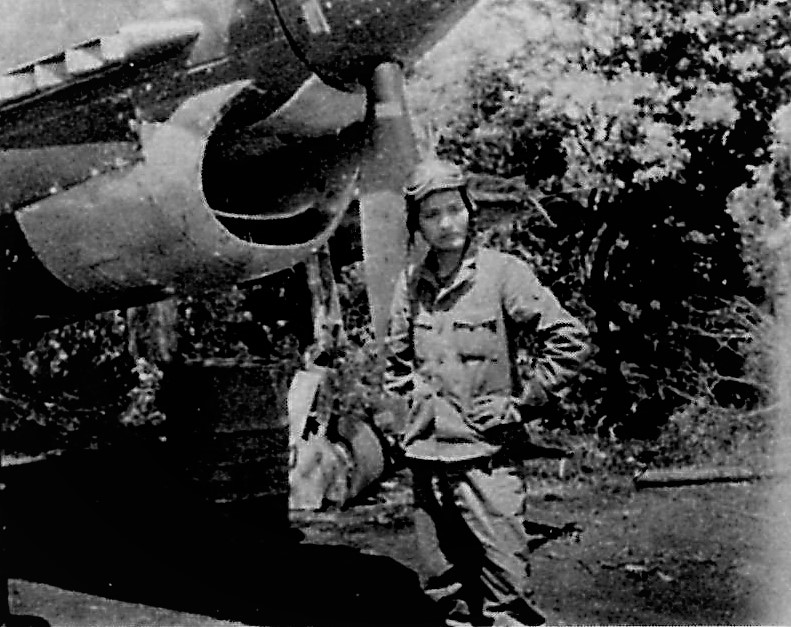
岩川基地で彗星の前に立つ戦闘812飛行隊井戸哲上飛曹長、林のなかに秘匿されている状況がよくわかる写真

5月31日に芙蓉部隊は後方の藤枝基地から彗星9機と零戦2機の補充を受け、戦力は彗星37機、零戦16機と充実した。藤枝から着任する隊員は、熱海温泉でゆっくり静養などをしたのちに岩川に進出してきているが、前線で疲労困憊しながら連日戦っている他の日本陸海軍航空隊搭乗員と比較すると、芙蓉部隊は搭乗員が例外的な待遇を受けられる航空隊であった。戦力が充実した芙蓉部隊は、美濃部の独断により6月1日付で機構改革を行った。従来の戦闘八〇四、八一二、九〇一という飛行隊の枠を撤廃し、彗星隊を『坂東隊』『相模隊』『時宗隊』に再編成し、零戦隊を『人龍隊』に統合している。
6月に入って沖縄は梅雨入りし天候はすぐれなかったが、天候がわずかに回復した6月3日に菊水九号作戦が発令された。芙蓉部隊も3日～8日に索敵出撃したが、すべて空振りに終わったのに対して、離着陸時にぬかるむ滑走路に脚をとられて彗星1と零戦1が大破してしまった。6月8日未明、部隊は彗星10機で伊江島飛行場にむけ出撃、故障や天候の悪化による帰還機が続出し、突入できたのはわずか4機であったが、戦果として三か所に火の手が上がったとの報告があった。美濃部はその報告を聞いて「燃料集積所に命中したのではないか」と推定している。6月9日には彗星10機中6機が到達、F6F-5Nの迎撃をかわして光電管爆弾を投下した。誘爆を確認したものの、彗星3機が対空砲火で撃墜されるという大きな損害を被った。6月10日夜、夜間制空に7機が出撃、うち1機の彗星夜戦（一二戊型）が米軍の夜戦P-61を発見した。反航戦で撃ちあった後に離脱し、同航戦に持ち込んだのち、斜銃による撃墜を報告した（アメリカ軍の記録では、同日のP-61損失は戦闘・非戦闘いずれもなし）。芙蓉部隊においては、彗星を夜間戦闘機と称してはいたが、搭載機関砲による射撃訓練を行っておらず、芙蓉部隊の彗星の空戦能力は無いに等しかったが、この戦果を報告した中川義正一飛曹はフィリピンにおいて、夜間戦闘機月光で白昼にP-38を撃墜したり、B-24を同じ月光の体当たりで全損に追い込むなど、個人的に空戦技術に優れた搭乗員であった。
6月11日夜から梅雨のため天候が崩れて、芙蓉部隊は出撃を見合さざるを得なくなっている。その間、芙蓉部隊員らにとって長い休息となったが、漫然と休んでいたわけではなく、11日から16日にかけて、「写真資料判読」「航法」「会敵処理」などの座学に勤しんでいる。鹿屋に進出した当初は多くの熟練搭乗員を擁していた芙蓉部隊も、戦闘により多くの戦死者を出していたので、このころには乙飛18期生や甲飛12期生などの未熟な搭乗員の比率が増えて、芙蓉部隊全体の熟練度も低下しており、指導する美濃部の語気も荒くなっていた。また、芙蓉部隊の機体の大半は露天掩体にカバーをかけただけの雨ざらしの状態で駐機していたので、梅雨空で雨に打たれる彗星や零戦の整備に整備士の苦労は増すばかりであった。芙蓉部隊が機体の整備と未熟な搭乗員の育成に明け暮れている中でも、日本軍機は悪天候下で作戦を続けており、6月16日の夜20時30分に沖縄本島南端の500ｍ沖合を航行していた駆逐艦 トゥィッグス (駆逐艦)に、日本軍雷撃機が、夜間飛行にもかかわらず海面を嘗めるような超低空で接近、至近距離で魚雷を投下すると、自らもトゥィッグスの艦首上空を一旦飛び越したのちに反転して体当たりし、これを撃沈するという戦果を上げている。
6月21日、菊水十号作戦が発動され、芙蓉部隊は白菊と零式観測機が行う夜間特攻の援護のため、伊江島飛行場を10機の彗星で攻撃する計画であったが、天候悪化で出撃できたのは6機に止まり、沖縄まで進撃できたのはたった3機であった。引き返した中で米倉稔上飛曹・恩田善雄一飛曹搭乗機が志布志湾に墜落、伊江島に達した島崎上飛曹・千々松中尉搭乗機はP-61に撃墜され、2機の彗星を失なうなど特攻機支援は失敗に終わった。芙蓉部隊は撃退されたが、特攻機白菊は、 リパン (艦隊曳航船)と中型揚陸艦 LSM-59に曳航された駆逐艦バリーを攻撃し、バリーと LSM-59に命中した。LSM-59は直ちに沈没し10名のアメリカ兵が死傷した。白菊1機が命中したバリーも翌日の6月22日に沈没した。 また、付近にいたLSM-213にも命中し、13名の死傷者を生じさせ、これを大破除籍に追い込むなど、練習機白菊での特攻は美濃部から「昼間なら何千機進撃してもバッタのように叩き落とされる」と酷評されていたが、美濃部が、芙蓉部隊だけが成し遂げた世界戦史上例を見ない離れ業と胸を張っていた、レーダーや電波誘導のない目視での大距離夜間攻撃を、芙蓉部隊より短期間で育成された教育課程を終えたばかりの搭乗員が、白菊で成し遂げて戦果を挙げている。アメリカ軍も、通常は戦力とはならない未熟な搭乗員が操縦する練習機が、困難なはずの夜間攻撃で戦果を挙げていることに対して警戒を強めていた。
6月22日未明に零戦6機が索敵攻撃には出撃したが、敵を発見できずに帰還した。これが、芙蓉部隊の菊水作戦における最後の出撃となった。

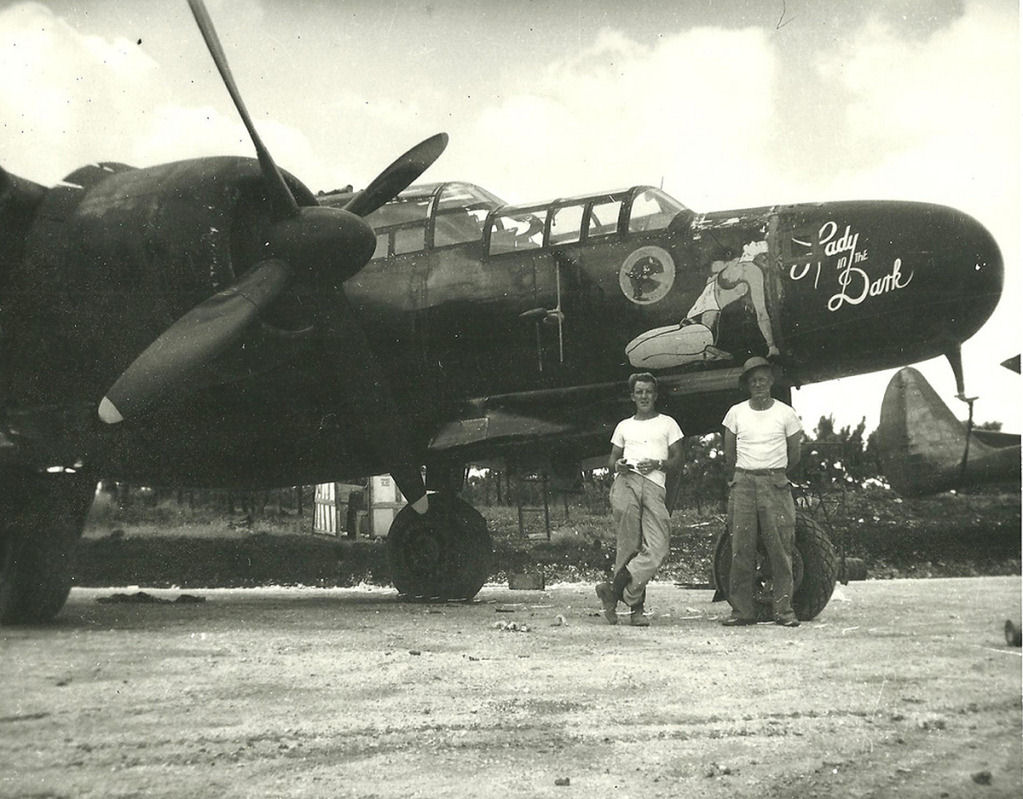
フィリピンから沖縄に進出し芙蓉部隊とも戦った第548夜間戦闘機隊のP-61“レディオブザダーク”機、同機はアメリカ軍における第二次世界大戦最後の撃墜（陸軍の一式戦と二式単戦）をした機体

6月23日未明に、第32軍司令官牛島満大将と参謀長の長勇中将が、沖縄本島南部摩文仁村（現・糸満市）の司令部壕内で自決し、沖縄における日本軍の組織的な抵抗は終わった。3ヶ月間で特攻機1,895機 通常作戦機1,112機 を失った天号作戦は終わったが、芙蓉部隊の沖縄に対する夜間爆撃は続行された。沖縄戦でのアメリカ海軍の損害は、アメリカ軍の公式記録上では艦船沈没36隻、損傷368隻、艦上での戦死者は4,907名、負傷者4,824名と大きなものとなったが、その大部分は特攻による損害で、アメリカ海軍史上単一の作戦で受けた損害としては最悪のものとなっている。
6月25日にも21日と同様に、前回失敗した夜間特攻の援護のため芙蓉部隊は全力出撃。特攻隊の突入を援護するため、14機が敵夜戦哨戒し各飛行場の陽動攻撃を行った。このうち5機の彗星が光電管爆弾と60kg爆弾を飛行場に投下し、海兵隊のF6Fと陸軍のP-61の夜間戦闘機数機が追尾してきたが、それらを振り切って全機生還することができた。特攻機は不調により引き返した機を除き十数機が突入したが、今回は芙蓉部隊の陽動の甲斐なく戦果はなかった。

### 本土決戦準備

#### 7月

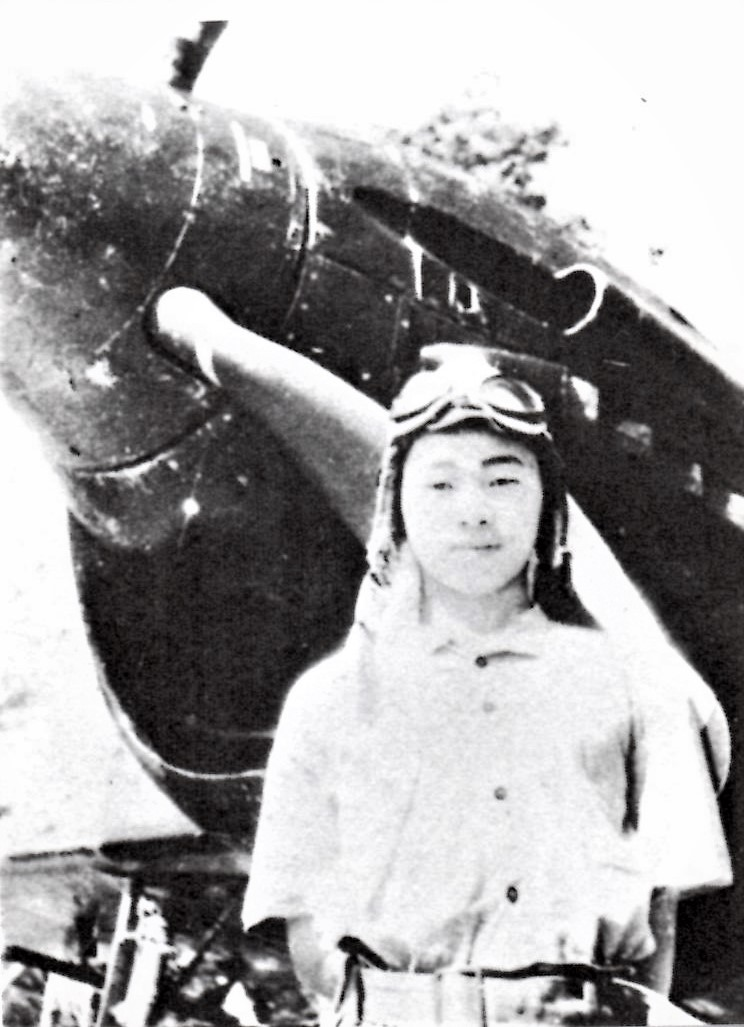
1945年初夏、藤枝基地で訓練中の芙蓉部隊島川二飛曹、後ろの彗星は夜間戦闘機型で右主脚のすぐ外側にロケット爆弾搭載用のレールが見える

7月2日に台湾から出撃した海軍の陸攻2機が、伊江島飛行場を夜間爆撃して大火災4か所の戦果を報告し無事に帰還した。台湾の第七六五海軍航空隊は、所属の陸攻と月光にて芙蓉部隊と同様に沖縄のアメリカ軍航空基地を夜間攻撃してきたが、航空戦力の枯渇によりこの7月2日が最後の航空基地攻撃となった。陸軍飛行隊はすでに5月28日でアメリカ軍航空基地攻撃を止めており、7月3日以降、沖縄アメリカ軍航空基地へは芙蓉部隊のみが攻撃を継続することとなったが、日本軍の攻撃が手控えになったことより、沖縄のアメリカ軍航空兵力の増強は加速化し、マリアナや硫黄島から飛来するアメリカ軍機も含めて、日本本土へのアメリカ軍機の来襲はほぼ連日の日課となった。特に7月10日以降は空前の激しさで、7月の約1か月間で日本本土に来襲したアメリカ軍機は延べ20,000機を数えるに至っている。
芙蓉部隊は天候の悪化が一段落した7月3日午前1時、彗星8機と護衛の零戦6機で対夜戦哨戒と伊江島飛行場爆撃を実施した。しかし、この時期になると各飛行場に海兵隊のF6F-5Nと陸軍のP-61が配備されており、有効射撃圏外の高空からの爆撃で、対空砲火からの損害を軽減させていた芙蓉部隊であったが、夜間戦闘機が大きな障害となっていた。この攻撃も夜間戦闘機に阻まれて攻撃に失敗、彗星2機が未帰還となった。敵夜間戦闘機に苦戦する芙蓉部隊は7月4日と5日に夜間戦闘機制圧作戦を行うこととし、4日には彗星4機と零戦3機が、18試6番27号ロケット爆弾や28号ロケット爆弾といった、空対空爆弾である三号爆弾をロケット爆弾化した新兵器を装備し出撃したが、夜間戦闘機と遭遇することなく帰還した。翌5日には零戦3機は引き続き夜間戦闘機制圧に出撃したが、彗星4機は艦船攻撃任務のために斜銃を装備せずに出撃した。すると、皮肉にもP-61は艦船攻撃任務の彗星と遭遇し、彗星は艦船攻撃用に装備していた18試6番27号ロケット爆弾をP-61に発射し、戦果を確認できないままに退避した。強力な火力と邀撃レーダーを装備するP-61の攻撃力は日本軍機を遥かに凌駕し、第418夜間戦闘機航空隊 のメジャー.C.スミス少佐のようにP-61のみで5機の日本機を撃墜したエースもおり、日本軍機にとっては非常に難敵であったが、芙蓉部隊機がP-61との遭遇回数に比して撃墜される機が少なかったのは、大型で機動が緩慢なP-61に対して、高速での蛇行や急降下し回避するなどの急機動を駆使したからであった。坪井のように手慣れた搭乗員は、P-61が日本軍機を射程に収めると味方撃ちを防ぐためオレンジ色の灯火をつけるが、それをいち早く察知すると、チャフを撒きながら急速降下で回避することができた。
7月15日夜に悪天候を冒して6機が出撃したが会敵せず、18日に10機が出撃するも、夜戦と故障、悪天候に阻まれ、3機のみが沖縄に到達した。うち北飛行場へ光電管爆弾を投下した彗星は、2か所の小火災発生を報告したが、彗星2機が未帰還となった。北飛行場で小火災を発生させる戦果を挙げた川口次男上飛曹、池田秀一上飛曹の彗星が伊江島飛行場に近づくと、北飛行場が攻撃されたにもかかわらず、まったく灯火管制もせずに夜空に煌々と輝いていた。池田はその光景を見ると、「野郎……ナメテヤガル」と爆撃を成功させたのにも拘わらず、まったく警戒すらにされていないことに怒りを感じたが、操縦員の川口も同じ思いを抱き「機銃掃射するぞ」と伝声管で池田に伝え、彗星を反転させて高度30ｍで伊江島飛行場に接近して銃撃を行った。さすがにそのときは灯火が消えたが、川口と池田の彗星が伊江島から離脱するや、すぐに灯火が灯された。その光景を見た川口と池田は「ナメテヤガル、もう一度やったろか！」と激高、再度彗星を反転させると、伊江島の南から侵入して銃撃を敢行し、再度伊江島の灯火が消えるのを確認してから帰投している。
伊江島に寄り道をした川口と池田の彗星は、岩川に到着した頃には燃料をほとんど使い果たしてしまい、指揮所からの「着陸マテ」の指示にもかかわらず強行着陸を試みたが、着陸時にぬかるんだ滑走路で車輪がめり込んで損傷し、池田が負傷した。秘匿性には秀でていた岩川基地であったが、肝心の滑走路は、コンクリートで舗装された部分はごく一部で、残りの殆どの部分は軟弱地盤に近くの菱田川からすくってきた砂利を押し固めただけのものであり、雨が降るとぬかるみ、もともと主脚が弱いのが欠点とされていた彗星 多数が離着陸時に大破して失われている。アメリカ軍は、日本軍航空戦略に対する評価で「日本軍の飛行場が粗末なものであったことも、作戦中の損失率を高くした要因のひとつであった。日本軍は連合軍ほどには舗装滑走路を重要視していなかった」「日本本土でさえ、陸軍飛行場で舗装滑走路をもっていたのは全体の50％にも達していなかった」と未舗装の粗末な滑走路が、日本軍航空戦力の大きな制約要因になったと分析しているが、岩川基地もアメリカ軍がいうところの「粗末なもの」の一つであった。

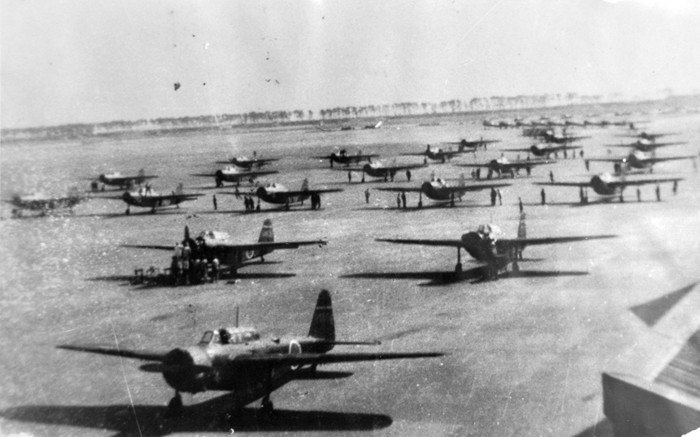
岩川基地にも配備されていた練習機白菊（写真は徳島空）美濃部に「バッタのごとく墜とされる」酷評されたが、特攻で駆逐艦2隻、中型揚陸艦1隻を撃沈するなどの戦果を挙げている

7月23日、第五航空艦隊司令官宇垣が岩川基地を視察に訪れる。宇垣と美濃部は乗馬してから基地内を回ったが。宇垣は、基地の巧みな秘匿状況に感心し、芙蓉部隊の活躍を褒め、美濃部の統率も高く評価している一方で、西条海軍航空隊の白菊が地上に分散して置かれていることには懸念を示している。美濃部は夜間戦闘機の活用を宇垣に訴えた。宇垣も昼間に制空権を確保できない現状を鑑み「同意を表する所なり」としている。宇垣は第五航空艦隊の特攻兵力が枯渇し、練習機や水上機といった機体まで特攻に出撃させていたにもかかわらず、芙蓉部隊には優先的に彗星や零戦といった第一線機を補充することを許可したり、芙蓉部隊の食事の改善の手配をしたり、座光寺着任時には美濃部の直談判に応え、美濃部の地位を保障する辞令を発令するなど、美濃部に様々な支援を行っているが、美濃部自身には、何度も出頭し宇垣と面談しているのに、やさしい言葉ひとつかけてもらったこともないという記憶しなかった。岩川基地の視察は、宇垣と美濃部がお互いに乗馬が得意であったので、馬に乗って巡回したが、轡を並べて会話しているうちに、美濃部は宇垣が父親が息子を案ずるように語り掛けてくれていると感じ胸が熱くなっている。宇垣は美濃部に「この辺は米軍上陸の矢面となろう。この地は君に委ねる。多くの部下を抱えて大変だろうが、よろしく頼む。もう再び会うことはないかもしれんなぁ」と語りかけたのに対して、美濃部はようやく宇垣が芙蓉部隊を高く評価していたことを認識し、宇垣の思いやりが心の奥までしみこみ「ご心配をおかけします。未熟者ですが精いっぱいやります」と答えるのが精一杯であった。宇垣は、3月21日に神風特別攻撃隊 梓隊銀河24機のウルシーへの出撃を見送った際に「吾も亦何時かは彼等若人の跡追ふものと覚悟しあるに因る」と、必ずあとから行くと心に決めていた。
宇垣の視察後の7月23日と25日にも芙蓉部隊は敵機動部隊の索敵攻撃に出撃したが、敵機動部隊を発見することはできなかった。帰路に大野実中尉の零戦が潜水艦の潜望鏡を発見し、僚機とともに急速潜航する潜水艦に機銃掃射し損傷させたと報告したのが唯一の戦果となった。（23日、25日両日に該当のアメリカ側潜水艦の被害記録なし）。
7月28日、芙蓉部隊は29機を投入し、北飛行場と伊江島飛行場爆撃、敵夜戦哨戒、潜水艦攻撃を実施した。飛行場爆撃任務11機のうち、彗星5機が敵夜間戦闘機の哨戒をすり抜けたが、うち爆撃できたのは4機で、光電管爆弾を滑走路に命中させて4か所の炎上を報告した。残る1機は対空砲火で被弾し爆撃できず帰還、着陸に失敗し大破している。6機は天候不良や機体不調により引き返し、うち5機が天候や残燃料の問題で岩川ではなく鹿屋に着陸したが、逆に敵夜間戦闘機の襲撃を受けてしまい、2機の彗星が爆発炎上、1機が大破し合計3機を失ったが、搭乗員は機を離れており人的な被害はなかった。翌7月29日には11機で敵機動部隊索敵攻撃、3機で伊江島攻撃を実施したが、雲が低くまで垂れこめ視界不良であったため、全機帰還することとなった。そのうち佐久間秀明中尉、長山舜一二飛曹が搭乗する彗星は、視界を失い洋上に不時着した。操縦していた長山は行方不明となったが、偵察員の佐久間は岸まで泳いで生還し、美濃部からは「お前、足あるか？」と冗談で迎え入れられた。ほかにも1機が着陸時に大破、この日も攻撃することもなく2機を失い、28日～29日の2日間で十分な成果も挙げないまま合計6機の彗星を失っている。7月末には芸能慰問団が岩川を訪れ、落語、漫才、寸劇を披露したが、戦局の重圧に押しつぶされた隊員らの顔に笑顔はなく、その様子を見た美濃部は、勝算なき戦いで部下を犠牲にする無意味さ罪深さを実感し、自分の軍隊指揮の限界を思い知らされている。美濃部自身も、7月上旬に岩川に視察に訪れた実兄の軍令部参謀太田守少佐から、総理大臣鈴木貫太郎らが終戦交渉を極秘裏に進めているという話を聞いて考えが大きくぐらついていた。

#### 8月
実兄の話や部下の様子を見て「誰かにたすけてほしい」との弱気も心に抬頭していた美濃部ではあったが、宇垣と同様に、これまで戦死していった多数の部下を「いずれ後からいく、それまで待ってくれ」と送り出しており、戦争が最終局面に至った8月に入っても引き続いて、悪天候でなければ沖縄飛行場攻撃、対潜掃討、索敵に十数機を出撃させていた。しかし、隊員たちの間にはすでに絶望感が蔓延しており、隊員の一人であった坪井は「あぁ、何とか俺たちの命でもって勝てないものだろうか」「我々が死ぬから何とかこの戦いに勝たせてほしい」と神頼みのような切実な思いを抱くようになっていた。
8月6日には、沖縄から出撃した爆撃機A-26と戦闘機P-47が近くの都城市を爆撃したが、そのなかの一部が岩川にも来襲し、岩川駅に機銃掃射を加え市街に焼夷弾を投下し、被弾した国民学校で助教師が死亡するなど住民に死傷者が出た。この攻撃はのちのオリンピック作戦準備のための南九州一帯への攻撃の一環であったが、岩川基地がアメリカ軍に発見されていないと誤認していた美濃部は、岩川基地を秘匿するためとして戦闘機搭乗員からの出撃の懇願を却下しており、空襲の被害を被った周辺住民たちは芙蓉部隊が多数の戦闘機を擁しながら「逃げ隠れしているのか」と不満を抱いていたという。その後も南九州一帯には、アメリカ軍の陸海軍機多数が来襲したが、日本軍機を探しても全く見つからないアメリカ軍戦闘機は、目標を民家や鉄道や車両などにして執拗に機銃掃射をしている。
8月に入ってから、索敵任務中の彗星の夜戦が鹿児島から霧島方向に侵攻中のB-24　3機とPB4Y-2　1機の編隊と遭遇し、25番の三号爆弾を投下、重爆3機の撃墜を報告している。美濃部は岩川基地秘匿のため、芙蓉部隊所属機に本土に侵攻する敵機の迎撃を禁じており、芙蓉部隊所属機による爆撃機の撃墜報告はこの一例のみとなった。（芙蓉部隊の公式戦闘詳報にはこの記録なく、アメリカ軍の記録でも、1945年8月中に日本本土上空で撃墜されたB-24の記録はなし）8月8日にはアメリカ軍航空基地攻撃に出撃した彗星のうちで、清水武明少尉・中野増雄上飛曹の搭乗機が「伊江島飛行場、大火災」と打電したのち未帰還となり、中飛行場に爆弾を命中させた深堀三郎上飛曹・浜名今朝二飛曹機は岩川まで帰還したが、霧のため着陸に失敗し台地に激突し、計2機の彗星が失われた。美濃部は自著で清水・中野機1機の爆撃により伊江島飛行場で揚陸直後の600機の航空機を撃破したなどと主張しているが、そのような事実はなく、伊江島に配備されていたP-47戦闘機隊は、同日32機で熊本の緑川鉄橋を爆撃、8月10日と12日には多数のP-47が出撃して宮崎の各地をナパーム弾で爆撃したり機銃掃射をするなど活発な作戦行動を行っている。

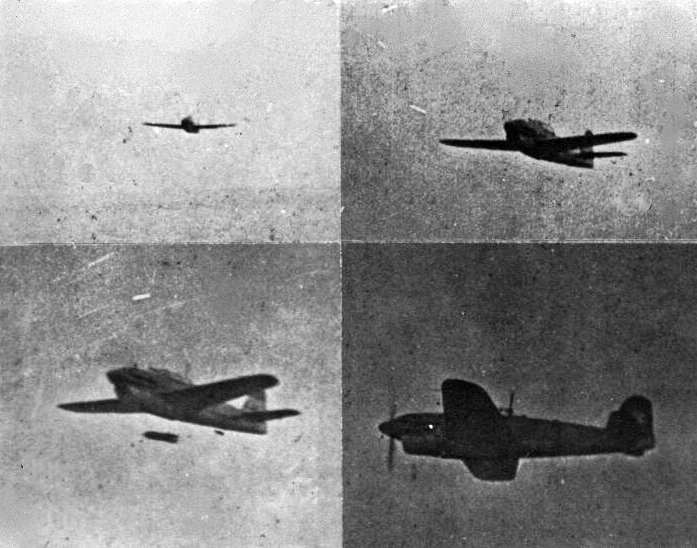
芙蓉部隊の主力機彗星一二型が爆撃する瞬間の連続写真、ただしこれは芙蓉部隊以外の機が1944年4月に空母レキシントン (CV-16)を攻撃したときのもの

終戦直前の8月12日にも、芙蓉部隊は沖縄敵航空基地攻撃に出撃しており、藤井健三中尉と鈴木晃二上飛曹搭乗の彗星1機が伊江島飛行場を攻撃したが、既にアメリカ軍は7月に入ってから、芙蓉部隊の単独攻撃となっていた沖縄の飛行場に対する航空攻撃を全く脅威とはみなしておらず、警戒どころか灯火管制すらしていなかったので、この日もアメリカ軍飛行場は灯火管制をすることもなく、全面的に照明をともしており眩いばかりであった。藤井と鈴木は「向こうはあかあかと電気をつけているのに、こちらはコソ泥のように攻撃にいくのか」「なめやがって」と7月に伊江島を銃撃した川口と池田と同様な憤りを覚えながら急降下して250kg爆弾を投下したが、軽く見られたのか対空砲火すらまばらであった。
一方で特攻もこの頃には芙蓉部隊と同様に夜間攻撃が主体となっていた。終戦間近のこの時期で来襲する特攻機の機数は激減していたが、アメリカ軍艦隊は警戒を緩めておらず緊張感が持続しており、アメリカ海軍水兵は夜間に絶え間なく続く戦闘配置命令でほとんど夜寝ることができず疲労困憊していたなど、全く警戒していないアメリカ軍飛行場とは対照的となっていた。同じ12日には、芙蓉部隊と同様に特攻ではなく通常攻撃任務に従事してきた海軍航空隊第九三一海軍航空隊の天山4機が20時45分に、バックナー湾に停泊している戦艦ペンシルベニアに夜間攻撃をしかけて魚雷を命中させている。ペンシルベニアは艦尾に30フィートの大穴があき、上甲板に海面が迫る程大量に浸水し、3つのスクリューのうち2つが破壊されるという深刻な損傷を被った。また20名の戦死者と10名の負傷者が出たが、負傷者の中には第1戦艦戦隊司令官のジェシー・B・オルデンドルフ中将も含まれていた。的確なダメージ・コントロールで沈没は逃れたが、沖縄戦における通常攻撃機での夜間攻撃最大の戦果となった。翌13日には夜間攻撃の特攻機が、同じくバックナー湾に停泊中の攻撃輸送艦 ラグランジ に命中、ラグランジは大破し、101名の死傷者を出す甚大な損害を被っている。特攻機に対する夜間攻撃対策としてアメリカ軍は各艦艇に、灯火管制と煙幕の展張を命じており、また、夜間の特攻機はアメリカ軍の対空機銃から発射される曳光弾を辿ってアメリカ軍艦艇を攻撃してくるため、各艦個別の対空射撃を禁止するほどの徹底ぶりだった。
8月14日にも芙蓉部隊は4機の彗星が沖縄に出撃したが、雲が厚く、ようやく雲の切れ間を発見して降下すると、飛行場ではなく物資の揚陸地点であった。彗星は揚陸地点の物資の山に250kg爆弾を投下し帰還したが、1機が未帰還であった。（未帰還機搭乗員の官姓名不明）この彗星が芙蓉部隊最後の未帰還機となった。
美濃部は戦後に、決号作戦（本土決戦）準備を進める軍に対して、軍高官は「もはや戦いの名目もない狂者の戦」を続けるよりは全員切腹して天皇にお詫びすべきであった、と強く非難の思いを抱いていたと回想しているが、沖縄での敗戦が明らかとなっていた時点では、軍命は重く逆らえなかったとして、『芙蓉部隊決号作戦計画』という、芙蓉部隊全員と付近住民も巻き込んだ最後の特攻自爆作戦を考案している。

### 終戦

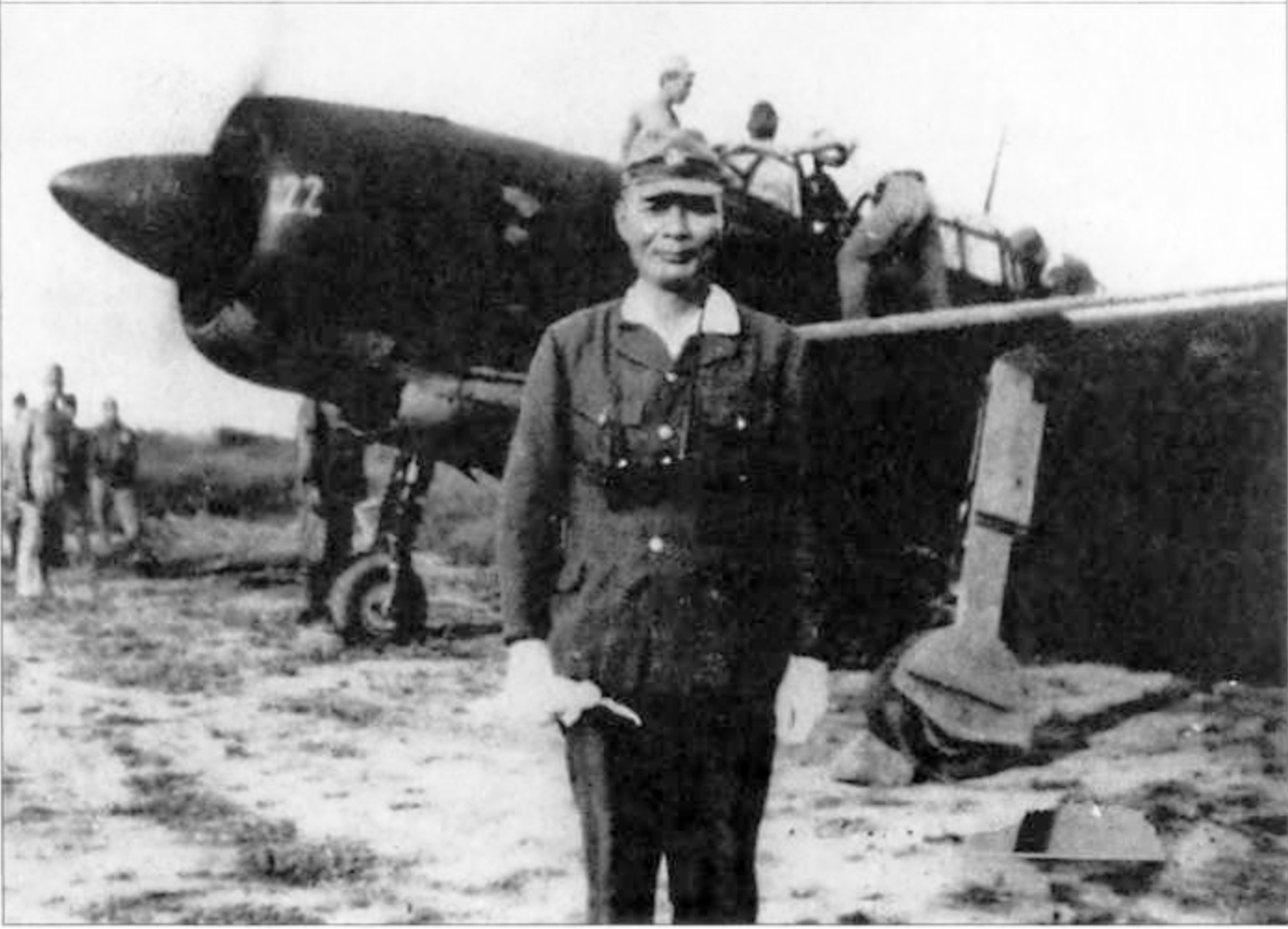
玉音放送後に特攻出撃した第五航空艦隊司令官宇垣纏中将、乗機は芙蓉部隊主力機彗星一二型の水冷エンジンから空冷エンジンに換装された彗星43型

1945年8月15日、ポツダム宣言受諾を伝える昭和天皇の玉音放送が放送され、多くの国民や兵士が終戦を知った。芙蓉部隊は岩川と藤枝で対応が分かれ、藤枝では指揮官の座光寺が全隊員に放送を聞くように命令し、隊員は指揮所前に集合して放送を聞いている。岩川は藤枝のように統率がとれておらず、指揮所前に整列して放送を聞いた隊員がいた一方で、指揮官の美濃部は一部搭乗員と図上演習をしており放送を聞いていなかった。美濃部は玉音放送の内容を新聞電報で知ったが、本当に終戦が昭和天皇の意思であったのか疑っていた。そのような状況で、懇意にしていた三〇二空司令小園が、玉音放送後に全軍に打電した「赤魔の謀略に翻弄されたる重臣閣僚等は、上聖明を覆い奉りて、前古未曽有の詔勅の渙発を拝す」「日本は神国なり、絶対不敗なり、必勝の信念に燃ゆる我等実施部隊員が、現態勢を確保して、醜敵の撃滅に団結一致せば、必勝は絶対に疑いなし、各位の同意を望む」との徹底抗戦決起を促す檄文 を受信すると、「やはり思った通りだ！ この詔勅は陛下のご本意ではないのだ」と小園の檄文を妄信し、「三〇二空が立つのなら呼応する」という電文を全軍に向けて打たせている。その後、全搭乗員を集めると「座して神州が汚されるのを見るより、むしろ武人の節を全うして死のう。指揮官の意思に従う者はついてこい！」と訓示している。情勢を冷静に見極めていた副官の徳倉は、徹底抗戦を主張する美濃部を「（抗戦は）止めた方がいいですよ、もうアカンでしょう。」と諫めたが、「指揮官は相談相手すらいない孤独なもの」と考えていた美濃部が聞き入れることはなかった。その後も第五航空艦隊司令部からは何の指示もなく、美濃部は「頼りにならぬ司令部」と非難しているが 玉音放送後、美濃部を評価・支援してきた第五航空艦隊司令の宇垣は、中津留達雄大尉以下11機の彗星を連れて終戦後の私兵特攻に出撃し死亡しており、第五航空艦隊司令部も混乱を極めていたのを美濃部が知る由もなかった。
玉音放送後も第五航空艦隊隷下の各部隊は自衛警戒を主とする作戦を継続した。徹底抗戦を決心した美濃部は、8月16日に高知海軍航空隊が発した「南方に敵機動部隊らしきもの見ゆ」との報を受けると、戦闘準備した彗星12機、零戦8機を出撃させたが、敵艦隊は発見できなかった。この敵艦隊発見は誤報であったが、芙蓉部隊と同様にこの報告を受けて出撃準備をしていた宿毛基地の特攻艇第一二八震洋隊で爆発事故が発生し、23隻の震洋が誘爆、特攻隊員26名、基地隊員111名の合計137名が爆死した。爆発の威力は凄まじく、兵舎として利用していた民家4軒は全壊、周囲の十数戸の民家も爆風で傾いていた。この誤報の責任を重く感じた高知空司令の加藤秀吉大佐は、副官らが自決しないよう軍刀や拳銃を取り上げたにもかかわらず、井戸に飛び込んで自決してしまった。芙蓉部隊は17日にも20機の彗星と零戦を戦闘準備させたうえで、南九州沖に索敵攻撃に出撃させているが、この日もアメリカ軍との接触はなく全機無事に帰還している。終戦の詔勅が出ているにもかかわらず出撃を命じたことについて美濃部は、第五航空艦隊などの上級司令部からの指示がないなかで、捕虜や降伏の方法についての定めがない日本軍の戦陣訓の伝統に縛られたせいであったと著書に記述している。
藤枝においても、8月17日に三〇二空の戦闘機が決起を促すビラを撒いていき、隊員らのなかに抗戦の空気が流れつつあったが、指揮官の座光寺はそんな隊員らの様子を見て、士官らを士官室に集めるや拳銃を上に向けて2～3発発射し「ともかく戦争に負けた。このさい軽挙妄動は禁物である。連合軍がどのような措置をとるかは分からないが、子孫にわれわれの精神を受け継がせよ。きさまたちが海軍の伝統をけがすような行動に出たら、即刻射殺するぞ！」と訓示した。この座光寺の強い意志で、藤枝の芙蓉部隊隊員らは終戦を受け入れ、復員作業を開始している。座光寺の厳格な指揮で統制の取れていた藤枝に対して、岩川基地は全く統制が取れておらず、美濃部から徹底抗戦の意を伝えられて「いよいよ決戦なので、下着から飛行服まで新しいものに新調した」と回想する隊員がいる一方で、多くの隊員が終戦の事実すら知らなかったという証言もあり、徹底抗戦を決意したはずの美濃部が、芙蓉部隊の隊員らに「現存する飛行機の装備品一切を取り外し、機体番号を削り取って消せ」という命令も下している。命じられた隊員らは「裸の飛行機で突っ込めというのか!?」「どこかに機銃を隠しておこうか」などと不平不満を抱きつつ、整備員と搭乗員が協力してやすりやこてを使って機体番号を削り取り、機銃などの装備品を撤去する作業を行うなど混乱をきたしている。

第五航空艦隊の司令官は宇垣が私兵特攻で死亡後、前連合艦隊参謀長の草鹿が後任となり、8月17日に正式に補職された。第五航空艦隊には連合艦隊から参謀副長菊池朝三少将が、終戦の詔勅が出たいきさつを説明にきたが、第五航空艦隊幕僚らは納得しなかったため、草鹿は第五航空艦隊参謀長の横井俊之少将に、直接、東京の海軍省まで事情を聞きに行かせて、第五航空艦隊幕僚や現場指揮官に説明させることにし、横井が東京から戻って来る8月18日に、草鹿は美濃部ら現場指揮官を司令部に招集した。このときに美濃部は大恩ある宇垣が特攻、フィリピンで美濃部を評価してくれた大西が割腹自決したことを知って愕然としている。他にも、特攻に関係した将官・高級士官の自決が相次ぎ、陸軍航空本部長寺本熊市中将が「天皇陛下と多くの戦死者にお詫びし割腹自決す」と遺書を残して自決、他にも前第4航空軍参謀長で陸軍航空審査部総務部長隈部正美少将、航空総軍兵器本部の小林巌大佐、練習機『白菊』特攻隊指揮官、高知海軍航空隊司令加藤秀吉大佐、芙蓉部隊と同様に主に沖縄近海の艦船や飛行場へ通常攻撃を行って特攻支援をしていた陸軍の飛行第66戦隊の指揮官藤井権吉中佐、飛行教官として多数の特攻隊員を訓練し、軍令部参謀として大西と一緒になって特攻主体の本土決戦を準備していた国定謙男少佐 など、航空関係だけで58名が自決がしており、前海軍次官で終戦時軍事審議官だった井上成美大将は、戦後に続いた将官・高級士官の自殺を「責任の地位にある者が自殺するのは、当人の自己の生涯は飾れ満足かも知れないが、これが自殺流行の風潮となり、誰も今後のことを顧みなくなるのは国家の大きな損失である」と憂いている。
8月18日、美濃部は自分で零戦を操縦して大分飛行場の第五航空艦隊司令部に出頭した。横井は集まった美濃部ら部隊指揮官らに、東京の海軍本省で聞いてきた詔勅が出たいきさつを説明した。特に横井が「自分はいかになろうとも国民の命を助けたい」との昭和天皇の御前会議での発言を朗読すると、それまでいきり立っていた指揮官らもがっくりと頭を垂れて、すすり泣きやむせび泣く声が室内に充満した。草鹿は、横井が一通り説明を終わると「いったん陛下が戦争をやめよ、といわれれば私はそれに向かって全力をあげざるを得ない。われわれは戦うも戦わざるもひとつに大命のままである」「自らの思うところに従い行動するということならば、まずこのわたしを血祭りにあげて、しかるのちことをあげよ。いけないと思ったら即座にやれ」と身を挺して諭した。草鹿は会議参加者に酒をふるまい、みんなで乾杯して大きな混乱もなく会議は散会となった。

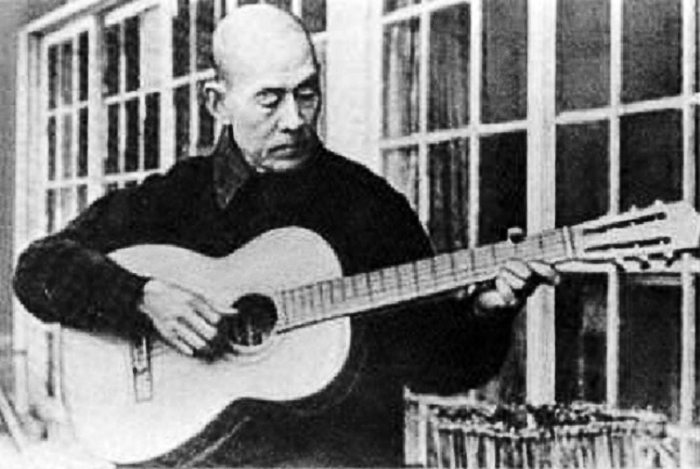
戦後の元海軍次官井上成美、終戦直後に相次いだ特攻関係者ら軍高官の自決を嘆き、1945年9月14日から第5航空艦隊の各基地を巡り、美濃部ら各指揮官らに統制ある終戦処理を行うように指導している

美濃部は、この第五航空艦隊の会議に勅使として参加していた軍事審議官井上成美大将から、会議後にひとりだけ呼ばれて、直々に「君の部隊はこれまでよく戦った。今になって降伏とは腹にすえかねよう。しかし、聖断が下った今、若い者が多く大変であろうが自重してもらいたい」と声をかけられたと主張しているが、大分で開催された第五航空艦隊の8月18日の会議に井上が参席していたという事実はなく、終戦直後の8月16日の昼から米内光政の海軍大臣留任のため、軍事参議院で意見調整するなど奔走したのちも、東京の海軍省と 起居していた水交社を往復し、8月21日には、緑十字機でマニラに飛び、ダグラス・マッカーサー司令部と終戦事務処理の打ち合わせしてきた杉田主馬書記官から海軍省内で報告を受けていた。井上が九州入りしたのは、終戦事務を進めていた第五航空艦隊で一部混乱が生じていたことを懸念した海軍大臣米内が、井上に9月10日付官房第409号で第五航空艦隊の査閲を命じる訓令を出してからであり、井上はこの訓令により、空路で九州入りすることにしたが、すでに日本の空は進駐軍の管制下で、飛行許可を取るため進駐軍に接収された横須賀基地に出向いて、井上自らが得意のキングズイングリッシュで手続きを済ませている。井上は9月14日に海軍の零式輸送機で第五航空艦隊司令部のある大分に飛び、その後24日まで松山、美保を廻り、終戦事務の査閲を行っている。査閲のさいに井上は美濃部ら各指揮官と面談し、統制ある終戦処理を推進して帝国海軍の有終の美を飾るよう説いている。
第五航空艦隊は、芙蓉部隊に不穏な動きがあるとは認識しておらず、むしろ、一番気にかけていたのは、特攻機桜花などで特攻作戦を推進した第七二一海軍航空隊（通称神雷部隊）の動きであった。事実、司令の岡村基春大佐は、玉音放送の日に自ら航空機を操縦して大分に飛び、第五航空艦隊司令部に抜刀せんばかりの勢いで乗り込んできていた。しかし、会議の日の岡村は、8月15日以降殆ど食事もとっておらず憔悴しきっており、草鹿や横井の説明に異を唱えることはなかった。神雷部隊桜花隊の湯野川守正大尉は、場合によっては草鹿を射殺しようと拳銃をしのばせていたが、草鹿は湯野川を呼び止めると「どのような事態がこようと、軽挙妄動はいかんよ。歯を食いしばって堪えるのだ。これから辛い時代が始まるが、すべては君たち若い者にかかっている。たのむよ」とあやすような口調で言って聞かせた。湯野川は声あげて泣きながら「実は私は、長官のお命をいただく覚悟で参りました。のぼせあがっておりました。私にも数十人の部下がおりますが、私がかならずまちがいのないように掌握いたしますから、その点どうか安心ください。」と答えている。この湯野川とのやり取りは草鹿も記憶しており、ほかに大きな混乱もなく会議は散会となっている。岡村は松山基地に戻ると「大命に従う。自重せよ」と言葉すくなに訓示し、神雷部隊は粛々と終戦を受け入れた。岡村はこののちも多くを語ろうとせず、終戦から3年経過した1948年7月13日に海軍航空基地のあった茂原駅付近で鉄道自殺をとげている。
岡村と同様に、常に指揮官先頭を標榜し、沖縄戦では全力決戦死闘で指揮官である自らも先頭に立って散華し、天皇や国民に詫びるべきと決心していた美濃部ではあったが、草鹿と横井の説得で他の指揮官同様に抗戦を諦め、また、他の多くの特攻関係者のように自決を決意することもなく、岩川に帰り芙蓉部隊隊員を集めると「戦争は終わった。負けた！」と徹底抗戦断念を告げた。その場にいた搭乗員の坪井は、司令部出頭前からは美濃部の態度がコロッと変わったように見え、他の抗戦を焚きつけられていた隊員からも「今さらそんなこと言われても……」「戦わせてください、死ぬ覚悟はできているんです」と猛烈な突き上げを受けることとなった。美濃部は騒ぐ隊員らを大喝で鎮めると、泣きながら日本の軍隊は天皇陛下の軍隊であると説得し、最後は「陛下の御聖断が下された以上、その聖慮に沿い、矛を納める……あくまで戦わんとする者は私を斬っていけ」と草鹿が美濃部らを諭したときと同じように身を挺して隊員をなだめた。
草鹿らの説得で降伏を受け入れた芙蓉部隊に8月20日には司令部から復員の命令が届いたが、進駐軍に対する不穏な行動を抑止するため、「24時間以内に基地から2km圏外に離脱し、隊員はすみやかに復員せよ」という急なものであった。公共交通機関は麻痺状態にあり命令は実現困難であったので、美濃部は隊員たちに部隊の飛行機を用いて復員することを許可した。司令部の許可もなく、アメリカ軍への機体引き渡しの際にひともめすることが懸念されたが、これが美濃部にできる隊員らへの唯一のはなむけであった。部隊の飛行機による復員は、神雷部隊などでも行われており、既に軍の組織は崩壊し、軍の規律もないに等しいことを現していた。復員をする隊員らには、とりあえず1年間の生活費として200円が支給された。
8月21日の朝に鹿屋に進出以来初めてとなる合同慰霊祭を開催、慰霊祭が終わった後で美濃部が最後の訓示を述べた。「この戦争は敗れた。だが10年たてば、ふたたび国を立てなおす可能性が出てくるかも知れない。この間、自重し、屈辱に耐えてがんばってもらいたい。10年ののち、ここにもう一度集まろう」、訓示の後、正午に零戦と彗星が引き出され発進準備を進めたが、皆がなかなか出発しようとしないなか、美濃部や残留者が「早くいけ」と急き立てた。美濃部は最後の1機が見えなくなるまで空に向けてゆっくりと帽子を振り続けた。各機は通信機などの装備を外して、故郷が同じ方向の人間を乗れるだけ詰め込んで（本来2名乗りの彗星には4名搭乗）、最寄りの飛行場で順次降ろしながら、最後の搭乗員の最寄りの飛行場で機体を焼却する手筈となっていたが、なかには焼却されず、終戦直後で物資不足の折に、乗り捨てられた零戦や彗星の部品や鋼板を付近の住民が引きはがして持っていき、最後は子供の遊び道具になってしまった機もあったという。この帰路飛行において、零戦1機と彗星1機が墜落、また部隊支援の松山航空隊の予科練習生は航空機ではなく列車で帰らされたが、道中で事故に遭遇し、終戦を迎えても4人の隊員らが無残な死を遂げている。
美濃部は復員の零戦と彗星を見送ったのちに、残務整理のため残した十数名と、高千穂山中の農家の離れ家に1年分の武器、弾薬、食料等を運び込んでいる。美濃部は草鹿らの説得で一旦は抗戦は諦めたとしながらも、進駐してきた進駐軍兵士が乱暴狼藉をはたらいたときには、この農家の邸宅の一角にある離れ家をアジトとして進駐軍に抵抗する計画であった。しかし、翌日に第五航空艦隊司令部が「第五航空艦隊幹部は原隊に復帰せよ」という命令を出したため、美濃部らはわずか1日でアジトを撤収させられ、進駐軍への抵抗を諦めて岩川に戻る羽目になった。美濃部は復員の際に一部を除いて幹部士官まで復員させてしまっていたが、第五航空艦隊司令部が原隊復帰命令を連日ラジオ放送でも呼びかけたため、いったん故郷に帰った芙蓉部隊士官が慌てて岩川に引き返している。

### 戦後

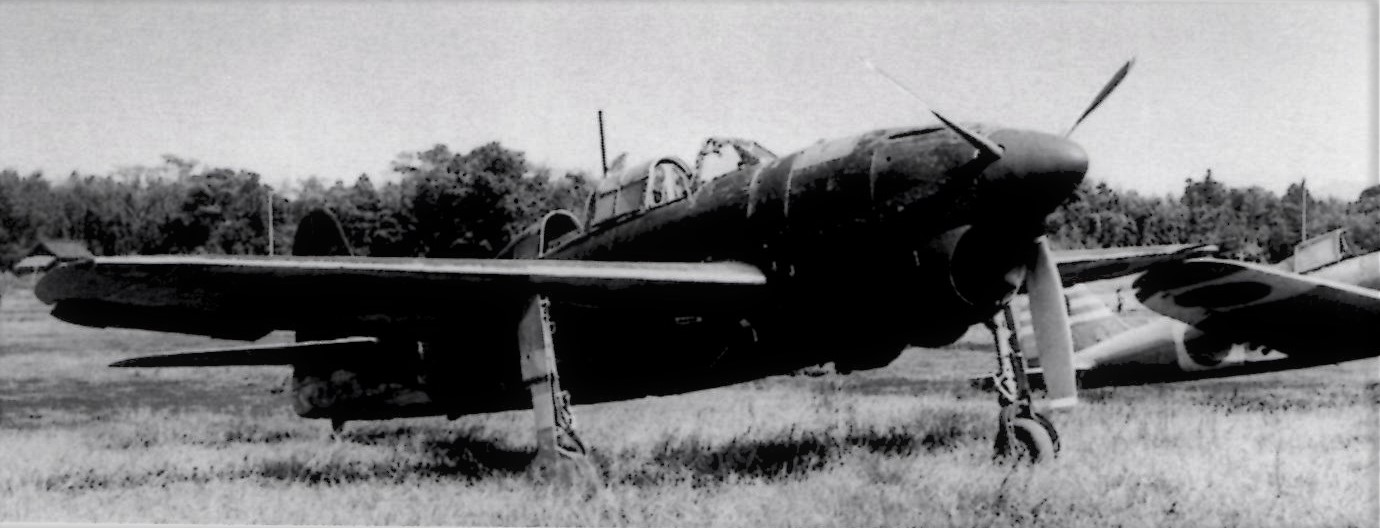
終戦後に健軍飛行場に輸送されて廃棄を待つ芙蓉部隊所属の彗星

第五航空艦隊司令官の草鹿は、総理大臣の東久邇宮稔彦王から鹿屋に進駐してくるアメリカ軍との折衝のため、鹿屋連絡委員会委員長に任じられた。終戦間もない9月3日に、鹿屋に第5空軍副司令ノーマン.デルバート.シリン大佐 を団長とする先遣隊が到着し、草鹿は他の委員会のメンバー（鹿屋連絡委員会は外務省、内務省、大蔵省等の主要官庁や鹿児島県庁からの出向者等で構成）と先遣隊を出迎えたが、アメリカ軍からは真っ先に「カミカゼボーイはどうしているか？」と特攻隊員の動向を懸念するような質問があった。そこで草鹿が「カミカゼボーイは私が解散させた。……おれがやめろと一言いえば、ひとりもでてきはせぬから、その心配はいらぬ」と説明すると、アメリカ軍側は安心し、円滑に接収交渉が進んでいる。
山中のアジトを撤収させられた美濃部らは岩川駅のそばにあった呉服店の別宅を借りて残務整理を行っていたが、そこにラジオ放送で引き返してきた多くの元隊員が合流したので、とりたてて何かすることもなく毎日ブラブラと過ごしており、美濃部が元隊員らと暇つぶしに将棋をする姿がよくみられたという。こういった状況であったため、集まった元隊員らも各自の都合で再度岩川から引き上げることが許可され、多くの元隊員は再び故郷に引き返していった。残った美濃部と芙蓉部隊幹部らで接収準備を進めていたが、10月になって海軍より元隊員らに給料20か月分を退職金として支払うように指示があった。しかし、復員時に新住所を把握できていなかった隊員も多く、退職金支給手続きが進まなかったので、美濃部はやむなく、解散した芙蓉部隊名で元隊員らに連絡先等の通知を求める新聞広告を出している。
進駐軍への岩川基地の引き渡しは、鹿屋からはかなり遅れて11月15日に行われた。40機以上の彗星と零戦を復員に使用したことは、日本国内では憲兵隊に注意を受けたのみで特に問題にはなっていなかったが、持病のマラリアに苦しみ、生きる目標がなくなっていた美濃部は、進駐軍への引渡目録に「当基地は不時着場にすぎざるところ、最近滑走路の一部をようやく転圧し、小型機の前進基地として一部使用を開始し、設備強化を準備中のところなり」「降着に際しては確認の上実施するを要す。なお大型機の降着は、めり込む恐れあり」と「使えるものなら使ってみろ」というケンカをふっかけるような説明文を和文、英文両方で添付したものを準備し、彗星や零戦を復員に使用し四散させたことを進駐軍に咎められたら、接収係官に斬りかかったのち自分も自決しようと考えて、白装束のつもりで、官給品のパラシュートを材料に流用して、岩川市内の洋服店で白無地の下着からワイシャツまでを仕立ててもらい、腰には軍刀を下げてアメリカ軍大尉の接収係官に応対した。しかし、アメリカ軍は偵察写真などによって岩川基地の詳細な概要を把握していたため、接収は美濃部が拍子抜けするほどスムーズに進み、岩川に残っていた損傷した彗星3機、零戦14機と西条空の93式中間練習機などの機材やその他機械、備品などを引き渡した後に、接収係官のアメリカ軍大尉に、刺し違えるときに使用するつもりであった私物の軍刀を差し出した。進駐軍は岩川を使用することはなく、海軍に強制立ち退きさせられていた地権者たちは月野村長の尽力により他村に移住していたが、ようやく戻ってくることができて、新たな集落が形成され平穏な生活が戻った。海軍が買い取っていた土地については国有地となり、競馬場を造るという計画もあったが最終的には耕作を希望する農家に農地や宅地として払い下げられ、発電所や通信室があった地下壕などの一部破却を免れた施設で往年が偲ばれるだけになった。
美濃部は戦後に、戦没者遺族対策や農業など職を転々としたのち、旧海軍の伝手を頼って航空自衛隊に入隊、空将まで昇進後退官し、日本電装学園学園長を61歳となる1976年まで勤めた。その後、美濃部が終戦時に「10年後に集まろう」と呼びかけた岩川基地跡地に、1977年になって戦死した隊員を慰霊する「芙蓉之塔」が建立され、除幕式と記念式典が開催された。参加者は指揮官の美濃部、副官の徳倉ら元隊員38名と遺族21名の他に、山中貞則衆議院議員、大隅町長以下役職員、海上自衛隊鹿屋基地司令他自衛隊員、建設業者関係者、農業協同組合関係者など各界から246名で、上空に自衛隊機が飛来するなど盛大なものとなった。

芙蓉部隊の練成基地であった「藤枝基地」は「静浜基地」と改名され、航空自衛隊の初級操縦教育を行っている。1980年基地内に、元芙蓉部隊隊員一同により芙蓉部隊記念碑が建立された（1996年に黒御影石にて再建）。芙蓉の名は今も第11飛行教育団第2飛行教育隊のコールサイン「FUYO」として受け継がれている。

## 戦果

### 損害
芙蓉部隊は終戦までに、出撃回数81回延べ786機が出撃、戦闘による未帰還機は零戦16機、彗星37機合計53機（沖縄戦のみの損失、かつ出撃し未帰還もしくは自爆した機数のみで地上で撃破された機や離着陸時に大破した機は含まず）、出撃延べ機数に対する損失率は6.7%、死者105名、敵を殆ど発見できなかった索敵任務を除き、飛行場攻撃や特攻機誘導などの戦闘任務だけでは、延べ341機の出撃で37機を喪失し損失率は10.9%となっている。沖縄戦における同期間内の日本海軍の通常攻撃機（艦船、地上攻撃を含むすべての攻撃、爆撃機）で、記録の残っている2,148機の出撃に対する未帰還機数は231機で損失率は10.8%となっているが、この出撃機数のうちの大半は日中の出撃機であり、夜間攻撃の芙蓉部隊と比較するとより激烈な迎撃を受けていたが、芙蓉部隊の戦闘未帰還率はこの日本軍通常攻撃全体の未帰還率とほぼ同じ水準であった。未帰還機数には含まれていない地上で撃破された機や離着陸時に大破した機を含めると、芙蓉部隊は岩川での部隊定数の70機（彗星45機、零戦25機）を遥かに超える機数を損失しており、継続的な特攻出撃こそしなかったものの、多数の航空機を失った。
- 沖縄戦途中時点の芙蓉部隊配備機数と損失機数一覧表（1945年5月15日まで）[541]

|                              | 零戦         | 彗星         | 合計          |
| ---------------------------- | ------------ | ------------ | ------------- |
| 1944年12月                   | 5機          | 12機         | 17機          |
| 1945年1月                    | 14機         | 8機          | 22機          |
| 1945年2月                    | 7機          | 3機          | 10機          |
| 1945年3月                    | 9機          | 35機         | 44機          |
| 1945年4月                    | 15機         | 40機         | 55機          |
| 1945年5月（15日まで）        | 10機         | 7機          | 17機          |
| 配備機合計                   | 60機         | 105機        | 165機         |
| 作戦損失                     | 21機         | 27機         | 48機          |
| 戦闘外損失（うち修理可能機） | 18機（13機） | 43機（27機） | 61機（40機）  |
| 総損失（うち修理可能機）     | 39機（13機） | 70機（27機） | 109機（40機） |
| 残存機数（うち藤枝基地）     | 20機（6機）  | 45機（14機） | 65機（20機）  |

※作戦損失は地上で撃破された機数を含む
芙蓉部隊の主力戦力であった彗星は、沖縄戦の特攻で零戦につぐ機数が投入されたが、それでも日本海軍各航空隊の合計で140機の損失であったのに対し、上表の通り、芙蓉部隊は単独の航空隊で、作戦内外で大量の機体を喪失しながら、指揮官の美濃部自身も自認していたように、航空本部に異例なほどに厚遇されて機体の補充は順調であり、なおかつ、補充の機体も、第11海軍航空廠で生産された新型の夜間戦闘機型彗星一二型戊や、重武装重装甲の零戦52型丙型を優先的に補充されたうえ、332空で全く故障もせずにB-29を撃墜破する戦果を上げ活躍していた彗星一二型戊を、7機全機取り上げて芙蓉部隊に配備するなど、特攻戦力の枯渇で練習機白菊まで投入した第五航空艦隊の他の航空隊と比較すると 非常に恵まれた状況であった。また、芙蓉部隊は航空本部からは夜間戦闘機隊という認識で、彗星については優先的に高速性能に優れる水冷型彗星を配備されていたが、帝都防衛のために彗星を夜間戦闘機として使用していた第302空は6機～9機の稼働機数しか配備されていないなど、他の彗星夜間戦闘機を運用している航空隊と比較しても配備機数や補充機数は非常に多かった。
人的損失については、美濃部が詳細を把握している彗星夜戦隊の搭乗員（岩川に配属された者のみ）は、全160名の搭乗員中戦死61名で戦死率は38%、零戦夜戦隊に至っては詳細な人数は不明ながら戦死率は60%と非常な高率となっている。これは、特攻に反対した指揮官として知られた岡嶋清熊少佐が率いて、沖縄戦で連日激しいアメリカ軍戦闘機と空戦を繰り広げた第203海軍航空隊戦闘303飛行隊の戦闘機搭乗員89名のうち38名戦死（戦死率43％）や、特攻隊として編成された第二〇五海軍航空隊の103名の特攻隊員中戦死者35名（戦死率34％）などと比較しても非常な高率となっている。この中には4月以降に藤枝で事故などで殉職した兵士は含まれておらず、芙蓉部隊全体では多大な死傷者を出している。芙蓉部隊の元整備兵慎田崇宏も、自分たちが大きな戦果をあげた代償で、ほかのどの部隊より大きな損害を被ったと述懐している。
芙蓉部隊は多大な損害を被りながら終戦まで戦い抜き、根拠は不明ながら特攻を凌駕するような数多くの戦果を挙げて、特攻を推進する軍上層部から戦果を秘匿されたとの主張もあるが、実際の戦果については、艦船攻撃ではアメリカ軍の損害記録などで客観的に確認できる戦果はなく、飛行場攻撃においてもダメージを与えたのかは判然としない。

### 艦船攻撃

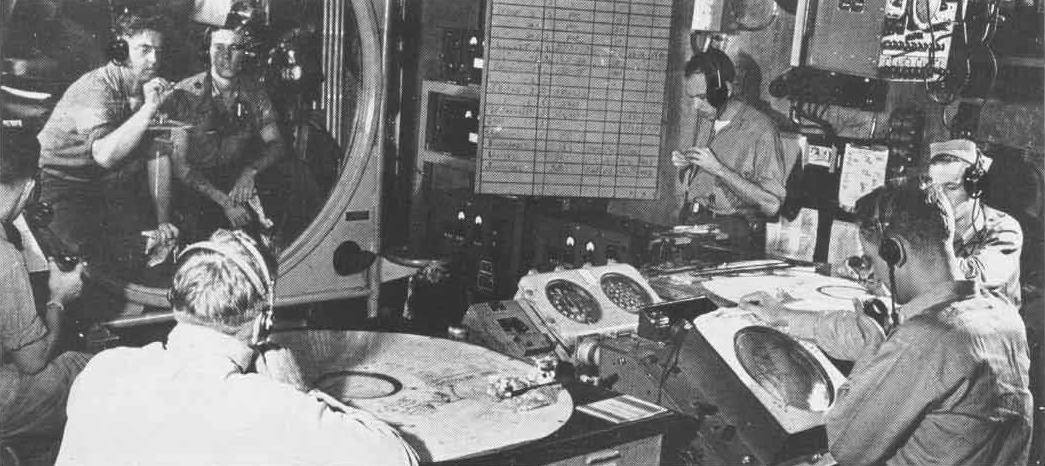
美濃部も構想した日本軍機による機動部隊への夜襲を実質的に無力化してしまった夜間戦闘専門の軽空母インディペンデンスの戦闘指揮所 (CIC)

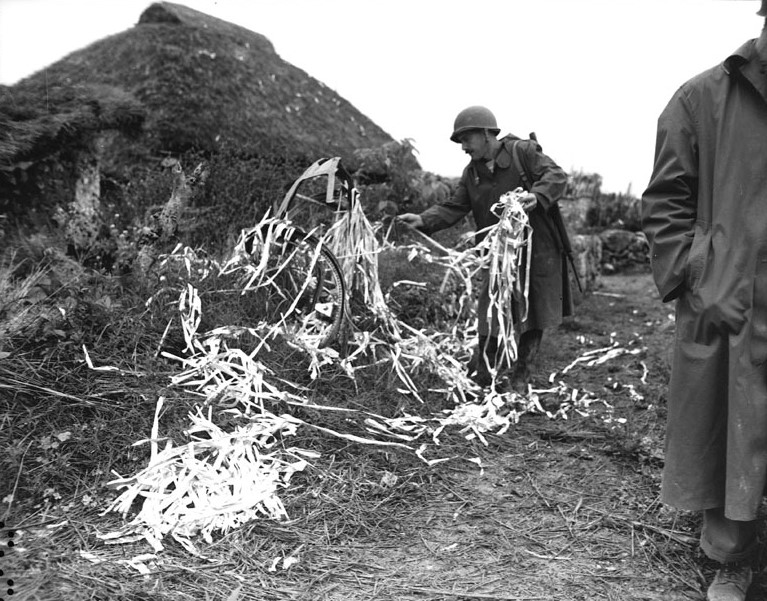
義烈空挺隊突入寸前に陸軍の重爆撃機がレーダー妨害のため読谷飛行場に投下したチャフ、芙蓉部隊も同様に特攻隊の支援や自らの飛行場攻撃支援のためにチャフを使用している

大きな損害と引き換えに挙げた総合戦果は、潜水艦1隻撃沈（この戦果を挙げたとされる5月12日にアメリカ軍に該当の被害記録なし）、戦艦1隻撃破、巡洋艦1隻撃破、大型輸送船1隻撃破（戦艦撃破については芙蓉部隊の戦闘詳報には記録なく、アメリカ軍にも該当の被害記録なし。巡洋艦、大型輸送艦についても芙蓉部隊が撃破したと報告した4月6日にアメリカ軍に該当の被害記録なし）、敵機夜戦2機撃墜（うち6月10日に撃墜したとされるP-61の1機については該当するアメリカ軍の損害記録なし）、飛行艇1機炎上、テント1個炎上を報告している。
以上の通り芙蓉部隊による艦船攻撃の戦果で、アメリカ軍の被害記録で確認できるものは一つもない。これは美濃部自身がソロモンでの夜間戦闘の戦果確認飛行で、敵艦隊を攻撃する友軍攻撃隊の様子を観察し、激しい弾幕の中で突入する搭乗員が、照明弾や曳光弾などの限られた光源しかなく、音も自機のエンジンの爆音でかき消された闇夜の戦闘の中での戦果確認は困難を極めることを痛感させられていたが、美濃部はその困難な状況で判定した攻撃機の搭乗員による過大で不正確な戦果報告が、そのまま公式の戦果報告として採用されるのを批判的な目で見ておりながら、芙蓉部隊の戦果判定も、攻撃隊搭乗員の戦果報告に基づいたためである。美濃部は攻撃隊搭乗員の目視戦果確認を信頼したうえに、なおその数倍の戦果を挙げているはずと考えていたが、これは芙蓉部隊と同様な、夜間、黎明出撃が多数行われた台湾沖航空戦にて、攻撃隊搭乗員から報告されてきた戦果を「下から報告してくるのを現場を見ていないで値切れるか」と鵜呑みにし過大な戦果発表をした大本営と同じ姿勢であった。
美濃部が芙蓉部隊を編成した最大の目的はアメリカ軍機動部隊に対する夜襲であったが、芙蓉部隊による公式戦果報告ベースでも空母に対する戦果はなかった。アメリカ軍機動部隊に対する戦術として美濃部が考案していたのは「敵制空隊の行動不如意の未明期に殺到し甲板待機の飛行機を銃撃ロケット爆撃により必中弾を以てせば飛行機なき母艦と化すは必至なり」であり、敵の戦闘機の行動が「不如意」になるはずの未明から夜間にかけて出撃し空母を攻撃して、敵が混乱している間に離脱し、最後は芙蓉部隊で銃爆特攻隊を編成して、機体もろとも敵空母に体当たりするというものであった。
しかし、アメリカ軍はトラック島を空襲のさいに、日本軍雷撃機の夜間雷撃で正規空母イントレピッドに魚雷1発が命中して損傷するなど、日本軍の夜間攻撃による損害が絶えなかったため、1944年8月以降に空母部隊の夜間戦闘能力の向上を図っていた。各空母に4-6機の夜間戦闘機を配置するとともに、正規空母エンタープライズと軽空母インディペンデンス（硫黄島の戦いのときは正規空母サラトガ）に夜間戦闘機の専門部隊を配置、夜間戦闘専門の空母群である第7夜間空母群を編成して万全の夜間防空体制を整えており、美濃部の「敵制空隊の行動不如意の未明期」という想定が机上の空論に過ぎなかったのは、日本軍による大規模な夜間、黎明攻撃が継続的に行われた、台湾沖航空戦や沖縄戦の戦闘経過でも明らかであった。
アメリカ海軍第58任務部隊の58機の夜間戦闘機隊は、沖縄戦前哨戦の1945年3月18日から沖縄戦途中の1945年5月25日の間に91機の日本軍機を夜間に撃墜している。そして芙蓉部隊も、1945年5月13日ににエンタープライズから鹿屋基地を攻撃されたときに、どうにか夜間攻撃で反撃を試みたが、出撃した直後からエンタープライズのVF(N)-90の夜間戦闘機に発見され追い回されて、出撃した2機の彗星のうち1機が不時着するなど、美濃部のアメリカ軍機動部隊に対する夜間攻撃作戦の実効性は乏しく、第3艦隊司令のウィリアム・ハルゼー・ジュニア提督は、芙蓉部隊を含む日本軍機によるアメリカ軍艦隊に対する夜襲を「それほど激しいものでも正確なものでもなく、よく訓練されたアメリカ軍の航空隊にとっては深刻な脅威ではなかった」と振り返っている。
芙蓉部隊は、他の航空隊も行っていたチャフの投下以外には、特に有効なレーダー対策を行っておらず、長距離進撃のための燃料節約や、未熟な偵察員もしくは単独で飛行する零戦夜間戦闘機のために、なるべく航法の負担を軽減する目的で、高度3,000ｍ～4,000ｍ前後での飛行を原則としており、レーダーに容易に発見される可能性が高かった。これは、特攻機がアメリカ軍機動部隊やレーダーピケット艦のレーダーをかわすため、超低空飛行の継続による進入や、真っ直ぐに目標には向かわず、他の方向に向かっているふりをしながら、直前で急角度で方向転換して、目標のアメリカ軍機動部隊に突入するなどの航法を駆使していたのとは対照的であった。
美濃部が芙蓉部隊隊員に指導していたのは、敵にレーダーで発見されないための航法ではなく、発見されてから敵機のレーダー射撃を回避するための方法であった。その指導内容も、レーダー射撃回避のための連続蛇行飛行と、敵の夜間戦闘機も最後は目視の攻撃に頼るはずであり、見張りを徹底して、レーダーで発見した敵機が接近してきても、攻撃される前に発見すれば回避は十分可能なはずなので、レーダーでの不利を目視で補う気概を持て、というものと、レーダー射撃を受けても初弾をかわせれば、敵の曳光弾を見てその下に回避せよ。といったものなどの実効性に欠ける精神論的な運頼みのものばかりであり、日本軍とアメリカ軍の科学技術力の格差もあって、レーダー対策は困難であったと美濃部自身も述懐している。そのため、芙蓉部隊は偵察任務以外でまともにアメリカ軍機動部隊に接触できたことはなく、アメリカ軍機動部隊の位置をある程度特定して攻撃に出撃したのも、2月17日硫黄島の戦いの最中に美濃部の命令で特攻出動したときと、5月13日に九州を強襲した第58任務部隊への反撃の2回しかない。2月17日の出撃の際は、攻撃隊がアメリカ軍機動部隊を発見できなかったどころか、逆にアメリカ軍艦載戦闘機と爆撃機に追尾を許して、藤枝基地を攻撃され基地と航空機に多大な損害を被り、第58任務部隊攻撃の際は前述の通り、夜間戦闘機に追い回されて、アメリカ軍機動部隊に近づくことすらできなかった。

### 飛行場攻撃

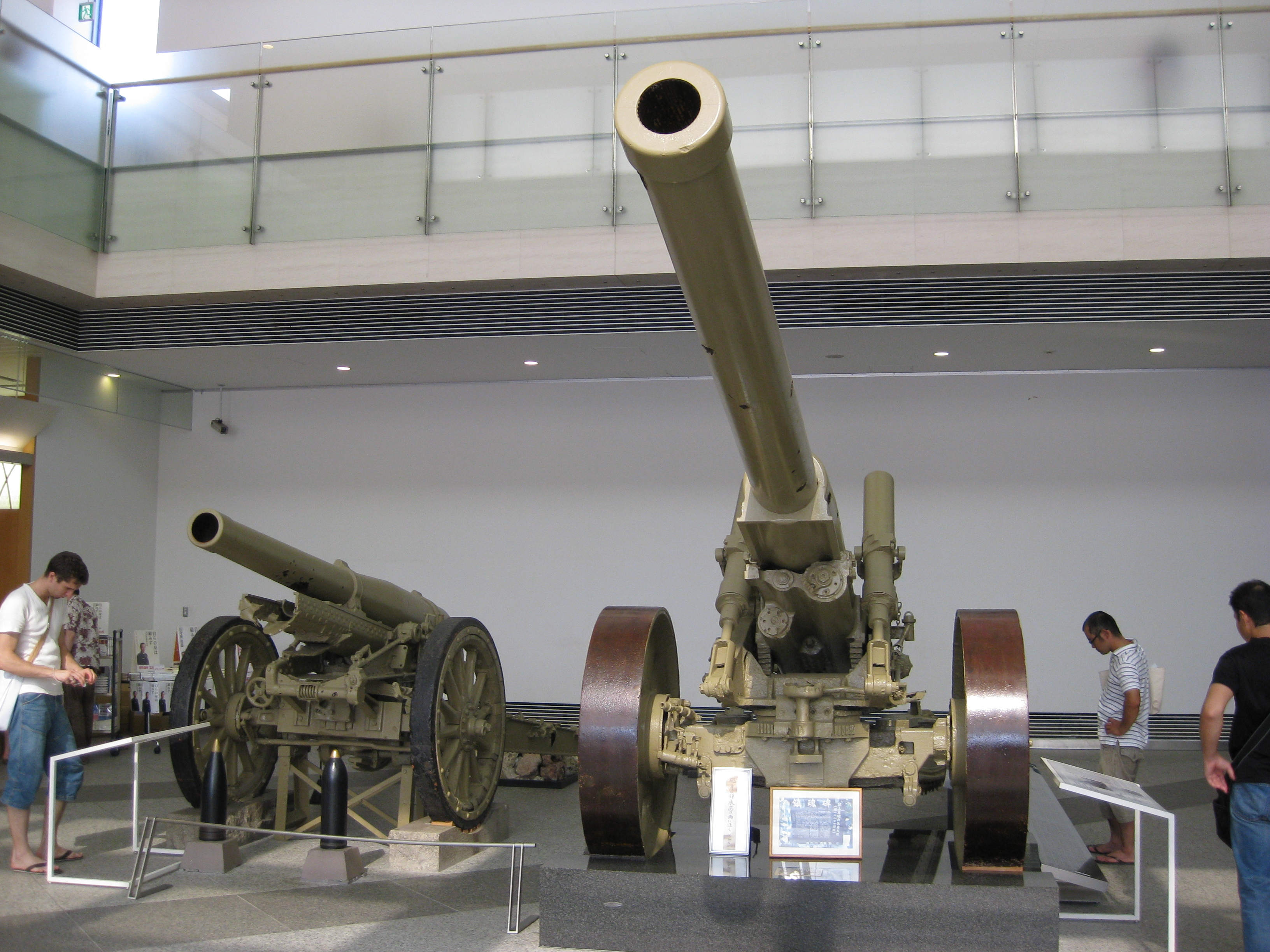
右がアメリカ軍飛行場砲撃に威力を発揮した八九式十五糎加農砲、4月16日で2門が破壊され一旦飛行場砲撃が中断されたが、4月20日に2門を再配置し4月下旬まで飛行場砲撃を続け、嘉手納飛行場に損害を与えている。

先のレイテ島の戦いでは、陸軍の第4航空軍（司令官：富永恭次中将）が、アメリカ軍が飛行場の整備に手間取っている隙を巧みについて、飛行場や基地や司令部に航空機による夜襲をかけてかなりの戦果を挙げていた。沖縄戦においても、陸軍の第6航空軍（司令官：菅原道大中将）が、沖縄上のアメリカ軍飛行場の整備・増強を妨害するため夜襲をかけており、沖縄の飛行場を攻撃した陸軍の爆撃機・攻撃機（戦闘機は除く）は延べ194機となった。海軍も九州と台湾の基地から延べ222機（戦闘機は除く）を出撃させている。しかし、芙蓉部隊は上述の通り、あくまでもアメリカ軍機動部隊を主目標としており、当初は飛行場攻撃には参加していなかったが、陸軍からアメリカ軍飛行場への対応が消極的と批判された第五航空艦隊司令部が、菊水2号作戦のさいに芙蓉部隊に飛行場攻撃を命じたのがきっかけとなり、その後、戦果の挙がらない艦船攻撃から、アメリカ軍飛行場を主任務としたのは、4月の月末が近づいてからとなった。
芙蓉部隊で飛行場攻撃に出撃した述べ機数は293機（制空任務の零戦夜間戦闘機も含む）となって、出撃述べ機数だけで見ると芙蓉部隊が最大とはなるが、出撃機数が増加したのは沖縄戦の中期（5月）以降であり、アメリカ軍の航空基地が、日本軍機による執拗な攻撃に悩まされていた4月の中旬から月末までには、芙蓉部隊は殆ど参戦できていなかった。アメリカ軍の記録によれば、読谷飛行場は4月中旬以降には15日、17日、20日、21日、26日、27日、28日、29日の計8日に渡って日本軍から空襲されたが、この間の芙蓉部隊が飛行場攻撃に参加したのは28日と29日のわずか2日に過ぎなかった。
飛行場攻撃の戦果としては、陸軍第6航空軍は熟練の重爆撃機搭乗員が多く作戦に従事したこともあって、1回の出撃で、地上機4機炎上、1機爆砕、直径100m高さ300mの大爆発を含む爆発3か所などと詳細な戦果報告を報じていたのに対し、芙蓉部隊の戦果報告は大火災発生などとはっきりしないものばかりであった。戦後しばらく経ってから美濃部は自分の著書で、8月8日の伊江島飛行場攻撃では、未帰還となった彗星1機の爆撃により「戦後米軍資料によれば揚陸直後の600機炎上」という大戦果を挙げたなどと主張しているが、アメリカ陸軍の沖縄戦公式戦史『United States Army in World War II　The War in the Pacific　Okinawa: The Last Battle』では、義烈空挺隊による損害以外で、地上で撃破されたアメリカ軍航空機(アメリカ海軍・海兵隊航空機も含む）の記録はなく、伊江島飛行場がそのような大損害を被った記録もない。沖縄戦で陸軍航空隊と海兵隊航空隊を統一指揮していた第10軍戦術航空軍の戦時日誌によれば、砲撃、爆撃などあらゆる要因で地上撃破されたアメリカ軍機は1945年4月に6機、5月にも6機、6月以降は0機となっている。伊江島飛行場に配備されていた第318戦闘機航空隊 の戦闘記録でも、日本軍による空襲の記述があるのは、芙蓉部隊が休息していた5月24日の義号作戦に伴う空襲のみとなっている。
また、芙蓉部隊について1979年から永年の間取材を続け、美濃部ら多数の芙蓉部隊元隊員に直接取材、多くの資料の提供も受けて、自らの多くの著書に芙蓉部隊について記述し、その集大成として『彗星夜襲隊 特攻拒否の異色集団』を執筆した作家の渡辺洋二は その著書で、「芙蓉部隊の連続夜襲がどの程度、米軍にダメージを与えたか判然としない」としながらも、沖縄戦当時、嘉手納飛行場で作戦に従事していたアメリカ海兵隊航空隊VMF-322 の戦時日誌の、4月27日に嘉手納飛行場が日本軍の砲撃によりF4Uが1機大破、他3機損傷したという記録を、砲撃というのはアメリカ軍の誤認で、実際には芙蓉部隊の戦果であったと類推し「芙蓉部隊と美濃部流戦法は確固たる足場を築くに至ったのだ」と評価している。渡辺が、嘉手納飛行場への攻撃が、砲撃ではなく芙蓉部隊の爆撃によるものだったと類推したのは、4月27日～28日の段階で、第32軍のカノン砲は飛行場砲撃を止めていたことがその根拠としているが、これは誤認であり、実際には、第32軍は4月6日から飛行場砲撃任務を継続し4月16日に全滅した独立重砲兵第百大隊第2中隊に代えて、4月20日に北・中（読谷・嘉手納）飛行場砲撃のため、十五糎加農砲2門を幸地に、高射砲2門を棚原に配置して4月下旬まで飛行場への砲撃を継続していた。
アメリカ海兵隊嘉手納基地の沖縄戦公式戦記においても「午前2時25分にカデナの飛行場が砲撃され、4つのテントが破壊され、海兵隊員1人が負傷した。砲撃は戦闘を妨害することはほとんどなかった。」と嘉手納飛行場の損害は、日本軍の砲撃による損害の記録のみであり、アメリカ軍の記録上で嘉手納飛行場に芙蓉部隊が打撃を与えたという記録は確認できない。義烈空挺隊に攻撃されて、一時的とはいえ使用不能となる損害を被った読谷飛行場でも、沖縄戦当時に同飛行場で作戦に従事していたアメリカ海兵隊航空隊VMF-311 の公式戦記において、日本軍による航空攻撃の記述があるのは義号作戦に伴う空襲と義烈空挺隊との戦闘のみであり、伊江島や嘉手納と同様に読谷飛行場でも芙蓉部隊の戦果は確認できない。
このように、飛行場攻撃においても艦船攻撃と同様に客観的に確認できる戦果のなかった芙蓉部隊であったが、逆に藤枝基地で8機、鹿児島でも3機以上の合計11機以上の航空機を敵の飛行場攻撃で失っている。また、美濃部はフィリピン戦での戦闘第901飛行隊長のときにも、ダバオで幾度も敵の空襲を受けて少なくとも5機以上の航空機を地上で失っている。

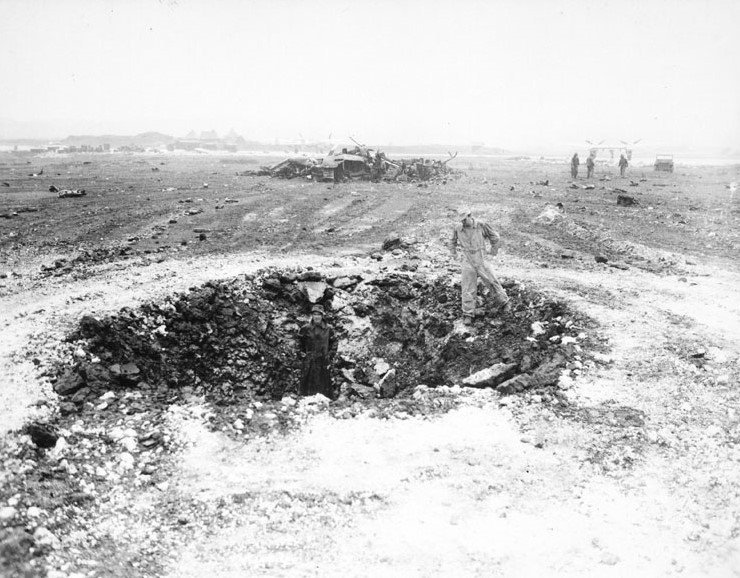
読谷飛行場における日本軍の夜間爆撃の爆弾跡、1945年5月20日の写真であるが、芙蓉部隊は岩川への移動中で5月15日から24日まで出撃を休止しており、これは芙蓉部隊と同様に飛行場への夜間攻撃をしていた第七〇六海軍航空隊の5月19日未明に出撃した陸上攻撃機の爆撃によるものと思われる。

芙蓉部隊の彗星による夜間飛行場攻撃が、アメリカ軍にとって特別な脅威となっていたという指摘がなされることがあり、その裏付けとして、戦後に特攻を詳細に調査した元ロイター東京支局長でオーストラリア人ジャーナリストのデニス・ウォーナーが、その著書『ドキュメント神風―特攻作戦の全貌』で美濃部について記述したことを取り上げて、世界中にその名が知れ渡ったとか、ウォーナーが新聞記者であったことからか、芙蓉部隊がアメリカの新聞で取り上げられたとか、根拠は不明ながら、アメリカ人のジャーナリストや戦史研究家がこぞって芙蓉部隊や美濃部を取り上げて、日本よりもはるかに欧米でその名が知られているなどという指摘もあるが、『ドキュメント神風―特攻作戦の全貌』の美濃部や芙蓉部隊の記述の出典は、アメリカ軍など欧米の資料ではなく、美濃部が海上自衛隊の私的研究会であった兵術同好会(2019年閉会）の機関誌「波濤」の第23号に寄稿した「戦争体験と部下統御」という記事であって、要するに美濃部自身の主張が出典である。
また、沖縄戦おけるアメリカ陸軍公式戦史『United States Army in World War II　The War in the Pacific　Okinawa: The Last Battle』やアメリカ海兵隊公式戦史『Okinawa: Victory in the Pacific』等の公式戦史や公式報告書、アメリカ軍指揮官クラスの軍人の回顧、アメリカ軍機関紙星条旗新聞、ほか従軍記者による報道等で、芙蓉部隊不参加の5月24日～5月25日の義号作戦と同作戦に伴う夜間爆撃以外で、日本軍航空機によるアメリカ軍飛行場への夜間攻撃についての具体的な記述はほとんどない上に、沖縄に展開していた第10軍戦術航空軍は、日本軍が本土決戦準備の戦力温存策をとり、芙蓉部隊以外の出撃機数が減少した1945年6月には、沖縄周辺での戦闘空中哨戒任務よりも、南九州、宮古島、八重山列島への攻撃任務や、阻止線を前進させての奄美上空での戦闘空中哨戒任務など防御よりは攻撃的な任務が激増し、アメリカ軍航空基地は、ほぼ芙蓉部隊のみが攻撃するようになった7月中旬には、灯火管制すらしていないなどほとんど警戒をしておらず、アメリカ軍が日本軍航空機による飛行場への夜間爆撃を特別に警戒していたという事実はなく、さらに、その中で芙蓉部隊の彗星を個別に脅威と認識していたとは確認できない 。これは機数が減少したとは言え、アメリカ海軍が特攻機による夜間攻撃対策として、灯火管制などの警戒態勢を終戦まで洋上の艦船に維持させていたのとは対照的である。
彗星は、フィリピンの戦いで、クラーク・フィールドがアメリカ軍によって奪還された際に、空冷エンジンの33型がほぼ無傷で鹵獲されており、鹵獲日本軍機をテストしていたTAIU により詳細に分析されているが、アメリカにおける彗星の一般的な評価は、「高速で軽快な急降下爆撃機ながら、燃料タンクの防弾装備が不十分で脆弱」であった。しかし、急降下爆撃により、軽空母プリンストンを撃沈し、正規空母フランクリン（アメリカ軍の記録上は“JUDY”とされているが、命中した爆弾は2発なので攻撃したのは銀河の可能性も高い）を大破したことや、特攻機専用型43型が製造されるなど、特攻機としても投入され、正規空母エセックスや、正規空母バンカーヒル（実際は零戦2機による）を大破するなど、飛行場爆撃ではなく対艦攻撃により、連合軍艦船に多大な損害を与えたことでも知られている。
芙蓉部隊側の記録でも、沖縄のアメリカ軍飛行場に夜間戦闘機の進出が進むと、夜間戦闘機に接触し、あげくに撃墜される機が激増している。10回にも及んだ菊水作戦中の芙蓉部隊出撃機で、故障などで引き返さずに戦場まで到達できたのはわずか延べ117機、うち5月28日からの菊水8号作戦までは、戦場まで到達した芙蓉部隊機のうちアメリカ軍夜間戦闘機と接触した機数は8機で接触率は8.4％、夜間戦闘機に確実に撃墜されたと確認された機数は1機に過ぎなかったが、6月3日からの菊水9号作戦と6月21日からの菊水10号作戦では、接触機数は14機で接触率63.5％、夜間戦闘機に確実に撃墜されたのは4機と、接触率、被撃墜数が跳ね上がっている。損失理由不明の未帰還機にも相当数の夜間戦闘機による被撃墜が含まれており、沖縄戦末期では夜間戦闘機により戦場に近づくことも困難となっていた。
結局、芙蓉部隊の彗星、海軍の陸上攻撃機、陸軍の重爆撃機などがアメリカ軍航空基地を攻撃し続けたが、アメリカ軍の記録に特筆されるような成果をあげたのは義烈空挺隊のみで、他は特に沖縄戦の戦局に寄与することはなく、沖縄のアメリカ軍航空基地は、特攻機の迎撃や地上戦への航空支援などで活躍し、沖縄戦での連合軍の勝利に大きく貢献している。嘉手納飛行場に配備されていた海兵隊の戦闘機隊は、特攻機を撃墜することにより多数のアメリカ兵の命を救ったとして『The Sweetheart of Okinawa（沖縄の恋人）』という愛称で呼ばれていたほどであった。

## 出撃一覧
芙蓉部隊天号作戦々史
芙蓉部隊が作成した報告書「芙蓉部隊天号作戦々史　自昭和20年2月1日至昭和20年8月末日」の「芙蓉部隊戦闘経過」及び連合艦隊布告による。二次資料も参照し記述された本文中の経過とは一部異なる部分もあり。
| 出撃日        | 任務                                       | 出撃機        | 損失                                | 戦果                                                   | 備考 |
| ------------- | ------------------------------------------ | ------------- | ----------------------------------- | ------------------------------------------------------ | --- |
| 1945年3月30日 | 鹿屋基地移動                               | 彗星3 零戦2   | なし                                | 藤枝基地から鹿屋基地に進出                             | |
| 1945年3月31日 | 鹿屋基地移動                               | 合計25        | 彗星1                               | 藤枝基地から鹿屋基地に進出                             | |
| 1945年4月4日  | 沖縄東方索敵攻撃                           | 彗星8 零戦4   | なし                                | なし                                                   | |
| 1945年4月6日  | 上陸地点への銃爆撃による敵陣の攪乱         | 彗星8 零戦6   | 零戦2機                             | 巡洋艦に3発ロケット弾命中 輸送艦1炎上                  | 同日、アメリカ軍に該当被害記録なし |
| 1945年4月7日  | 陸軍特攻機誘導                             | 彗星1         | 彗星1                               | 陸軍特別攻撃隊の誘導、自らも特攻敢行                   | |
| 1945年4月8日  | 奄美大島東索敵攻撃                         | 彗星8 零戦6   | なし                                | 天候不良のため4機帰還、敵発見できず                    | |
| 1945年4月12日 | 北・中飛行場銃爆撃・敵戦闘機制圧           | 彗星14 零戦8  | 彗星3 零戦3                         | 大火災炎上3か所                                        | |
| 1945年4月14日 | 特攻機誘導                                 | 彗星2         | 彗星2                               | 喜界島に敵発見                                         | |
| 1945年4月15日 | 陸軍特攻機誘導                             | 彗星1         | 彗星1                               | 陸軍特攻機突入確認                                     | |
| 1945年4月16日 | 北・中飛行場銃爆撃による早朝制空           | 彗星12 零戦4  | 零戦1                               | 大火災7か所                                            | |
| 1945年4月17日 | 奄美大島東方索敵攻撃                       | 彗星12 零戦3  | なし                                | 敵夜間戦闘機と遭遇するも敵艦発見できず                 | |
| 1945年4月20日 | 喜界島南方索敵攻撃                         | 彗星12        | なし                                | 敵発見できず                                           | |
| 1945年4月22日 | 喜界島南方索敵攻撃                         | 彗星8 零戦4   | なし                                | 敵発見できず                                           | |
| 1945年4月24日 | 敵機動部隊警戒                             | 不明          | 零戦1                               | なし                                                   | |
| 1945年4月25日 | 九州南東方索敵攻撃                         | 彗星4 零戦4   | 零戦1                               | 敵空母発見                                             | |
| 1945年4月27日 | 喜界島東南方索敵攻撃                       | 彗星6 零戦6   | なし                                | 敵発見できず                                           | |
| 1945年4月28日 | 終夜飛行場銃爆撃による夜間早朝制空         | 彗星20 零戦8  | 零戦1                               | 4か所炎上                                              | |
| 1945年4月29日 | 終夜飛行場銃爆撃による夜間早朝制空         | 彗星12 零戦6  | 彗星1 零戦1 彗星の偵察員1名機上戦死 | 中飛行場4か所炎上 慶良間飛行場飛行艇1機炎上テント1炎上 | アメリカ軍の記録では中飛行場（嘉手納飛行場）の被害は陸軍の砲撃によるもの |
| 1945年4月30日 | 終夜飛行場銃爆撃による夜間早朝制空         | 彗星12 零戦4  | 彗星4 零戦1                         | 伊江島飛行場炎上1か所                                  | |
| 1945年5月3日  | 沖縄飛行場攻撃                             | 彗星6         | なし                                | なし                                                   | |
| 1945年5月4日  | 沖縄飛行場攻撃                             | 彗星8         | 彗星2                               | 北飛行場炎上2か所                                      | |
| 1945年5月5日  | 沖縄飛行場攻撃                             | 彗星6         | なし                                | 不明                                                   | |
| 1945年5月6日  | 沖縄飛行場攻撃                             | 彗星6         | なし                                | 不明                                                   | |
| 1945年5月7日  | 索敵攻撃                                   | 彗星8         | なし                                | 敵発見できず                                           | |
| 1945年5月9日  | 列島線索敵攻撃                             | 彗星10 零戦2  | なし                                | 敵発見できず                                           | |
| 1945年5月10日 | 沖縄飛行場攻撃・敵夜間戦闘機掃討           | 彗星10 零戦4  | なし                                | 炎上2か所 夜間戦闘機撃墜1                              | |
| 1945年5月12日 | 列島線索敵攻撃                             | 彗星10 零戦2  | 彗星1                               | 潜水艦撃沈1                                            | 同日、アメリカ軍に該当被害記録なし |
| 1945年5月13日 | 敵夜間戦闘機鹿屋上空跳梁・付近海域索敵攻撃 | 彗星12        | 彗星1                               | 佐多岬沖に敵機動部隊発見                               | 発見した甘利少尉機は「0456敵見ユ。駆逐艦5隻」と打電したところでアメリカ軍夜間戦闘機に撃墜されたため、この艦隊が機動部隊であったかは芙蓉部隊司令部には伝わらず、攻撃も空振りに終わっており折角の機動部隊発見の情報を活かすことはできなかった。 |
| 1945年5月14日 | 敵夜間戦闘機鹿屋上空跳梁・付近海域索敵攻撃 | 彗星8 零戦2   | 彗星2                               | なし                                                   | |
| 1945年5月24日 | 列島線東方索敵攻撃                         | 彗星10 零戦4  | なし                                | 敵発見できず                                           | 5月15日～5月24日まで岩川基地への移動で出撃なし、夜間には美濃部の発案で蛍狩りなどの酒宴がひらかれている。記録上は24日の出撃となっているが、実際に出撃したのは義烈空挺隊などがアメリカ軍の沖縄の飛行場を攻撃した後の25日未明であった。 |
| 1945年5月25日 | 列島戦を含む東西索敵攻撃                   | 彗星10 零戦8  | なし                                | 敵発見できず                                           | |
| 1945年5月26日 | 列島線索敵攻撃                             | 彗星4 零戦4   | 彗星1                               | 敵発見できず                                           | |
| 1945年5月27日 | 沖縄飛行場攻撃・敵夜間戦闘機掃討           | 彗星12 零戦6  | なし                                | 炎上3か所                                              | |
| 1945年5月28日 | 列島線索敵攻撃                             | 彗星8 零戦6   | なし                                | 敵発見できず                                           | |
| 1945年5月29日 | 列島線索敵攻撃                             | 彗星8         | なし                                | 敵発見できず                                           | |
| 1945年5月30日 | 列島線索敵攻撃                             | 彗星4         | なし                                | 敵発見できず                                           | |
| 1945年6月2日  | 列島戦を含む東方索敵攻撃                   | 彗星8 零戦6   | なし                                | 敵発見できず                                           | |
| 1945年6月6日  | 索敵攻撃                                   | 彗星8 零戦5   | なし                                | 潜望鏡発見銃撃                                         | 同日、アメリカ軍に該当被害記録なし |
| 1945年6月8日  | 沖縄飛行場攻撃・索敵攻撃                   | 彗星5 零戦6   | なし                                | 伊江島炎上2か所                                        | |
| 1945年6月9日  | 沖縄北飛行場攻撃・索敵攻撃                 | 彗星10 零戦5  | 彗星3                               | 不明                                                   | |
| 1945年6月10日 | 沖縄飛行場攻撃・敵夜間戦闘機掃討           | 彗星6 零戦4   | 彗星1                               | 夜間戦闘機撃墜1                                        | 同日、アメリカ軍記録に夜間戦闘機損失の記録なし |
| 1945年6月21日 | 沖縄飛行場攻撃                             | 彗星8 零戦2   | 彗星1 零戦1                         | 炎上1か所                                              | |
| 1945年6月22日 | 沖縄飛行場攻撃・索敵攻撃                   | 彗星6 零戦6   | 彗星2                               | 敵発見できず                                           | |
| 1945年6月25日 | 沖縄飛行場攻撃                             | 彗星8 零戦5   | なし                                | なし                                                   | |
| 1945年7月3日  | 伊江島飛行場攻撃・奄美大島上空制圧         | 彗星8 零戦5   | なし                                | 炎上2か所                                              | |
| 1945年7月5日  | 列島線索敵攻撃                             | 彗星4 零戦4   | なし                                | 敵発見できず                                           | |
| 1945年7月18日 | 列島線東方索敵攻撃                         | 彗星12 零戦6  | なし                                | 敵発見できず                                           | |
| 1945年7月19日 | 沖縄攻撃・奄美大島上空制圧                 | 彗星10 零戦10 | 彗星2                               | なし                                                   | |
| 1945年7月25日 | 敵機動部隊索敵攻撃                         | 彗星9 零戦12  | なし                                | なし                                                   | |
| 1945年7月27日 | 沖縄飛行場攻撃                             | 彗星16        | なし                                | 炎上5か所                                              | |
| 1945年7月28日 | 九州南方索敵攻撃                           | 彗星4 零戦12  | なし                                | なし                                                   | |
| 1945年7月29日 | 沖縄飛行場攻撃・南東海面索敵攻撃           | 彗星6 零戦6   | なし                                | 炎上3か所                                              | |
| 1945年7月30日 | 対潜水艦掃討                               | 零戦6         | なし                                | なし                                                   | |
| 1945年8月1日  | 沖縄飛行場攻撃・対潜水艦掃討               | 彗星12 零戦4  | なし                                | なし                                                   | |
| 1945年8月5日  | 対潜水艦掃討                               | 彗星8 零戦4   | なし                                | なし                                                   | |
| 1945年8月6日  | 東海敵機動部隊索敵攻撃                     | 彗星6 零戦6   | なし                                | なし                                                   | |
| 1945年8月7日  | 対潜水艦掃討                               | 彗星6 零戦4   | なし                                | なし                                                   | |
| 1945年8月9日  | 沖縄飛行場攻撃                             | 彗星7         | 彗星2                               | 伊江島大火災 中飛行場炎上1か所                         | 戦後になって美濃部は、この時に未帰還となった清水武明少尉・中野増雄上飛曹の搭乗機1機の爆撃で、伊江島飛行場でアメリカ軍航空機を600機を炎上させたなどと主張するようになったが、アメリカ軍沖縄戦公式報告書に伊江島飛行場がその様な大被害を受けたという記録はなく、1945年5月以降、沖縄戦で航空攻撃により地上で撃破されたアメリカ軍航空機の記録は、義烈空挺隊に撃破されたもののみで、沖縄戦全体でのアメリカ軍航空機損失は全ての要因を合計しても763機である。 |
| 1945年8月11日 | 列島線南東索敵                             | 彗星6 零戦4   | なし                                | なし                                                   | |
| 1945年8月13日 | 索敵攻撃                                   | 彗星8 零戦6   | なし                                | 敵発見できず                                           | |
| 1945年8月16日 | 南九州沖索敵攻撃                           | 彗星12 零戦8  | なし                                | なし                                                   | |
| 1945年8月17日 | 南九州沖索敵攻撃                           | 彗星12 零戦8  | なし                                | なし                                                   | |
| 合計          |                                            |               | 彗星31 零戦12                       |                                                        | |

芙蓉部隊公式記録（芙蓉部隊天号作戦々史）以外での損失と戦死者
参考出典。
。
| 損失日           | 任務                                               | 損失機数                      | 死傷者                                | 状況                                                                                     |
| ---------------- | -------------------------------------------------- | ----------------------------- | ------------------------------------- | ---------------------------------------------------------------------------------------- |
| 1945年2月16日    | 硫黄島の戦いにおける索敵                           | 零戦1                         | 戦死1                                 | 索敵任務で未帰還                                                                         |
| 1945年2月17日    | 硫黄島の戦いにおけるアメリカ軍機動部隊への特攻出撃 | 彗星7 零戦1                   | 戦死3                                 | 特攻出撃で会敵できず帰還したところに追尾してきたアメリカ軍艦載機の空襲により地上で撃破   |
| 1945年2月20日    | 訓練（藤枝基地）                                   | 零戦1                         | 戦死1                                 | 夜間訓練中に遠州灘に墜落                                                                 |
| 1945年3月中      | 訓練（藤枝基地）                                   | 彗星数機（少なくとも2機以上） | 不明                                  | 訓練飛行の離陸直後もしくは着陸直前に海上に墜落                                           |
| 1945年3月16日    | 九州沖航空戦における索敵                           | 彗星2                         | 戦死4                                 | 索敵任務で1機未帰還、1機は整備不良で離陸直後高圧線に引っ掛かり墜落                       |
| 1945年3月17日    | 訓練（藤枝基地）                                   | 彗星1                         | 負傷2                                 | 故障でエンジンが停止し墜落して総武線の土手に激突                                         |
| 1945年3月30日    | 鹿屋基地移動                                       | 彗星1                         | なし                                  | 故障により三重海軍航空隊に不時着し大破                                                   |
| 1945年4月3日     | 訓練（藤枝基地）                                   | 彗星1                         | 負傷2                                 | 故障でエンジンが停止し海上に墜落                                                         |
| 1945年4月5日     | 菊水作戦における索敵攻撃                           | 彗星1 元山海軍航空隊の零戦1   | 戦死1 負傷1                           | 芙蓉部隊の彗星が着陸時に元山空の零戦と接触、搭載していた弾薬と燃料が誘爆                 |
| 1945年4月8日ごろ | 訓練（藤枝基地）                                   | 彗星1                         | なし                                  | 着陸直前にエンジンが停止し滑走路の手前の線路に激突                                       |
| 1945年4月22日    | 訓練（藤枝基地）                                   | 彗星1                         | 戦死2                                 | 夜間訓練中に海上に墜落                                                                   |
| 1945年4月24日    | 訓練（藤枝基地）                                   | 彗星1                         | 戦死2                                 | 夜間訓練中に行方不明                                                                     |
| 1945年4月29日    | 訓練（藤枝基地）                                   | 零戦1                         | 戦死1                                 | 夜間訓練中に海上に墜落                                                                   |
| 1945年6月6日     | 菊水作戦における索敵攻撃                           | 彗星1 零戦1                   | なし                                  | 零戦は離陸時、彗星は着陸時にぬかるんだ滑走路に主脚をとられて大破                         |
| 1945年6月9日     | 菊水作戦における索敵攻撃                           | 零戦1                         | なし                                  | 離陸時に操縦ミスにより台地に激突                                                         |
| 1945年6月10日    | 沖縄飛行場攻撃・敵夜間戦闘機掃討                   | 彗星1                         | 負傷1                                 | 離陸時にブレーキ不調で離陸できず斜面下に転落                                             |
| 1945年7月15日    | 伊江島飛行場攻撃                                   | 彗星1                         | 負傷1                                 | 着陸時にぬかるんだ滑走路に主脚をとられて大破                                             |
| 1945年7月28日    | 沖縄飛行場攻撃                                     | 彗星3                         | なし                                  | 天候不順により不時着した鹿屋基地で敵艦載機の機銃掃射により地上で撃破                     |
| 1945年7月29日    | 沖縄飛行場攻撃                                     | 彗星2                         | 戦死1                                 | エンジン故障により1機が海上に墜落、1機は着陸に失敗し大破                                 |
| 1945年8月14日    | 沖縄飛行場攻撃                                     | 彗星1                         | 戦死2                                 | 芙蓉部隊最後の未帰還機となるが、芙蓉部隊天号作戦々史には記録なく、戦死した搭乗員名も不明 |
| 1945年8月21日    | 部隊解散時の帰郷飛行                               | 彗星1 零戦1                   | 死亡3                                 | 終戦後の部隊解散時に美濃部が許可した帰郷飛行での墜落事故                                 |
| 合計             |                                                    | 彗星28以上 零戦8以上          | 戦死21以上（うち3は終戦後） 負傷7以上 |                                                                                          |

## 関連する作品
舞台公演
- 『JUDY ～The Great Unknown Squadron～』（演劇）:劇団グーフィー&メリーゴーランドが2019年時点で定期的に公演中で[624]、コロナ禍で中断したが5年ぶりに2024年7月18日（木）〜7月21日（日）に公演が再開された[625]。劇団主宰の久世恭弘がホノルルマラソン参加のため、ハワイオアフ島のホテルに滞在した際に、見流していた真珠湾攻撃メモリアルデーに因んだ太平洋戦争に関する特番の退役軍人の戦友会での雑談の中で、『JUDY』という単語が何回も出てきたのに強い印象を受けて、『JUDY』が彗星艦上爆撃機のアメリカ軍のコードネームであったことを調べ、彗星をきっかけにして芙蓉部隊の存在を知り衝撃を受けたため、舞台化したいと考えて、3年がかりで芙蓉部隊関係者らからの取材も交えて完成させている[626]。静岡新聞、南日本新聞では複数に渡り、同作品の公演記事を掲載。2007年8月にはNHK鹿児島放送局で特集番組が組まれた[627]。
- 『BIRDMEN』（演劇）:劇団エイトビート上演、プロデューサー勝山康晴、静岡市民文化会館が主催している静岡オリジナルの舞台の一つとして2017年に上演され[628]、2019年[629]と2021年にも再演となった[630]。
- 『飛ばなかった特攻隊～岩川基地』:落語家の桂竹丸（鹿屋市出身）の新作落語[631]。

映像
- 『芙蓉部隊、特攻せず　～戦後60年目の証言～』（ドキュメンタリー）:テレビ愛知が2005年5月に放送、同年6月にはテレビ東京でも放送された。

書籍
- 『永遠の0』（小説）:登場人物の語りで登場する。その登場人物は「自衛隊を悪とする進歩的ジャーナリストが、戦後に自衛隊の幹部となった美濃部を褒め称えるのを憚ったので、芙蓉部隊の知名度は日本国内ではさほどではなく、むしろ海外で高く評価されている」と主張している[632]。
- 『ヤシュウタイ』（漫画）:漫画家イラストレーターこがしゅうと作、こが自らが元芙蓉部隊隊員から取材して執筆している[633]。
- 『われ特攻に参加せず』（小説）:豊田穣作、芙蓉部隊の後日談。ちなみに作者と副隊長だった徳倉正志大尉は同期である。

ゲーム
- 艦隊これくしょん -艦これ-（ブラウザゲーム）芙蓉部隊が使用した岩川基地名のサーバがある[634]。また2019年4月には彗星一二型(三一号光電管爆弾搭載機)が実装されたが、運営は芙蓉部隊機を意識したと述べている[635]。